# Hình tượng loài thú trong văn hóa

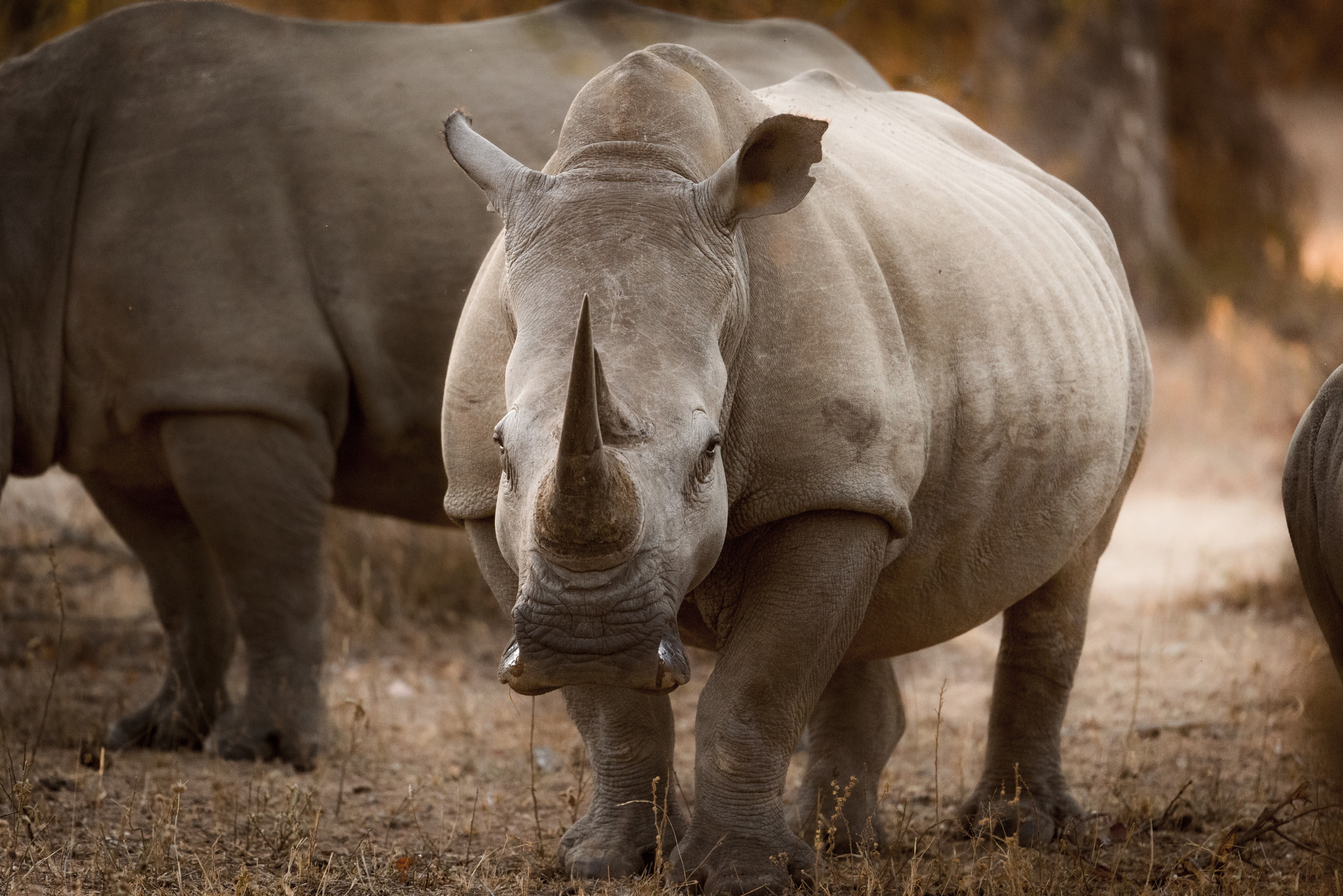
Những con tê giác châu Phi, ngày nay, chúng là biểu tượng của sự nghiệp bảo tồn động vật, trong lịch sử chúng từng được xem như loài thần thú trị thủy

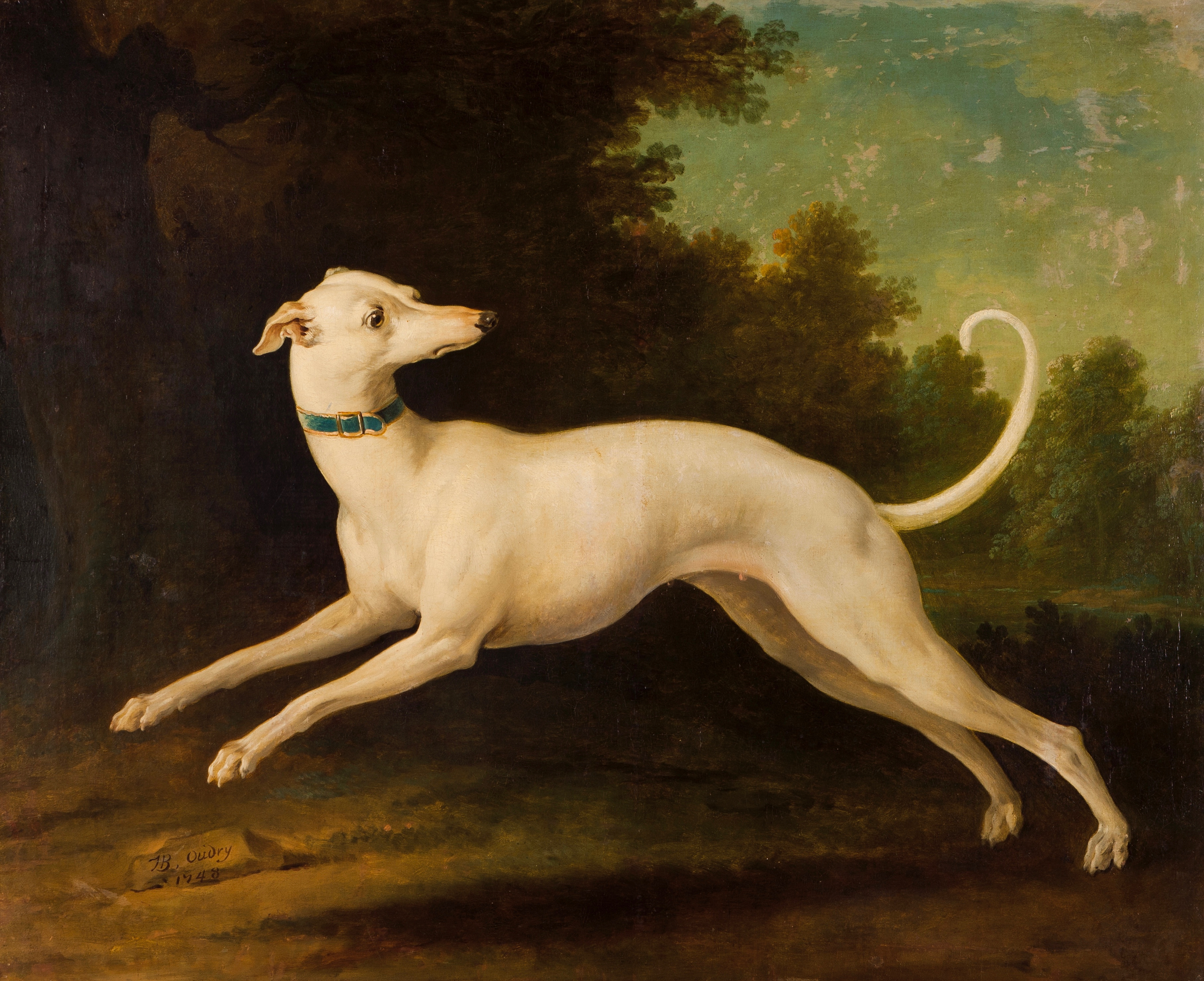
Họa phẩm về một con chó săn, con chó trong văn hóa phương Tây là người bạn tốt nhất của con người (Man's best friend)

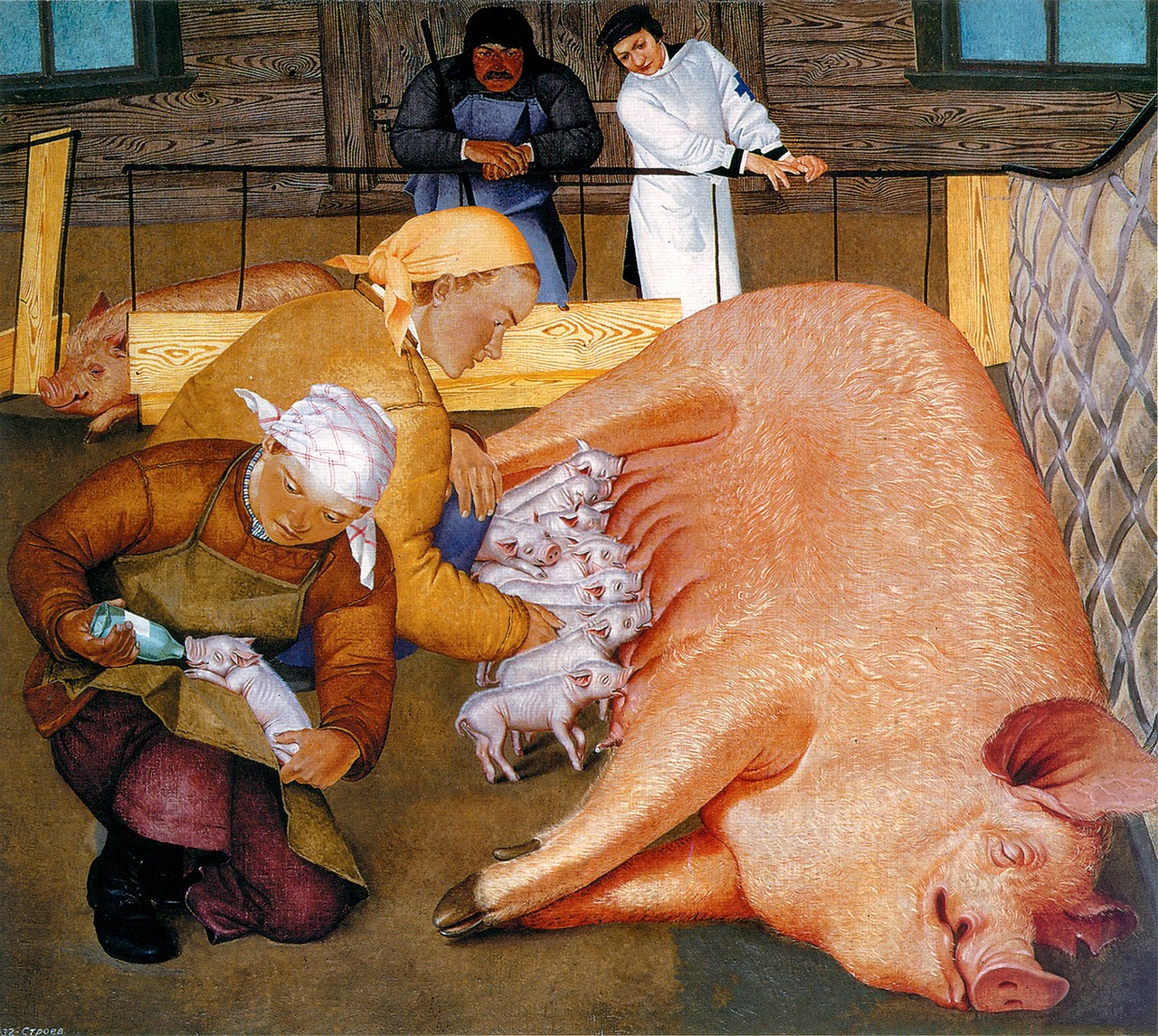
Tranh vẽ về cảnh một con heo nái đang cho bầy con bú, thể hiện cảnh thôn quê và sự phồn thực

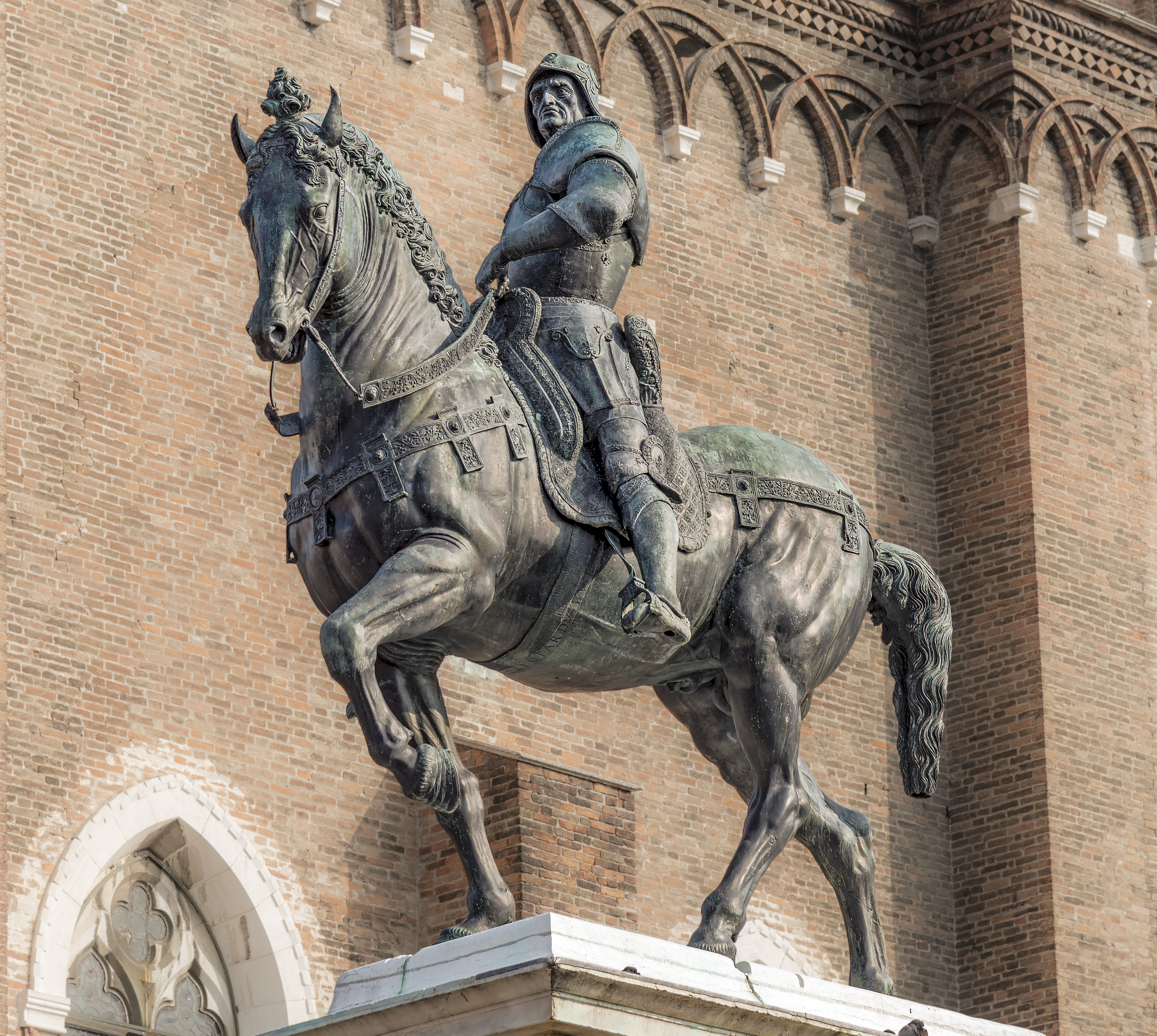
Tượng anh hùng trên chiến mã

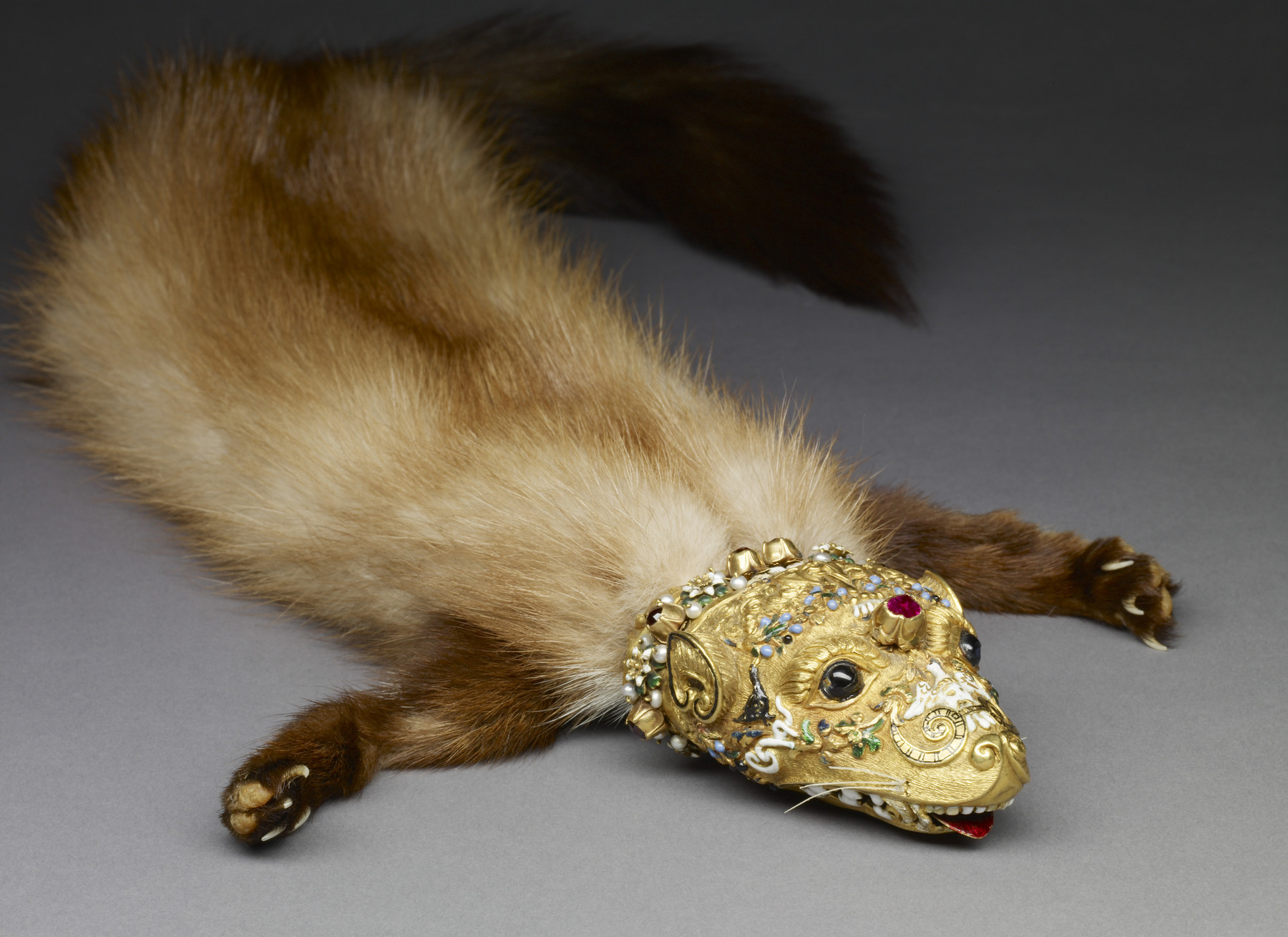
Vận phẩm trang trí lông chồn

Hình tượng loài thú (động vật có vú) hay hình tượng những con thú đã để lại nhiều dấu ấn đậm nét trong đời sống vật chất và tinh thần của con người. Động vật có vú nói chung đóng một vai trò quan trọng trong việc tạo ra và duy trì đời sống của con người mà trên đó đã góp phần phác thảo, định hình một phần yếu tố của nền văn hoá của con người. Chăn nuôi thú là công cụ trong sự phát triển của nền nông nghiệp và văn minh nhân loại, làm nông nghiệp thay thế việc săn bắt trên khắp thế giới. Trong sự biến thiên của hình thái kinh tế xã hội, sự kiện chăn nuôi tách khỏi trồng trọt đánh dấu một bước phát triển mới trong nấc thang của xã hội loài người. Trong đó, các loài vật nuôi được nuôi nhiều nhất là loài thú, cụ thể là chó, mèo và thỏ.
Về mặt kinh tế, động vật có vú cung cấp các sản phẩm từ sữa và phần lớn thịt cho con người ăn như là một loài thực phẩm thiết yếu, dù là được chăn nuôi hay bị săn bắn (thịt rừng). Các loài thú cũng mang lại da và len cho quần áo và các trang thiết bị tạo ra sự phát triển của ngành thuộc da và dệt sợi. Cho đến khi có sự vận chuyển cơ giới, động vật có vú được thuần hóa cung cấp một lượng lớn năng lượng sử dụng cho công việc và vận chuyển. Chúng phục vụ như là các mô hình trong nghiên cứu sinh học, chẳng hạn như trong di truyền, và trong thử nghiệm ma túy và sau này là thử nghiệm chất nổ. Diamond quan sát thấy rằng những loài thú lớn đã được thuần hóa có chung một tập hợp các đặc điểm mong muốn, chúng có chế độ ăn uống không cầu kỳ mà con người có sẵn, dễ kiếm cho chúng, chúng chóng lớn, mắn đẻ, thuần tính; chúng dễ dàng sinh sản trong điều kiện nuôi nhốt, chúng có hệ thống phân cấp thống trị bầy đàn thuận tiện cho con người vì luôn xem con người là con đầu đàn để phục tùng, và chúng luôn điềm tĩnh khi bị giam nhốt.
Về mặt văn hoá và đời sống, động vật có vú là vật nuôi phổ biến nhất, với hàng chục triệu con chó, mèo và các động vật nuôi khác bao gồm thỏ nhà và chuột lang, chuột cảnh được nuôi bởi các gia đình trên thế giới. Những con súc vật được nuôi với số lượng lớn như bò (1,4 tỷ con), cừu (1,2 tỷ con), lợn (1 tỷ con) và thỏ (700 triệu con). Động vật có vú như ngựa và hươu là một trong những chủ đề nghệ thuật sớm nhất về hội họa, được tìm thấy trong các bức tranh hang động thời Paleolithic ở trên ở Lascaux. Các nghệ sĩ chính như Albrecht Dürer, George Stubbs và Edwin Landseer nổi tiếng là những bức chân dung của những con vật. Động vật, đặc biệt là loài thú đóng vai trò rất nhiều trong văn học, phim ảnh (Phim về động vật), thần thoại, và tôn giáo (tín ngưỡng thờ thú).
Các loài thú có tính biểu tượng phổ biến trong nền văn hóa Đông-Tây so với các nhóm động vật khác, trong số 12 con giáp thì đã có 8/12 con thuộc nhóm thú, gồm Chuột (Tý), Trâu/bò (Sửu), Hổ (Dần), Mèo/Thỏ (Mão), Ngựa (Ngọ), Dê/Cừu (Mùi), Khỉ (Thân), Chó (Tuất), Lợn (Hợi). Có 05/12 biểu tượng cung Hoàng đạo có liên quan đến thú gồm: Bạch Dương (Cừu), Kim Ngưu (Bò), Sư tử (Sư tử), Nhân Mã (Ngựa nữa người), Ma Kết (Dê lai cá). Trong Bốn hình hài đã có 03/04 là thú gồm Sư tử, con Bò và con Người. Trên Cửu đỉnh có 09 con thú lớn bốn chân gồm: Hổ (con cọp); Tượng (con voi); Báo (con beo); Tê (con tê giác); Mã (con ngựa); Ly Ngưu (con bò tót); Dương (con dê); Thỉ (con heo/lợn); Sơn Mã (lộc mã/ngựa núi/con hươu).
Charles Darwin, Jared Diamond và những người khác đã ghi nhận tầm quan trọng của động vật có vú thuần hóa trong sự phát triển của nền nông nghiệp và nền văn minh. Sự chuyển đổi này từ việc săn bắt và tập trung đàn chăn nuôi và trồng cây trồng là một bước tiến quan trọng trong lịch sử loài người. Các nền kinh tế nông nghiệp mới, dựa trên các động vật có vú thuần hóa, đã gây ra sự tái cấu trúc triệt để các xã hội loài người, những thay đổi trên toàn thế giới về đa dạng sinh học và những thay đổi đáng kể về địa hình và bầu khí quyển Trái Đất là những kết quả quan trọng. Năm 1997, gia súc cung cấp khoảng 25 đến 64% sức sản xuất trong trồng trọt trong các hệ thống tưới tiêu trên thế giới, và 300 triệu súc vật cày kéo được sử dụng trên toàn cầu trong nông nghiệp quy mô nhỏ, hộ gia đình.

## Tổng quan văn hóa

### Vai trò đời sống

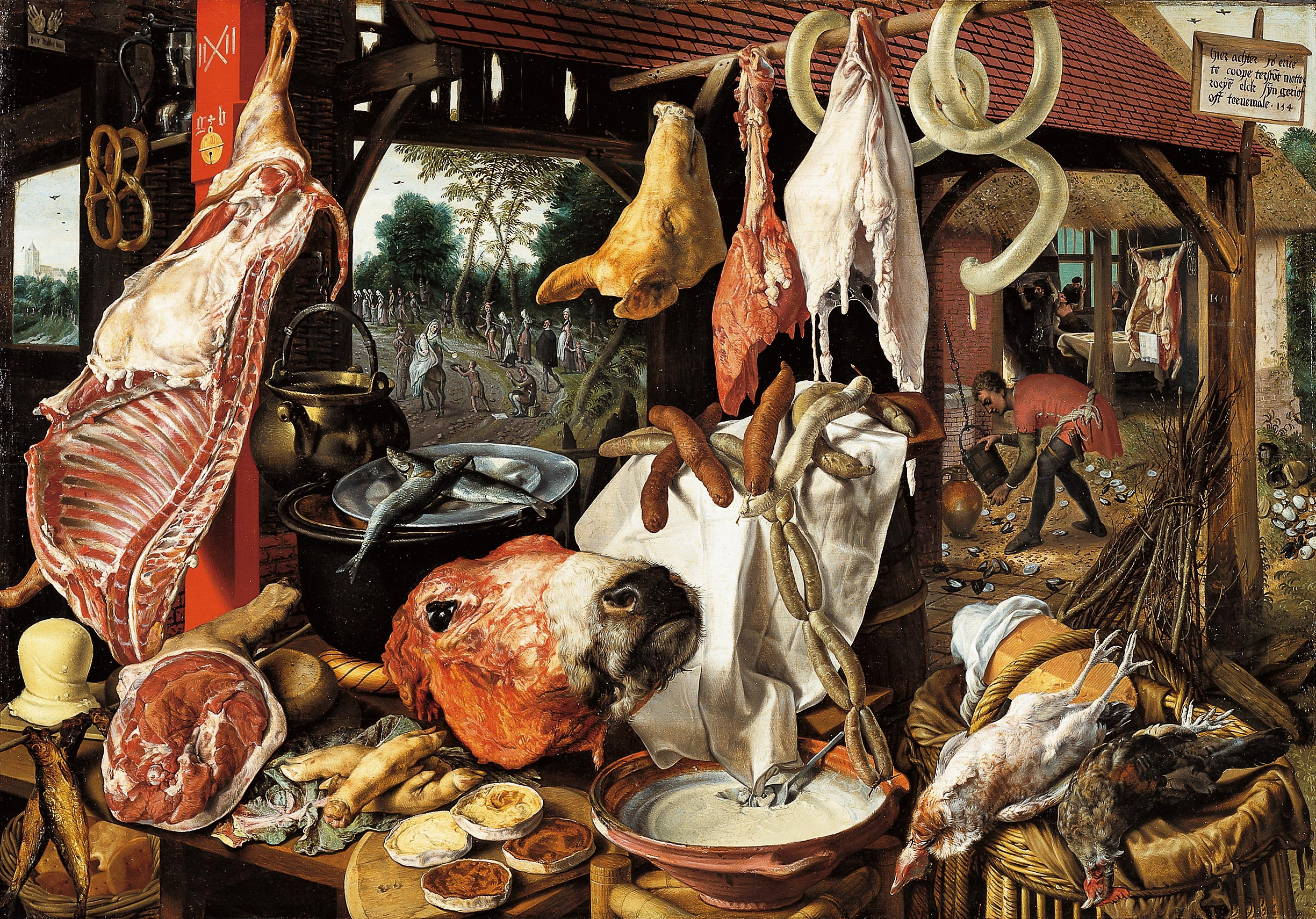
Họa phẩm về quầy thịt ở chợ, thịt từ loài thú nhiều nhất trên quầy

Động vật có vú là một bộ phận lớn của các loài gia súc chăn nuôi cho thịt và các sản phẩm từ sữa trên toàn thế giới, dù được canh tác một cách kỹ lưỡng hay bởi sự di chuyển của động vật hoang dã. Chúng bao gồm khoảng 1,4 tỷ con bò, 1,2 tỷ con cừu, 1 tỷ con lợn, và trên 700 triệu con thỏ. Giá trị sản xuất chăn nuôi gia súc toàn cầu năm 2013 ước tính đạt khoảng 883 tỷ đô la. Jared Diamond nhận thấy rằng các động vật có vú lớn đã được thuần hoá tiêu thụ một chế độ ăn uống mà con người có thể cung cấp, chúng tăng trưởng nhanh và sinh sản thường xuyên và luôn sẵn sàng sinh sản.
Chúng có hệ thống phân cấp thống trị của đàn gia súc thuận tiện và luôn điềm tĩnh khi bị giam nhốt. Carlos Driscoll và các đồng nghiệp đã đưa ra một kết luận tương tự, quan sát thấy rằng thú nuôi đã được thiết kế một cách thông minh để thay đổi thành phần di truyền của sinh vật tự nhiên đã làm cho các công cụ thực sự. Theo một nghĩa nào đó, nông dân thời kỳ đồ đá mới là nhà di truyền học đầu tiên và nông nghiệp là đòn bẩy mà họ cải biến thế giới. Đối với các bộ tộc du mục, việc nuôi các loài vật này mang đến cho họ một nguồn giá trị rất to lớn. Việc nuôi dê và cừu thực sự phù hợp với điều kiện của các tộc du mục bởi chúng không đòi hỏi quá nhiều công sức chăm sóc.
Từ xưa, lông thú và da thú được đan, may thành quần áo. Gia súc dã cung cấp một phần lớn nguyên liệu da thành phẩm được sử dụng cho các sản phẩm quần áo như giày dép, túi xách và thắt lưng và những mặt hàng thời trang. Len đã được sử dụng trong nhiều thế kỷ cho quần áo bao gồm cả phù hợp và cũng như hàng dệt kim. Nguồn gốc của len từ cừu, và sau đó là một số giống dê lấy len. Ở thần thoại Na Uy có “Berserker” nghĩa là “bear coat” (áo choàng gấu) để chỉ một lớp da thú lớn thường được các chiến binh khoác trong khi chiến đấu, các chiến binh dũng mãnh nhất kiểu này được truyền tụng là có bản tính thú vật, dã man như loại da thú mà họ choàng trên người, hầu hết mặc da gấu nhưng Úlfhéðnar là mang bộ da sói.
Ngoài ra, chăn nuôi gia súc được ví như có một đồ dự trữ của người xưa, vì nó cung cấp một không gian dự trữ dinh dưỡng cho ngày mai, trong quá trình chăn nuôi, họ nhận ra các loài vật này đều nuôi con bằng sữa mẹ, có nghĩa là sữa của chúng là bổ dưỡng, từ đó, đã học được cách vắt sữa từ các loài thú để đáp ứng nhu cầu dinh dưỡng và cũng có ý nghĩa hạn chế tập tính giết thú lấy thịt, vì việc vắt sữa cung cấp nguồn dinh dưỡng lâu dài hơn hẳn. Con người nhờ có tiến hóa và tập tính chăn nuôi động vật lấy sữa đã dẫn đến thói quen uống sữa ngay cả khi đã trưởng thành. Sữa được coi là thực phẩm lành mạnh, các loại chất dinh dưỡng đều được tìm thấy trong sữa, các vitamin, khoáng chất, protein, carbohydrate và chất béo thiết yếu có trong sữa làm cho nó trở thành một thực phẩm tốt cho con người.
Gia súc đang lao tác bao gồm gia súc (trâu, bò, lạc đà, ngựa) đã được sử dụng để làm việc và vận chuyển sản phẩm nông nghiệp, số lượng chúng giảm đi khi chuyên chở cơ giới hoá và hiện đại hóa. Năm 2004, chúng vẫn cung cấp khoảng 80% năng lượng cho các trang trại nhỏ chủ yếu ở các nước nghèo, và khoảng 20% lượng vận tải thế giới, chủ yếu ở các vùng nông thôn. Ở vùng núi non không phù hợp với xe có bánh lái, súc vật tiếp tục vận chuyển hàng hoá đắc lực. Ở những vùng hạn chế về công suất máy móc, một số loại gia súc được sử dụng không chỉ để làm đất và các mục đích trang trại khác, mà còn để vận chuyển người và hàng hóa, nhất là những vùng núi non, đồi đèo, rẻo cao, địa hình hiểm trở khi phương tiện cơ giới là chưa thể (ngựa thồ).
Chăn nuôi gia súc cung cấp nhiều loại thực phẩm và sản phẩm phi thực phẩm; thứ hai bao gồm da, len, dược phẩm, sản phẩm xương, protein công nghiệp và chất béo. Đối với nhiều lò mổ, rất ít sinh khối động vật có thể bị lãng phí khi giết mổ. Ngay cả những chất trong ruột bị loại bỏ khi giết mổ có thể được thu hồi để sử dụng làm phân bón. Phân gia súc giúp duy trì độ phì nhiêu của các vùng đất chăn thả. Phân chuồng thường được thu thập từ các chuồng trại và khu vực cho ăn để bón cho đất trồng trọt. Ở một số nơi, phân thú được sử dụng làm nhiên liệu, trực tiếp (như ở một số nước đang phát triển), hoặc gián tiếp (như một nguồn mêtan để sưởi ấm hoặc để tạo ra điện).
Động vật có vú đóng vai trò quan trọng trong khoa học như động vật thực nghiệm với những thí nghiệm trên động vật, cả trong nghiên cứu sinh học cơ bản, như di truyền, và trong việc phát triển các loại thuốc mới, phải được kiểm tra một cách triệt để để chứng minh sự an toàn của chúng. Hàng triệu động vật có vú, đặc biệt là chuột bạch, được sử dụng trong các thí nghiệm mỗi năm. Một tỷ lệ nhỏ các động vật có vú là động vật linh trưởng không phải là con người, như khỉ nâu đỏ và khỉ ăn cua, được sử dụng trong nghiên cứu cho sự giống nhau của chúng với con người nhất là về hệ gen, đặc điểm cơ thể và tập tính. Trong các loài thú thì loài chuột có vai trò quan trọng trong nền khoa học như là vật thí nghiệm lý tưởng về sinh học, khi ngành di truyền học có những bước đi đầu tiên thì chuột được coi như một vật mẫu khoa học rộng rãi. Với thân hình nhỏ bé, khả năng sinh sản nhanh (21 ngày mang thai) và tương đồng với con người về sinh lý và di truyền (90% các gien người giống chuột), chuột trở thành vật thí nghiệm tối ưu, rẻ tiền, sẵn có.

### Trong quan niệm
Một số loài thú hiện diện trong văn hóa truyền thống trên khắp thế giới, hàm chứa những ý nghĩa tích cực, linh thiêng và cả những ý nghĩa tiêu cực. Những biểu tượng của các loài thú thường thấy như Sư tử vốn là vua của muôn thú, không e sợ bất cứ loài thú nào, tiếng hống, tiếng gầm của sư tử còn khiến loài khác phải khiếp sợ mà khiếp phục. Voi được coi là biểu tượng về sức mạnh của tinh thần, một con voi to lớn hoang dã thì dường như không thể kiểm soát nổi nhưng khi được thuần hóa thì chúng được chế ngự với tinh thần bất khuất, không quay về bản tính hoang dã xưa. Tê giác thì là loài vật được xuất hiện trong bài “Kinh tê giác” và trở thành biểu tượng cho những người tu hành kiên trì dù cho không có bạn tu hành nhưng vẫn một mình tu tập tâm ý cho đến ngày giải thoát. Ngựa tượng trưng cho sự trung thành, nhanh nhạy, gần gũi với con người cũng là biểu tượng của năng lượng và sức lực trong việc hành pháp.
Trâu là con vật mang nhiều đức tính tốt như hiền lành, bền bỉ, mạnh mẽ, trâu được coi là biểu tượng của sự an lành, no đủ, mang lại may mắn và tài lộc dồi dào, con trâu vốn là loài có bản tính siêng năng, nhẫn nại không hung hăng nhưng lại vô trí, phật giáo Đại thừa thường lấy việc chăn trâu dụ cho việc luyện tâm cần công phu tu tập lâu ngày. Gấu là biểu tượng may mắn đối với những người Mỹ bản địa, người Siberia cổ và nhóm những người di cư tới Alaska (Mỹ). Còn chuột thì nếu thấy chuột xuất hiện trong nhà vào ban trưa là điềm báo gia chủ dễ bị hao tài, nếu thấy chuột reo trong nhà lại là báo tin vui, nếu đặt bẫy chuột và thấy có hai con cùng sập bẫy thì gặp được may mắn, nếu chuột kéo nhau hàng đàn ra khỏi nhà nào báo hiệu trong nhà sẽ gặp nhiều bất hạnh rủi ro. 

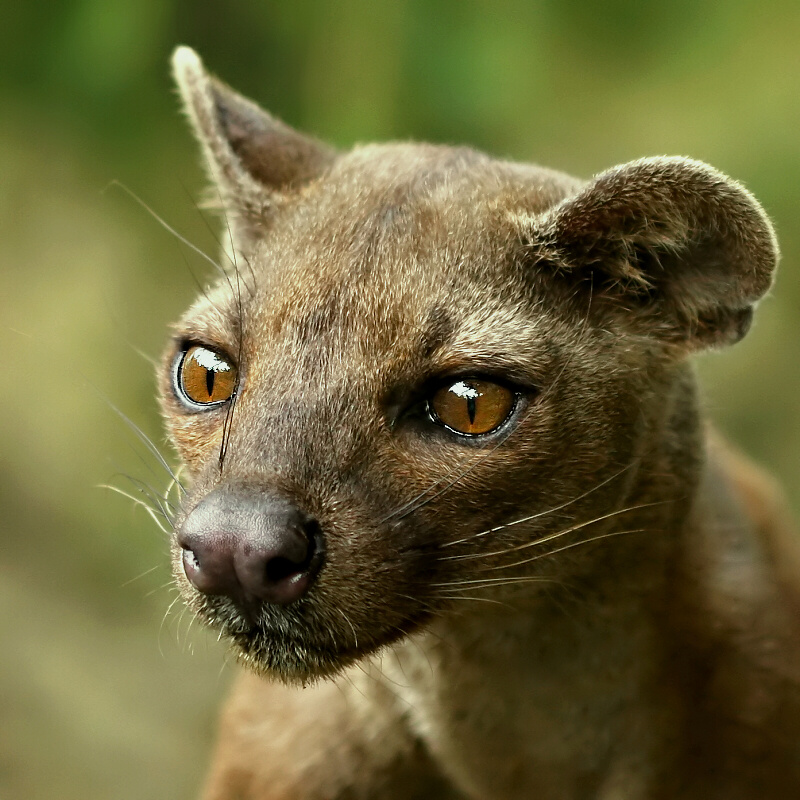
Cầy Fosa trong mê tín của dân địa phương là sinh vật nguy hiểm

Sự mê tín, niềm tin về việc biết trước hoặc thay đổi được một số điều vận rủi tồn tại khắp nơi trên thế giới, đó là các "động vật ma thuật" gồm cả những con vật thần thoại không được khoa học công nhận và các loài có tồn tại trên thực tế và được cho là có khả năng ma thuật đối phó với tâm lý mê tín dị đoan lại là lĩnh vực đạo đức khá tế nhị đối với các nhà bảo tồn nếu chỉ nói một cách đơn giản với mọi người là hãy từ bỏ niềm tin của họ đi thì điều đó có thể làm hỏng cả một hệ thống niềm tin phức tạp kết nối mọi người với thiên nhiên, cả giới khoa học cũng ngại đụng chạm tới vấn đề mê tín cho thấy văn hoá dân gian có thể gây ảnh hưởng tới mức nào.
Ở phương Tây niềm mê tín phổ biến nỗi người ta kiêng kỵ mèo mun xem loài mèo đen là gắn liền với phù thủy, cái chết, điềm gở, bị đồn nhập hồn vào xác chết, còn trên khắp Nam Mỹ, nỗi bất hạnh và xui xẻo cũng thường được gắn với loài vật bốn chân này và những loài thú khác, tại Chile, loài mèo đốm kodkod còn được gọi là guiña (Leopardus guigna) loài mèo hoang nhỏ nhất trên lục địa Nam Mỹ lại bị coi là kẻ trộm, và nếu chúng xông vào chuồng gà thì gia đình sẽ có người chết. Loài cầy Fossa hay cầy báo (Cryptoprocta ferox) là loài động vật săn mồi, reo rắc sự sợ hãi cho những người mê tín tại đảo Madagascar nhưng không nguy hiểm đối với con người như người như trong chuyện kể dân gian.
Hình ảnh con cáo hơi thảo mai, lươn lẹo, nên thường sử dụng tính từ “cáo già” thể hiện sự tiêu cực, chỉ ai đó chỉ biết đạt mục đích cho mình. Con cáo là tâm điểm trong nhiều tín ngưỡng dân gian từ thời Đế chế Inca. Trong các câu chuyện dân gian của người Inca, cáo được coi là kẻ lừa dối và kín đáo, Tại Brazil thì loài cáo ăn cua (Cerdocyon thous) bị coi là đem lại những chuyện xui xẻo ở Brazil, nhiều nơi ở Brazil, cáo ăn cua bị coi là loài vật nham hiểm, đem đến toàn điều xui xẻo, vì là loài thú ăn tạp cho nên việc chúng đi kiếm mồi vào mùa mưa và hay mò bắt ăn cua trên vùng đồng bằng ngập nước tạo ra xung đột với con người và con người ta không tin tưởng các loài vật đe dọa đến gia súc, gia cầm của họ và coi chúng là đối thủ cạnh tranh trong cuộc săn mồi.
Khỉ Aye-aye chỉ sống tại đảo Madagascar nặng 3 kg, và dài khoảng 40 cm, với một chiếc đuôi xù đầy lông, dài tương đương với cơ thể, toàn thân được che phủ bởi bộ lông dài và dày màu nâu sẫm, khiến chúng trông như một cuộn len xù xì, tai nhìn như tai dơi, mắt to tròn, trố và tròng mắt hơi ngả màu nâu vàng, chúng được coi là hiện thân của quỷ dữ, những người dân bản địa trên hòn đảo Madagascar tin rằng, gặp phải loài khỉ này sẽ mang đến những điều không hay, đặc biệt liên quan đến cái chết, chính vì thế khi gặp phải bắt và đâm vào làm hỏng mắt của chúng, vì bị coi là điềm báo của quỷ dữ, nên chúng bị người dân ở Madagascar ghét bỏ.
Sống trong khu rừng tre rậm rạp nhất Chile thuộc vùng rừng trên dãy núi Andes ở miền nam lục địa Nam Mỹ là một loài vật sống về đêm khá gây tò mò, loài khỉ bụi rậm nhỏ trong tiếng Tây Ban Nha nó được gọi là Monito del monte (Dromiciops gliroides) là một loài khỉ núi bé nhỏ, trông giống như chuột sóc, nhưng là một loài thú có túi vô hại, nhưng tâm lý mê tín ở địa phương cũng đẩy loài này vào tình trạng rủi ro vì về việc người dân địa phương đốt trụi những căn nhà khi phát hiện ra là có khỉ bụi rậm nhỏ ở bên trong, chuyện nay rõ ràng là chuyện xui xẻo cho cả loài động vật này lẫn cho chủ nhà, và cảnh này đã xảy ra lặp đi lặp lại qua năm tháng, cách hiểu về loài khỉ núi bé nhỏ này ở mọi người là khác nhau, ở một số nơi nó thể hiện sự xui xẻo, nhưng ở một số nơi khác nó lại được cho là đem đến sự may mắn.

### Những quái thú

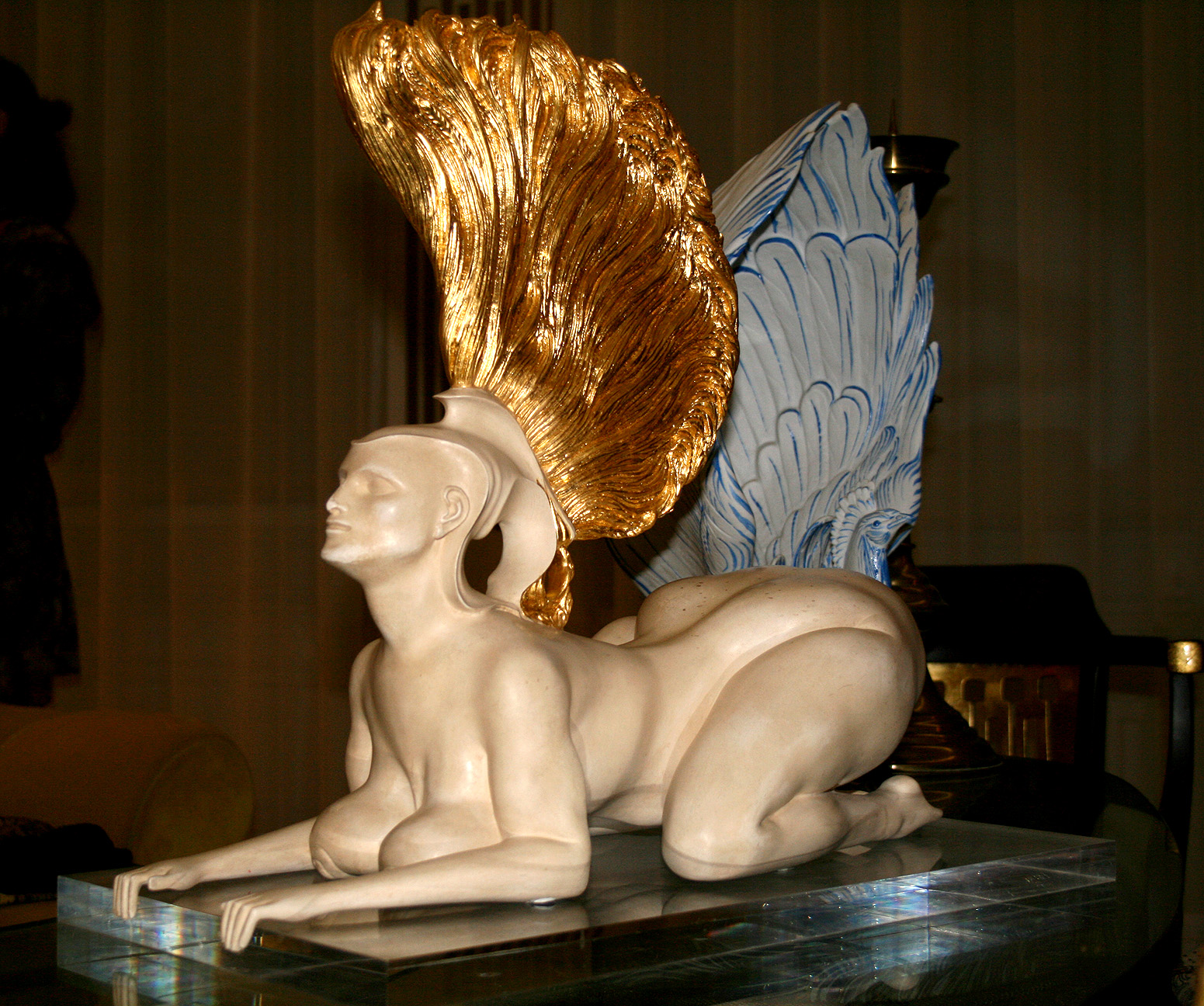
Tượng nữ nhân sư kiểu hiện đại

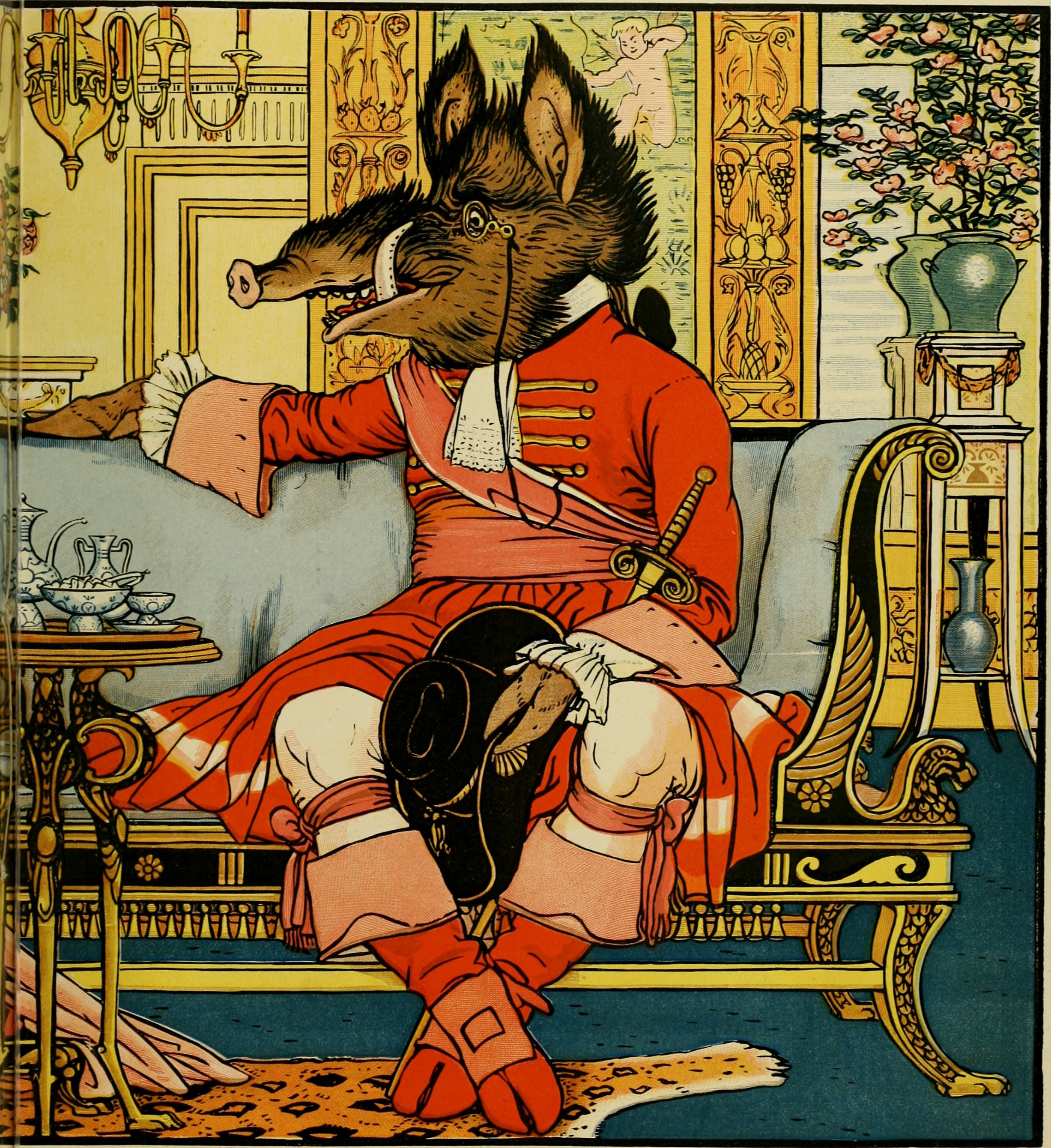
Tranh vẽ Beauty and the Beast (1875), quái thú có hình dạng của một con lợn rừng

Trong văn hóa, động vật nói chung đôi khi được đồng nhất là thú, ví dụ như Tứ đại thần thú, tứ đại hung thú, dị thú, ác thú, linh thú. Và được thể hiện nhiều trong văn hóa Đông Tây. Trong văn hóa Trung Hoa có những thư tịch ghi chép lại các loài dị thú, thần thú thời cổ. Trong Kinh Thánh cũng mô tả những sinh vật quái thú hoặc thần thú như Cherubim là sinh vật trên trời "Còn như hình mặt nó, thì bốn con đều có mặt người; bốn con đều có mặt sư tử ở bên hữu; bốn con đều có mặt bò ở bên tả; và bốn con đều có mặt chim ưng. Những mặt và cánh phân rẽ ra bởi trên cao; mỗi con có hai cánh giáp với nhau, và có hai cánh che thân mình" (Sách Ezekiel 1:10-11).
Cherubim được tin rằng là người bảo vệ con đường đến Cây Sự sống trong Vườn Địa đàng. Behemoth là một con vật to lớn, cái tên của nó đã mang ý nghĩa “khổng lồ”, nó được cho là sinh vật nguyên thủy và được nhiều loài động vật sợ hãi vì tiếng gầm hùng mạnh, nhưng nó lại khá hiền hòa và là một loài ăn cây cỏ. Những mô tả xác thực về cái đuôi của nó là điều khiến một số người tin rằng nó là một con khủng long thời Kinh Thánh, trong khi những người khác nghĩ rằng nó là một loài giống như hà mã hay voi thời hiện đại, Behemoth kiểm soát vùng đất cạn.
Hình tượng Nhân sư xuất hiện trong nền văn minh Ai Cập và hiện diện trong thần thoại Hy Lạp, đây là loại linh vật thường được khắc họa với đầu người, mình sư tử và đôi cánh của loài chim (đôi cánh đại bàng). Nhân sư có thể là nam hoặc nữ, nhưng luôn rất khôn ngoan và không tha thứ. Nhân sư Ai Cập thường mang khuôn mặt đàn ông trong khi ở Hy Lạp thường là nữ. Nhân sư nổi tiếng ở Hy Lạp là con từng gác cửa vào thành phố Thebes, nó thường đưa ra những câu hỏi bí hiểm cho những ai muốn vào thành. Một trong những câu đố nổi tiếng nhất của nhân sư chính là: “Sinh vật nào đi bằng 4 chân vào buổi sáng, 2 chân vào buổi trưa và 3 chân vào buổi chiều, và khi nó càng đi bằng nhiều chân thì nó càng yếu”.
Trong văn hóa phương Tây có loài Điểu sư (Gryphon) là một sinh vật trong những câu chuyện thần thoại với thân, đuôi và chân sau của loài sư tử trong khi đó đầu, cánh và móng vuốt ở chân trước của loài đại bàng, đây là hình tượng phổ biến trong điêu khắc, tạc tượng trên các công trình kiến trúc ở châu Âu. hình dáng cơ bản của nó gần như tương tự với sư tử và trong lượng trung bình của một con Điểu sư sẽ là khoảng 240 kg, nếu tính tỷ lệ trọng lượng cơ thể với chiều dài của sải cánh thì loài này phải có sải cảnh dài ít nhất 24 mét, nghĩa là chiều dài của 1 bên cánh tương đương với một tòa nhà 4-5 tầng do đó, đây là những sinh vật trong truyền thuyết.
Những con dã thú hình người ở thời tiền Thiên chúa châu Âu ở một số nền văn hóa thì chúng còn là sinh vật kỳ vĩ. Ở rất nhiều xã hội khu vực Ấn–Âu và gốc Đức, khái niệm con người trở thành một loài động vật, hoặc ít nhất là hấp thụ những thuộc tính, tài năng và phẩm chất của chúng, thường được gắn liền với tầng lớp chiến binh. Các nền văn hóa thời xưa ở châu Âu nhận ra rằng có một phần sức mạnh đến từ bản chất thú vật và tàn ác, và đó là thứ họ tự nguyện hòa mình vào mà họ có thực sự tin rằng bản thân mình có thể triệu hồi (gọi hồn) và để linh hồn của sói và gấu nhập thân hoặc nếu đó đơn giản chỉ là một cách đơn giản để hù họa kẻ thù trên chiến trường đều không quan trọng bằng sự thật là họ sử dụng bản tính hoang dại là một công cụ để bảo vệ bộ tộc và nền văn minh của mình.
Nhân vật Quái thú trong tiểu thuyết cùng tên không thuộc về một loài động vật cụ thể nào, mà là một chimera tức sinh vật huyền thoại lai, có lẽ sẽ được xếp vào loại động vật ăn thịt nói chung, trong phiên bản hoạt hình năm 1991 thì Quái thú có cái đầu và sừng của một con trâu (một số phiên bản điện ảnh như trong phiên bản năm 2017 thì nó trông như sừng của sơn dương cong như Krampus), cánh tay và cơ thể của một con gấu, lông mày của một con khỉ đột, hàm, răng, nanh và bờm của một con sư tử, chiếc ngà của một con lợn lòi, chân và đuôi của một con chó sói. Nó cũng có nét giống với những con quái vật thần thoại như Minotaur hoặc người sói. Quái thú cũng có đôi mắt xanh, một đặc điểm cơ thể không thay đổi cho dù nó là quái thú hay con người. Trái ngược với đối tác ban đầu, Disney đã hình tượng hóa điều này, trong khi những mô tả nguyên gốc thì Quái thú có phần giống con lợn rừng về tổng thể, một số bộ phim thì mô tả nó giống như một dã nhân lông lá (như phiên bản năm 2009), trong phiên bản năm 1946 và phiên bản năm 2014 thì Quái thú có ngoai hình tổng thể của một con sư tử.

## Trong nghệ thuật

### Trong điêu khắc

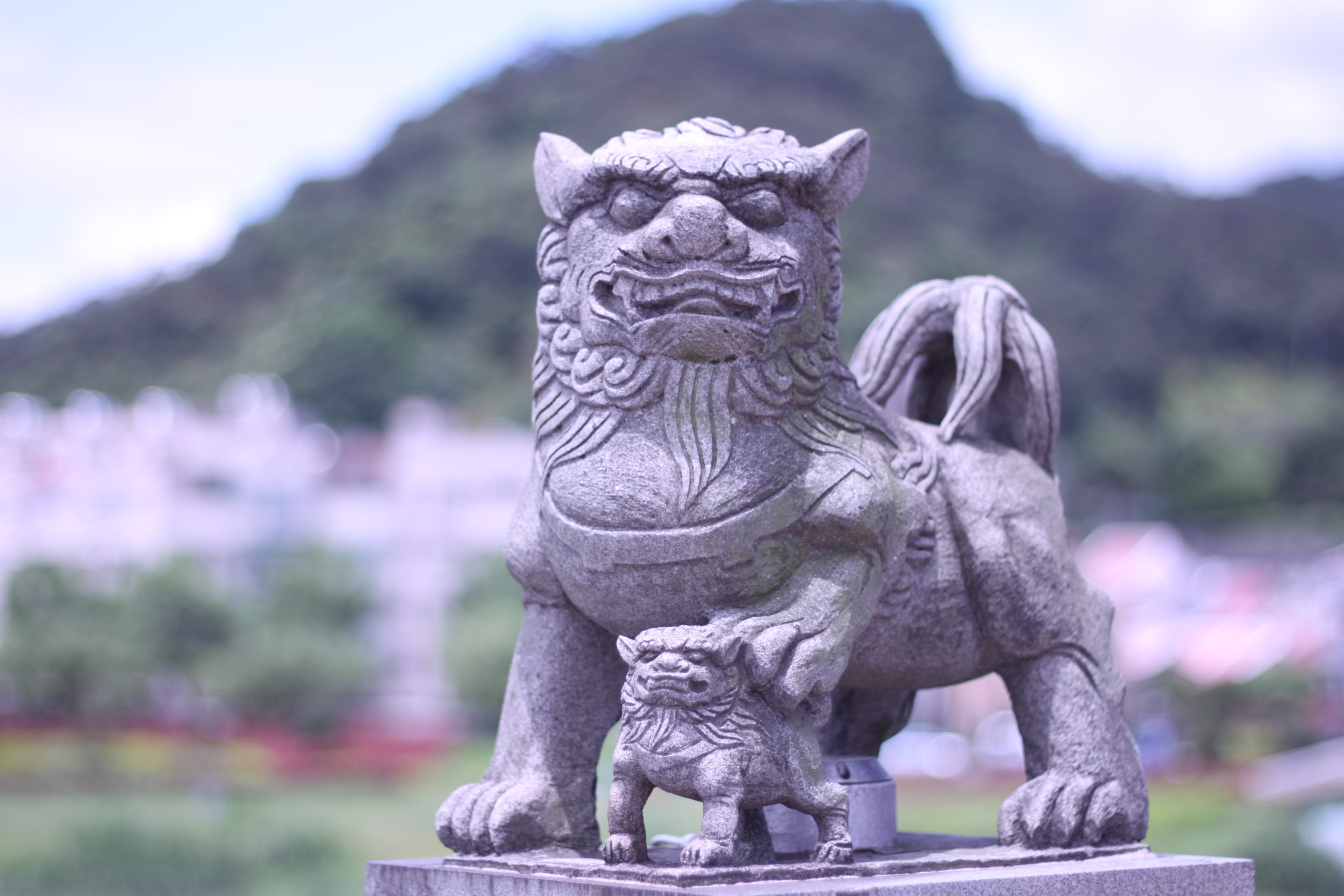
Tượng Kỳ lân ở Đài Loan

Động vật là loài thú là đối tượng quan trọng trong điêu khắc, những người tiền sử từ thời đồ đá cũ đã tạo ra một số tác phẩm điêu khắc thú bằng hình chạm nổi. Trong tạo hình nghệ thuật, nhiều loài thú là đối tượng chủ yếu (dù tượng chim, cá cũng thông dụng) cho nghệ thuật điêu khắc, trong đó có điêu khắc tượng, phổ biến là tượng đồng, tượng đá và các dạng vật chất khác. Trong điêu khắc tượng đá, hình ảnh những con thú, đặc biệt là con thú cở lớn là nguồn cảm hứng khắc họa nổi bật, đa phần các con thú là loài bốn chân vì vậy, việc chạm khắc các tượng đá hình thú cở lớn khi đặt hạ sẽ tạo sự chắc chắn cho bức tượng, bốn cái chân thú thường được thiết kế như giá nâng đỡ và phân bố trải đều trọng lượng của bức tượng vì vậy có thể thiết kế và đúc những pho tượng thú hoặc thần thú khổng lồ để chưng bày trong không gian lớn.
Hình tượng ngựa và sư tử là một trong những tác phẩm điêu khắc đẹp nhất của người Assyria. Các nhà điêu khắc Ai Cập đã tạo ra các hình tượng tự nhiên như gia súc, lừa, hà mã, vượn. Các nghệ nhân điêu khắc Trung Quốc cổ đại đã tạo ra các tác phẩm điêu khắc động vật cở nhỏ (tượng thú nhỏ) bằng đồng và gốm. Động vật có vú là chủ đề chính cho tác phẩm điêu khắc của các bộ tộc du mục ở Âu-Á và Bắc Âu, họ đã trở thành cơ sở cho những tưởng tượng phóng đại phức tạp. Trong nỗ lực tưởng tượng các vị thần và các sinh vật thần thoại, các nhà điêu khắc đã sáng tạo ra những tác phẩm dựa trên sự kết hợp của hình dạng động vật và con người, ví dụ như Nhân mã, Minotaur và các vị thần đầu thú của thế giới cổ đại.
Nghệ thuật tạo hình dựa trên phong cách động vật này đã đóng góp vào truyền thống phong phú của nghệ thuật điêu khắc động vật trong nghệ thuật thời Trung cổ. Trong ngành tạc tượng có nhiều chủ đề đa dạng và phong phú về các loài vật, trong đó, con ngựa luôn chiếm một vị trí quan trọng trong nghệ thuật điêu khắc phương Tây, nhưng các loài động vật có vú khác cũng đã xuất hiện trong tác phẩm của các nhà điêu khắc như Giambologna vào thế kỷ 16 và Antoine-Louis Barye vào thế kỷ 19, cũng như nhiều nhà điêu khắc về vườn và đài phun nước. Trong số các nhà điêu khắc hiện đại đã sử dụng rộng rãi động vật hoặc các hình dạng giống động vật là Constantin Brancusi, Pablo Picasso, Gerhard Marcks, Germaine Richier, François Pompon, Pino Pascali và François-Xavier-Maxime Lalanne.

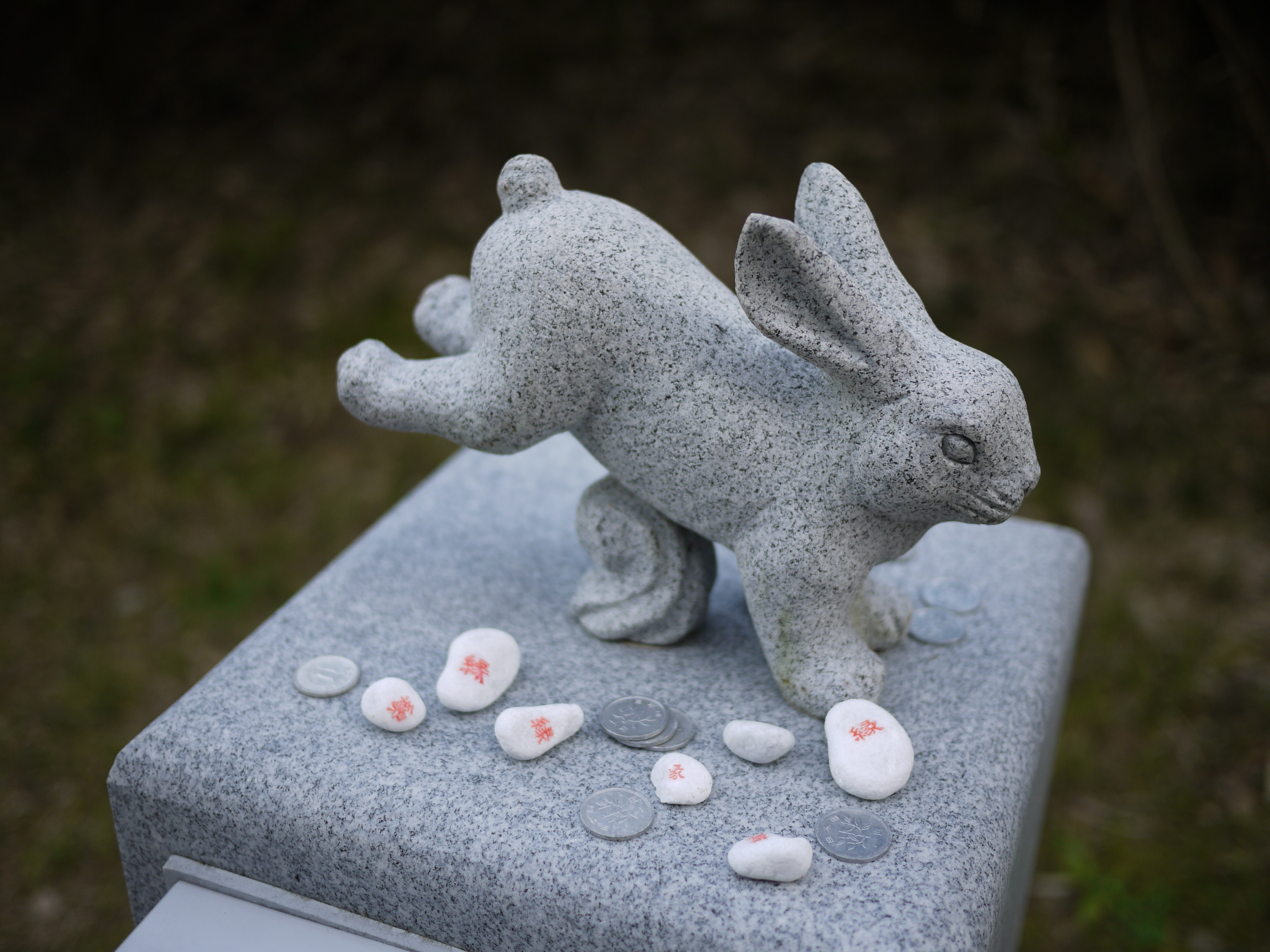
Tượng thỏ đá ở Nhật Bản
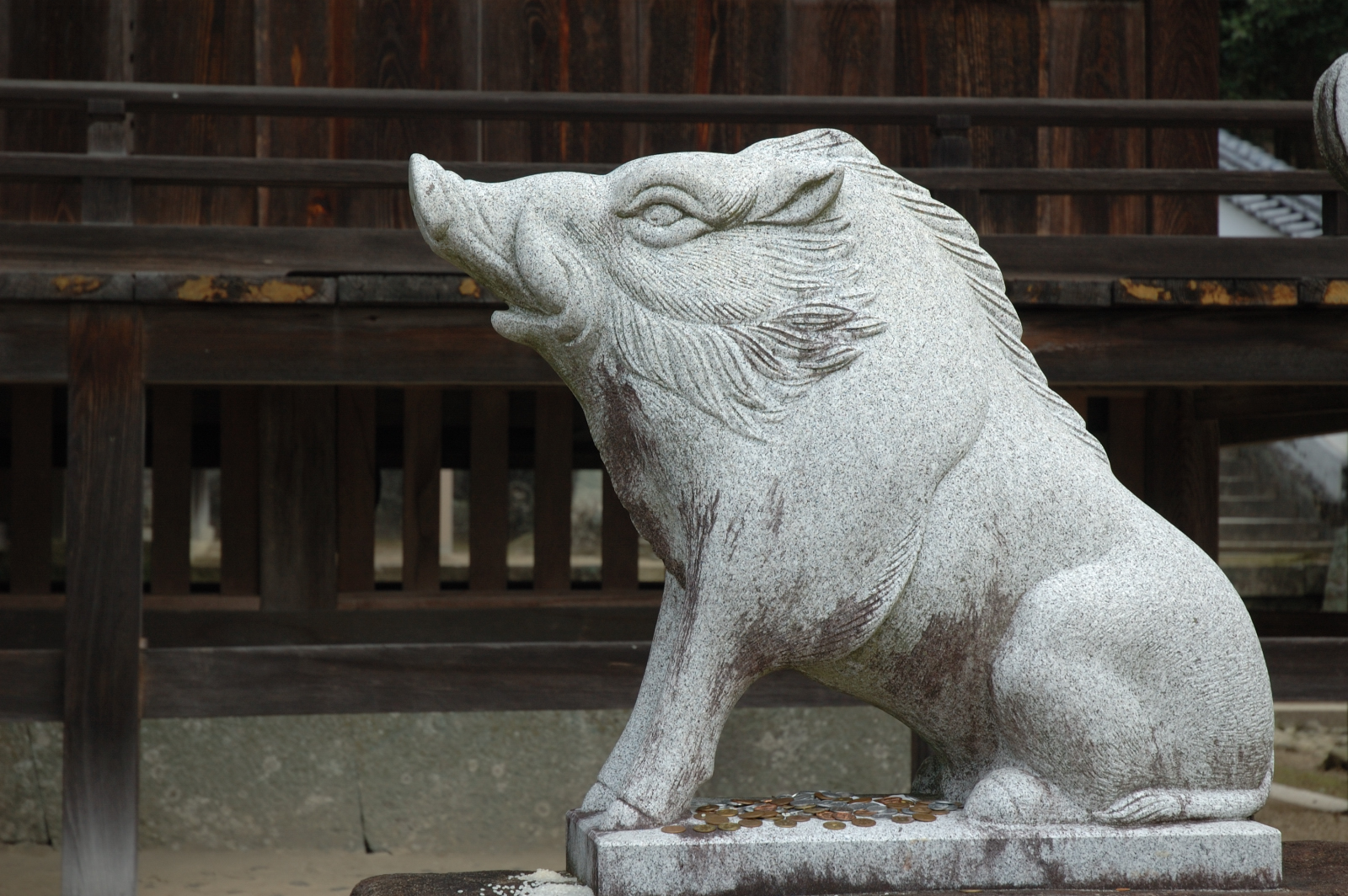
Tượng lợn rừng ở Nhật Bản
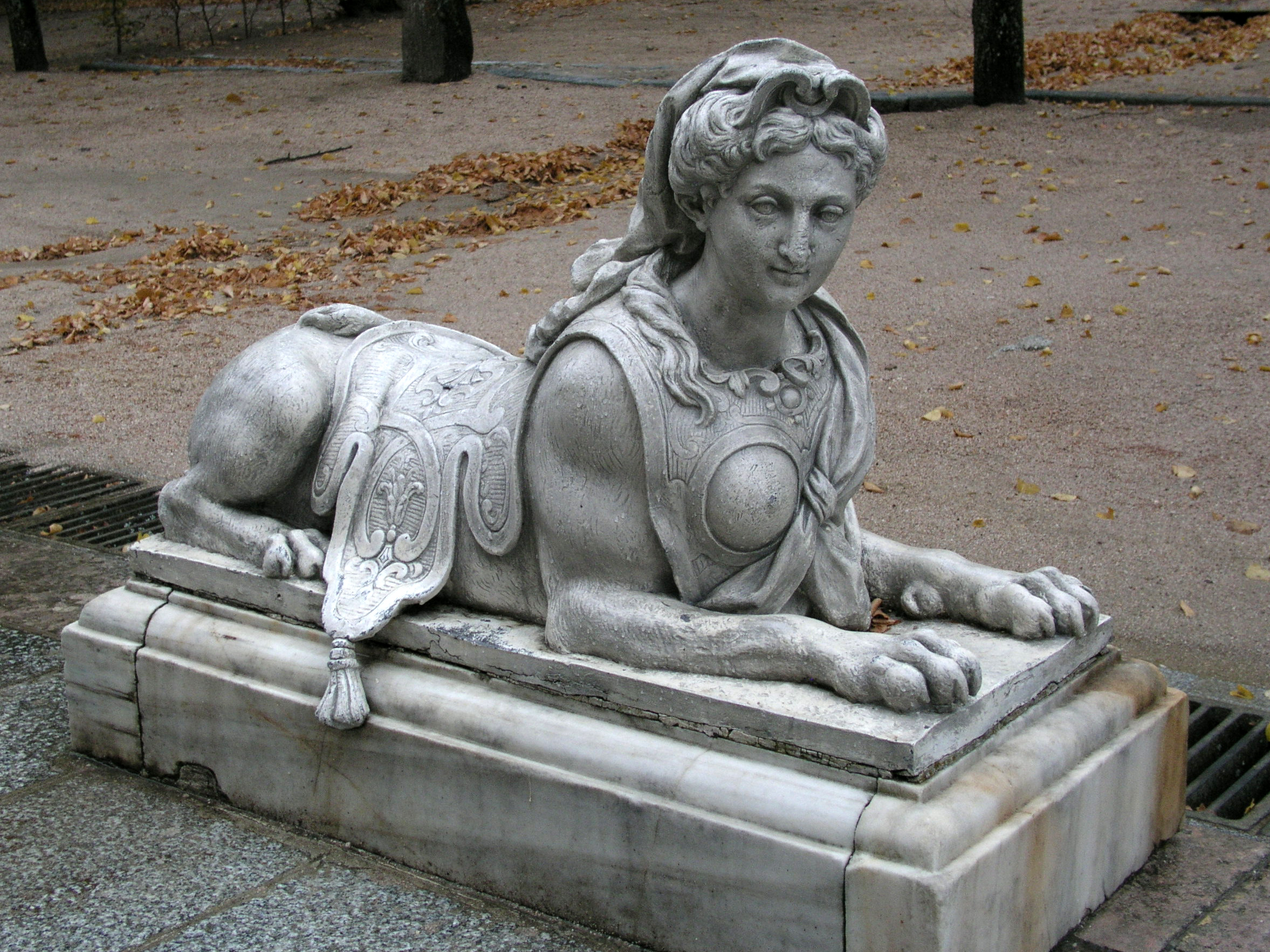
Tượng Nhân sư châu Âu ở La Granja de San Ildefonso
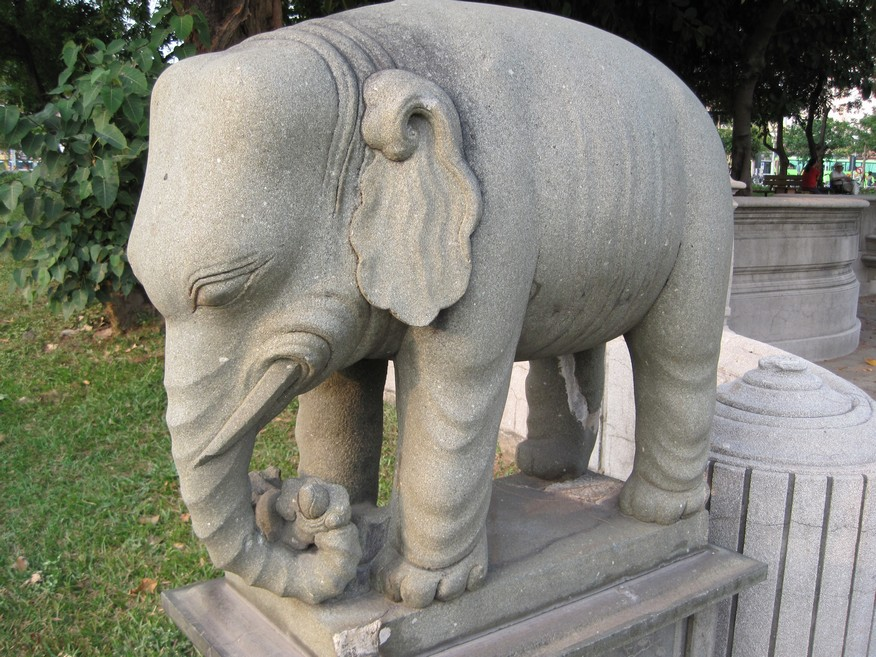
Tượng voi đá ở Đài Loan
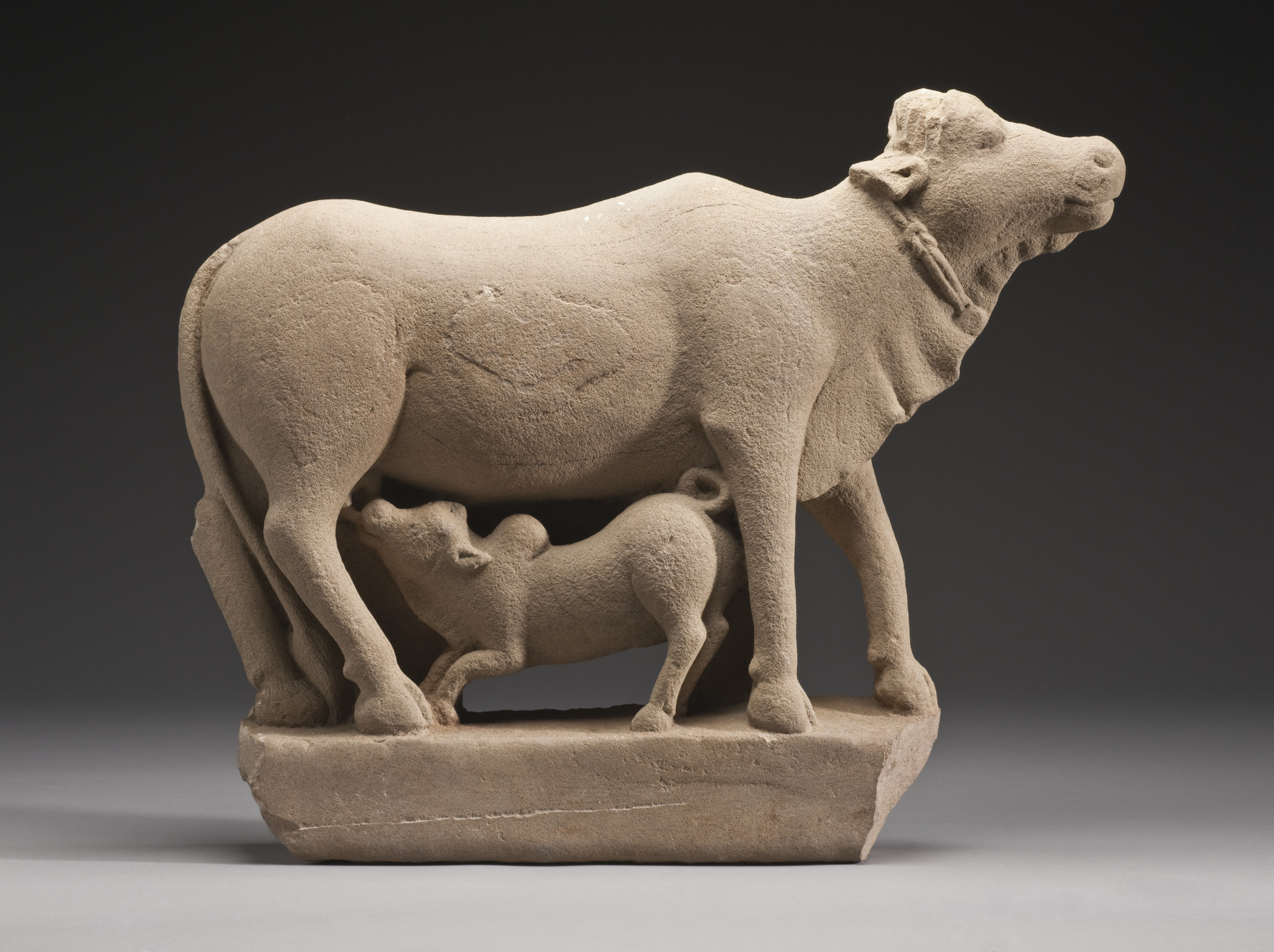
Tượng mẹ con bò ở Ấn Độ
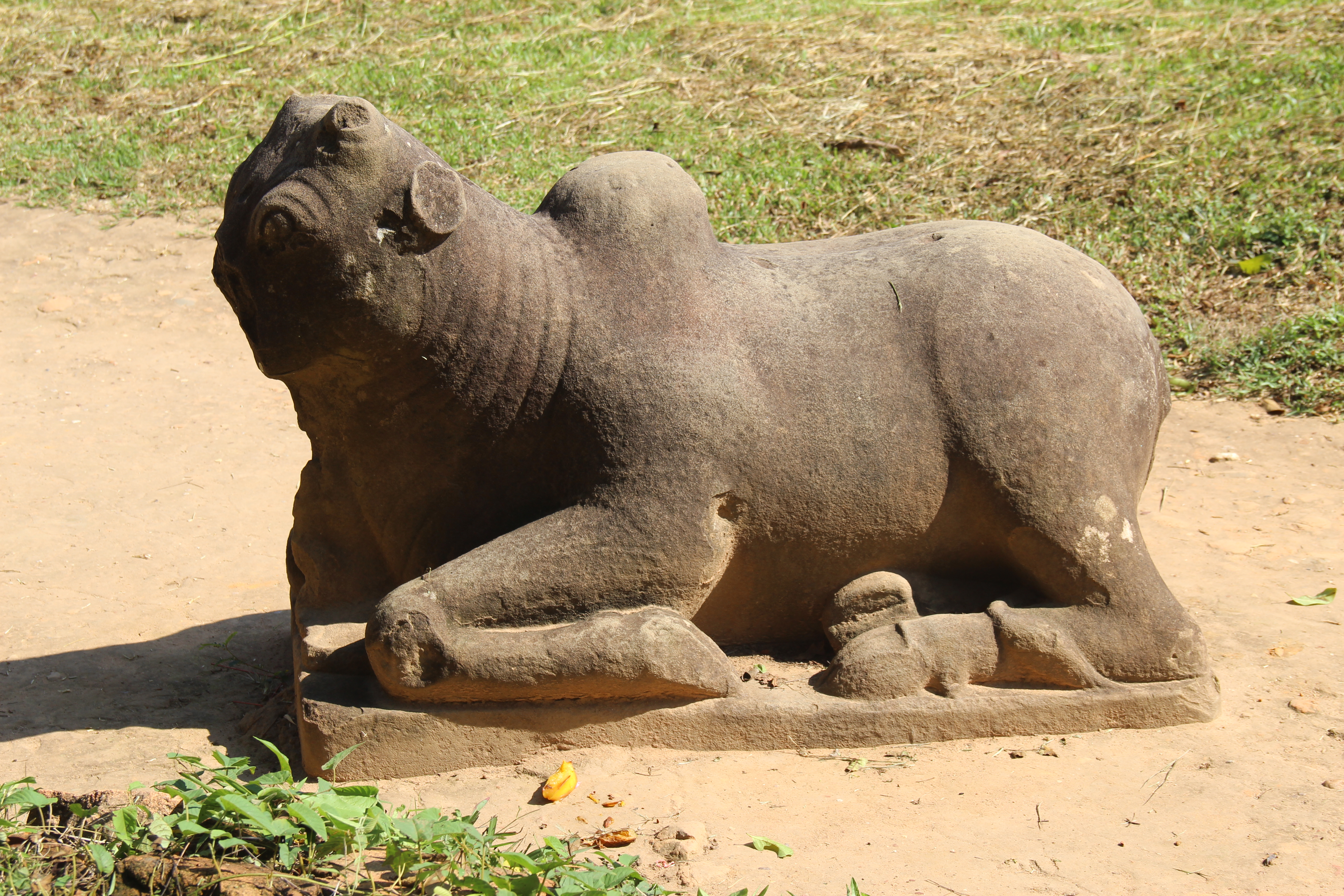
Di chỉ bò thần Nadin của người Champa tại Thánh địa Mỹ Sơn
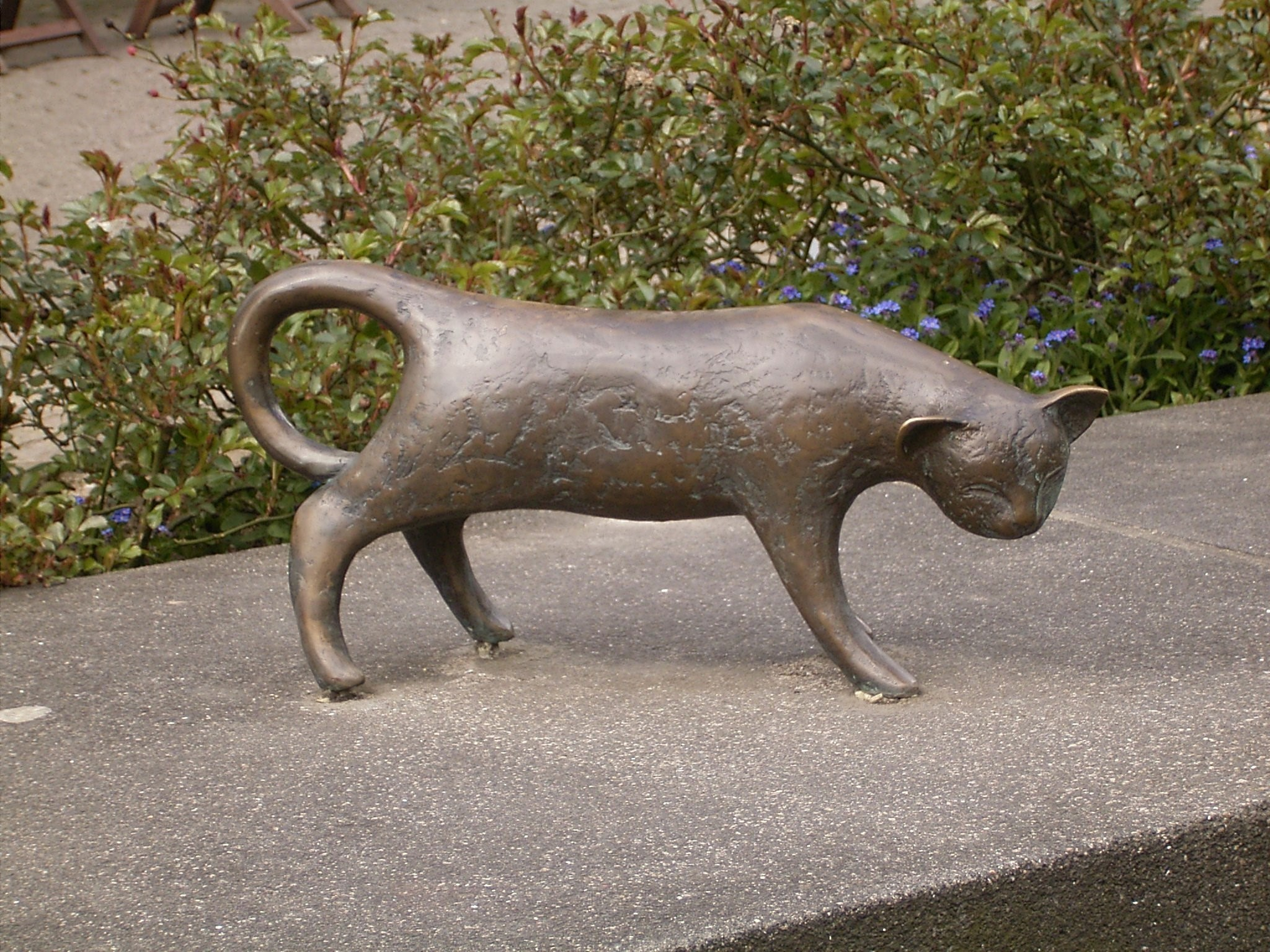
Tượng một chú mèo ở châu Âu
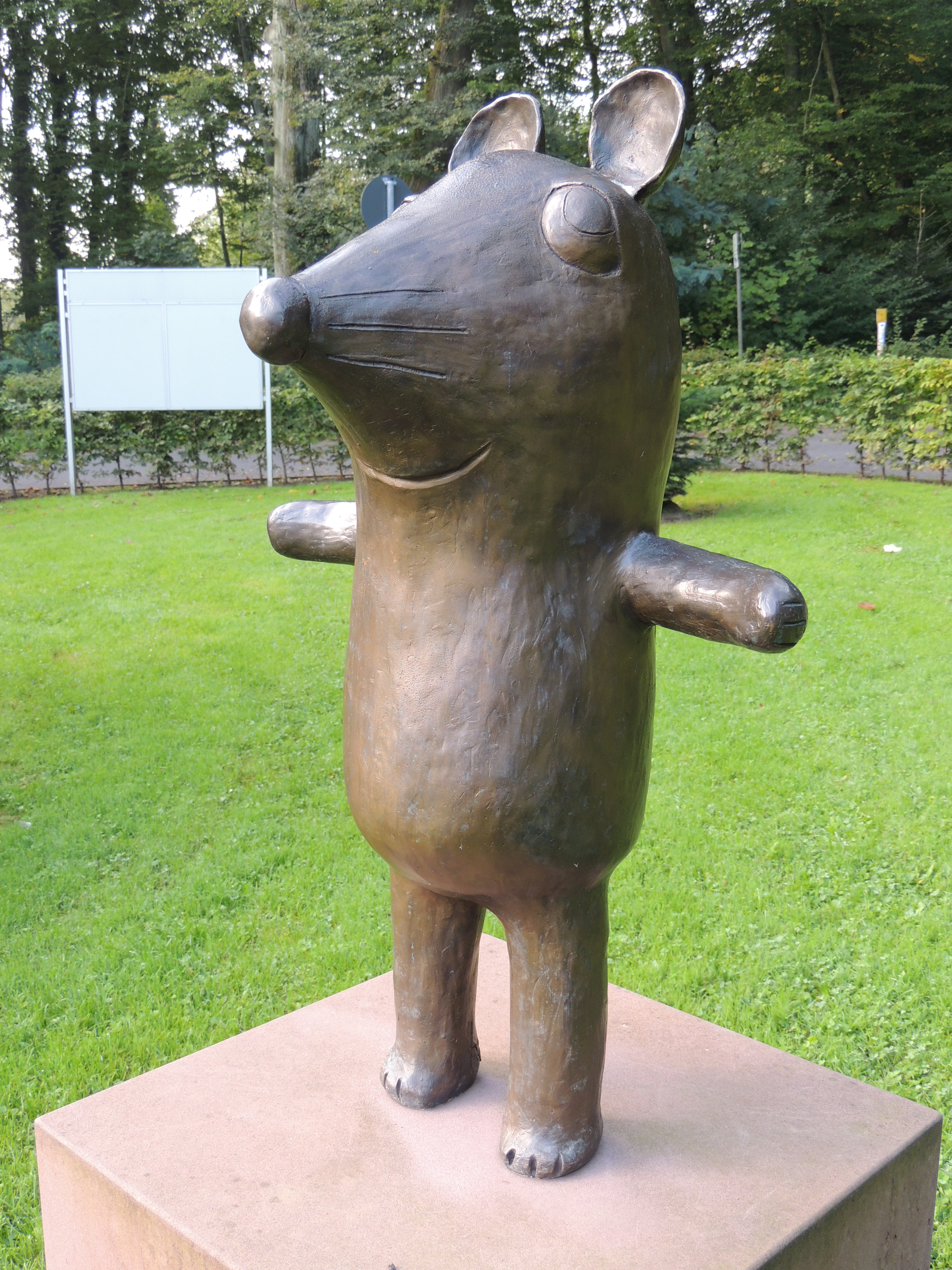
Tượng vui về một chú chuột
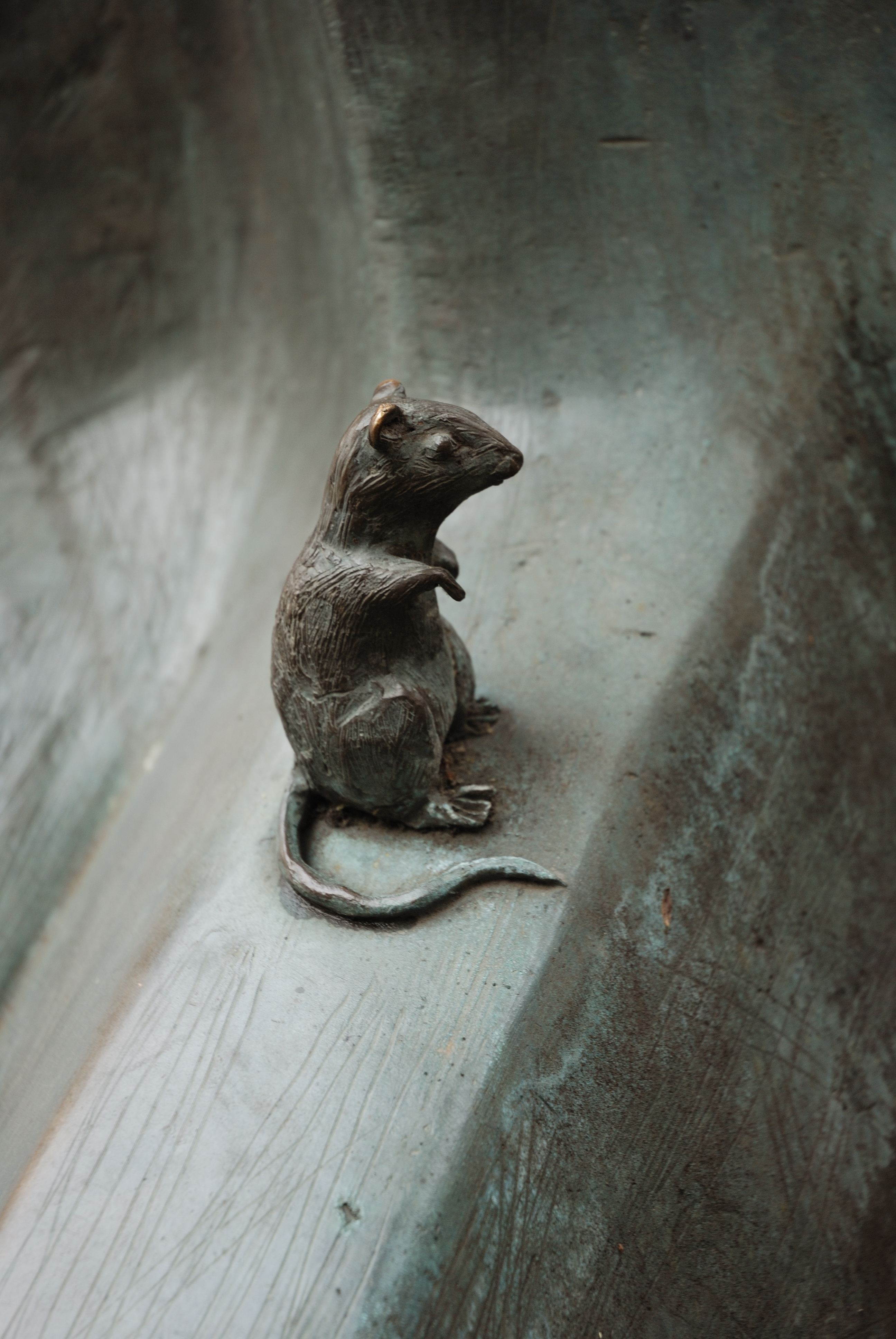

Ở một số nước trên thế giới, người ta tạc tượng nhân sư tức đầu người-mình thú, một số nơi thì tạc tượng kiểu đầu thú-mình người, người ta làm tượng nhân sư để hướng đến giá trị nhân văn, nghĩa là con thú có như thế nào thì vẫn mong muốn chúng có suy nghĩ và tình cảm của con người. Ngày nay, việc thi công đắp con vật, thú bằng chất liệu xi-măng đang được sư lựa chọn của nhiều trường học, khu vui chơi, khu du lịch, công viên, hình ảnh một bức tượng thú được đắp xi măng dần trở nên khá quen thuộc và phổ biến. Khi tạc tượng thú tả thực, để có bức tượng thú sinh động, nghệ nhân sẽ tìm hiểu về tập quán sống, khả năng phát triển, hình dáng cơ bản của chúng trong mọi trạng thái như hiền, hung hăng, hài hước, màu sắc thay đổi như thế nào khi còn nhỏ, trưởng thành, già, Ở Việt Nam, tại Chùa Phật Tích có tượng 10 linh thú bằng đá được công nhận là bảo vật Quốc gia. Tượng 10 linh thú bằng đá được tạo thành từng cặp đăng đối chầu trước cửa tam bảo gồm sư tử, voi, trâu, tê giác, ngựa. Sự hiện diện của 10 linh thú này với ý nghĩa chúng là những con vật có trong phật thoại vừa quy phục phật pháp vừa bảo vệ phật pháp.

### Trong hội họa

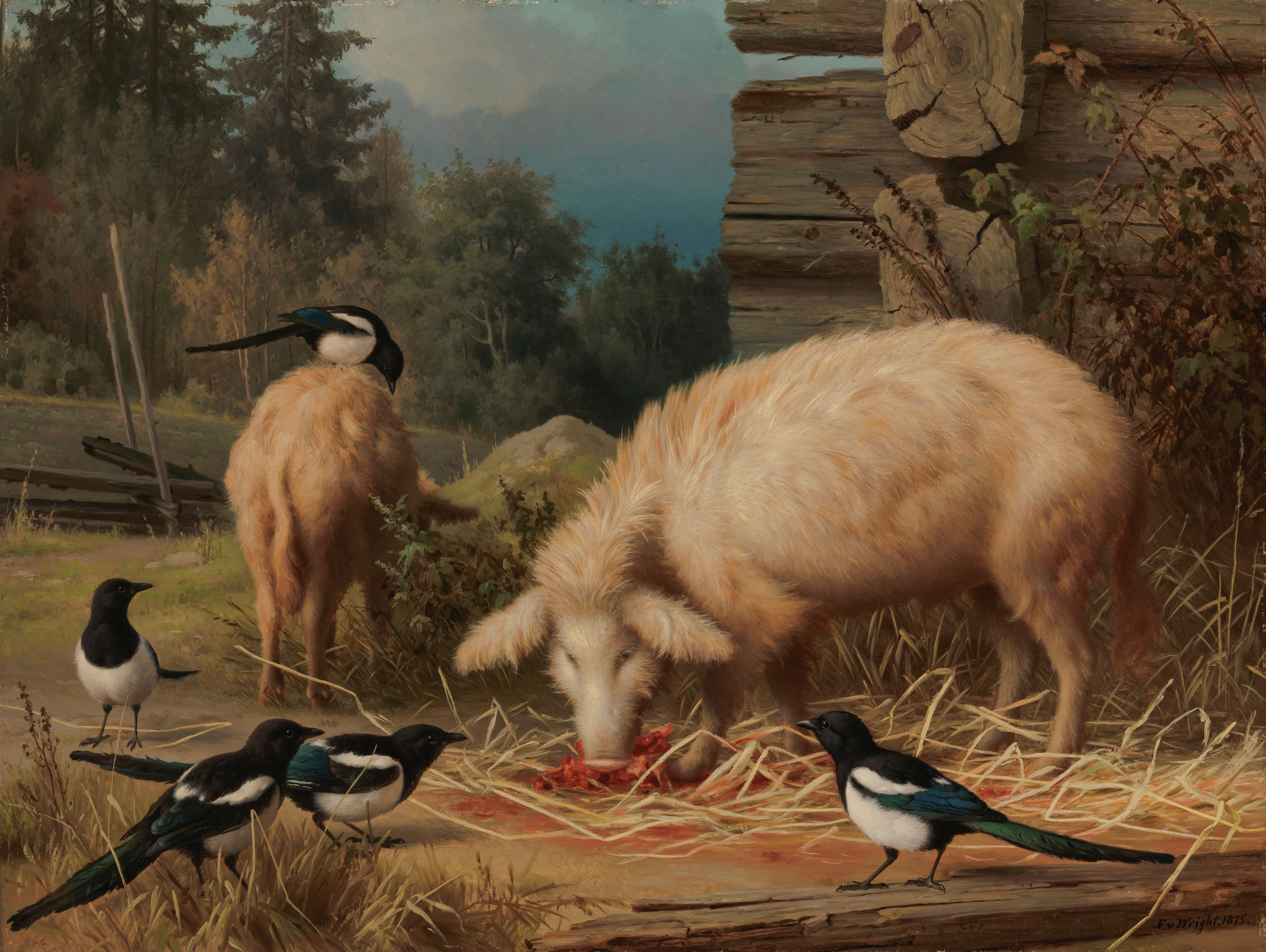
Họa phẩm về những chú lợn rậm lông

Từ khởi thủy của nghệ thuật tạo hình, động vật, nhất là các loài thú (động vật có vú) đã là một đề tài được lựa chọn và ưa thích. Những hình vẽ sơ khai nhất được tìm thấy trong các hang động, những hình thù khắc trên đá, trên xương động vật, trên các dụng cụ bằng đồng, trong đó người ta chủ yếu vẽ về những con voi, ngựa, tê giác là các loài thú lớn kỳ vĩ. Trong đời sống nguyên thủy, động vật trở thành bạn, trở thành con mồi, trở thành kẻ thù và thậm chí trở thành vật tổ nên sự lựa chọn hình tượng con vật để khắc họa là phổ biến trong nghệ thuật tạo hình nguyên thủy, cách tạo hình này thoạt nhìn đã có sự lựa chọn hình ảnh trung tâm, chủ đề và bố cục rõ ràng, các con thú được diễn tả khi đang di chuyển một cách ấn tượng.
Từ hình tượng thú vật được vẽ với cách tư duy ngây thơ của người nguyên thủy đến những tính toán khoa học nghiêm xác trong nghệ thuật Trung cổ, Phục Hưng, và tới những khai phá của nghệ thuật thời cận đại, hiện đại, có thể nói rằng hình tượng động vật đã trở thành một trong những minh chứng cho sự biến đổi của tư duy nghệ thuật nhân loại. Sự lựa chọn con vật nào để khắc họa chính là sự lựa chọn biểu tượng để diễn ý một cách hiệu quả nhất, ví dụ như chó là hiện thân của sự trung thành thậm chí đôi khi loài vật cũng chính là hình ảnh của tổ tiên một chủng người nào đó, và thậm chí thú vật trở thành sức mạnh của những vị thần đầy quyền uy mà phần lớn có nguồn gốc thú.
Trong thời Trung đại có tác phẩm “Người đàn bà và con chồn" của Leonardo da Vinci trong đó chi tiết con chồn dường như chứa đựng nhiều điều bí mật, nó trở thành một điều gì đấy mờ ám, ma mị, lôi cuốn sự tò mò hay có những câu chuyện ẩn sau hình ảnh con chồn mà người phụ nữ đang bồng trên tay, con chồn ở đây là sự ngầm ý về một người tình bí mật của một bá tước, con chồn là biểu tượng của ngôi nhà Sforza, xung quanh những giai thoại đó chúng ta thấy rằng sự lựa chọn con chồn trở thành một biểu tượng trong tác phẩm của mình. Trong tác phẩm kinh điển “Guernica” của Picasso, có rất nhiều tiếng gào thét thể hiện cho những nỗi đau, sự căm phẫn và hoảng loạn, là những tiếng thét con người và loài thú, cụ thể là một con bò đực và một con ngựa. Qua hình tượng con bò đực và con ngựa vốn là những biểu tượng văn hóa của Tây Ban Nha, người ta cảm nhận sự hỗn loạn trong chiến trận đã được tác giả mô tả thành công nhờ sự hòa trộn giữa hình tượng con người và loài vật. 

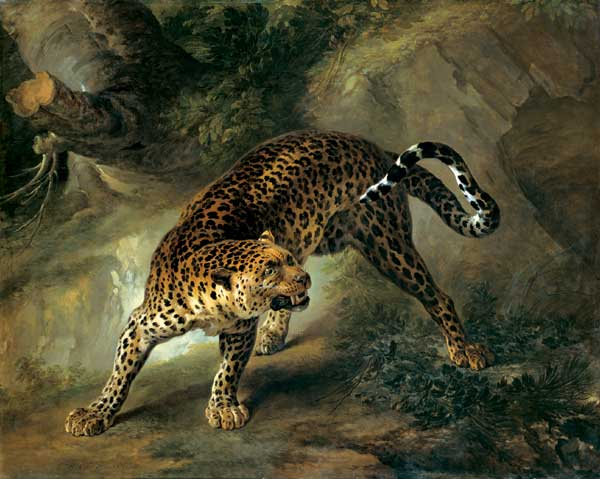
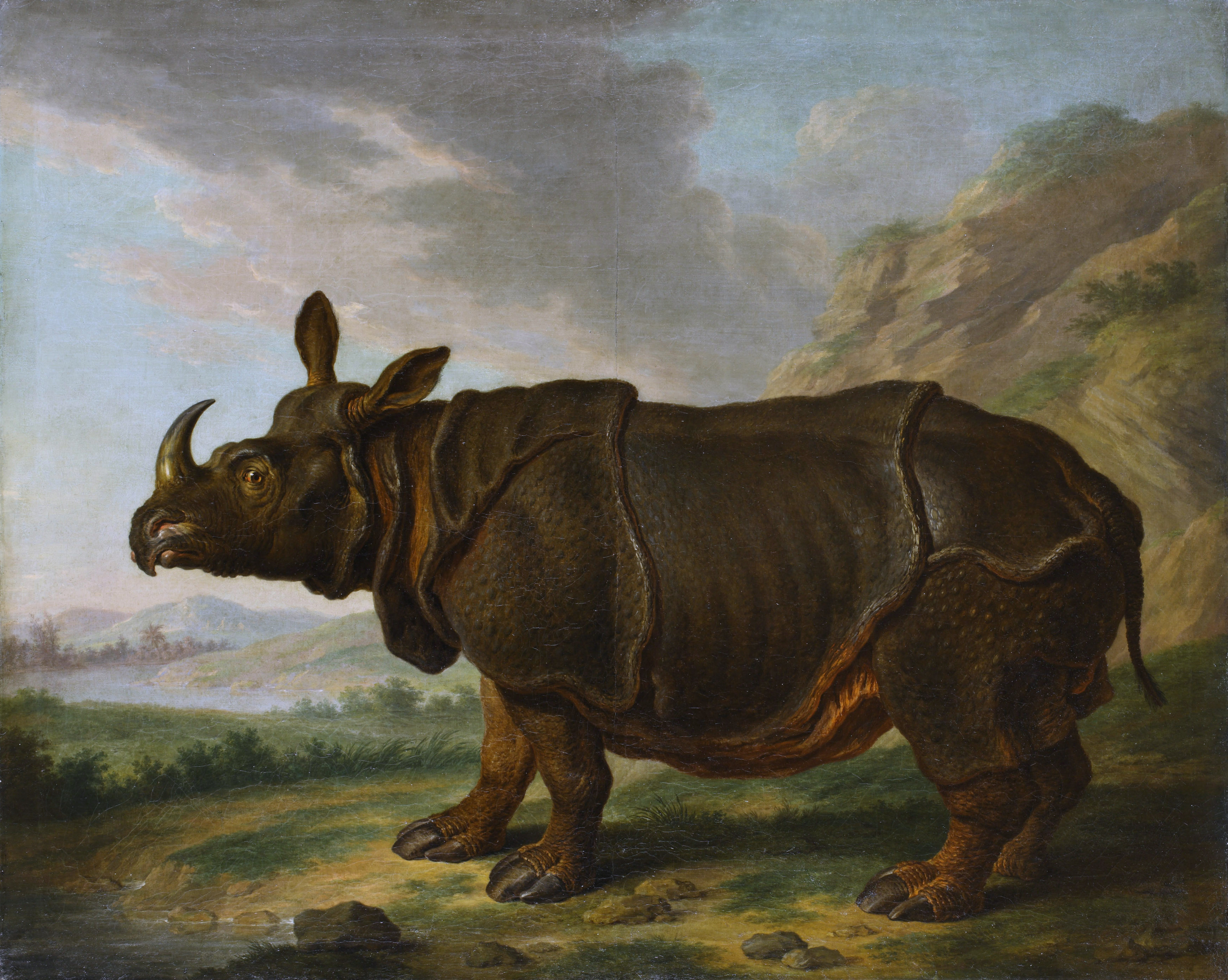
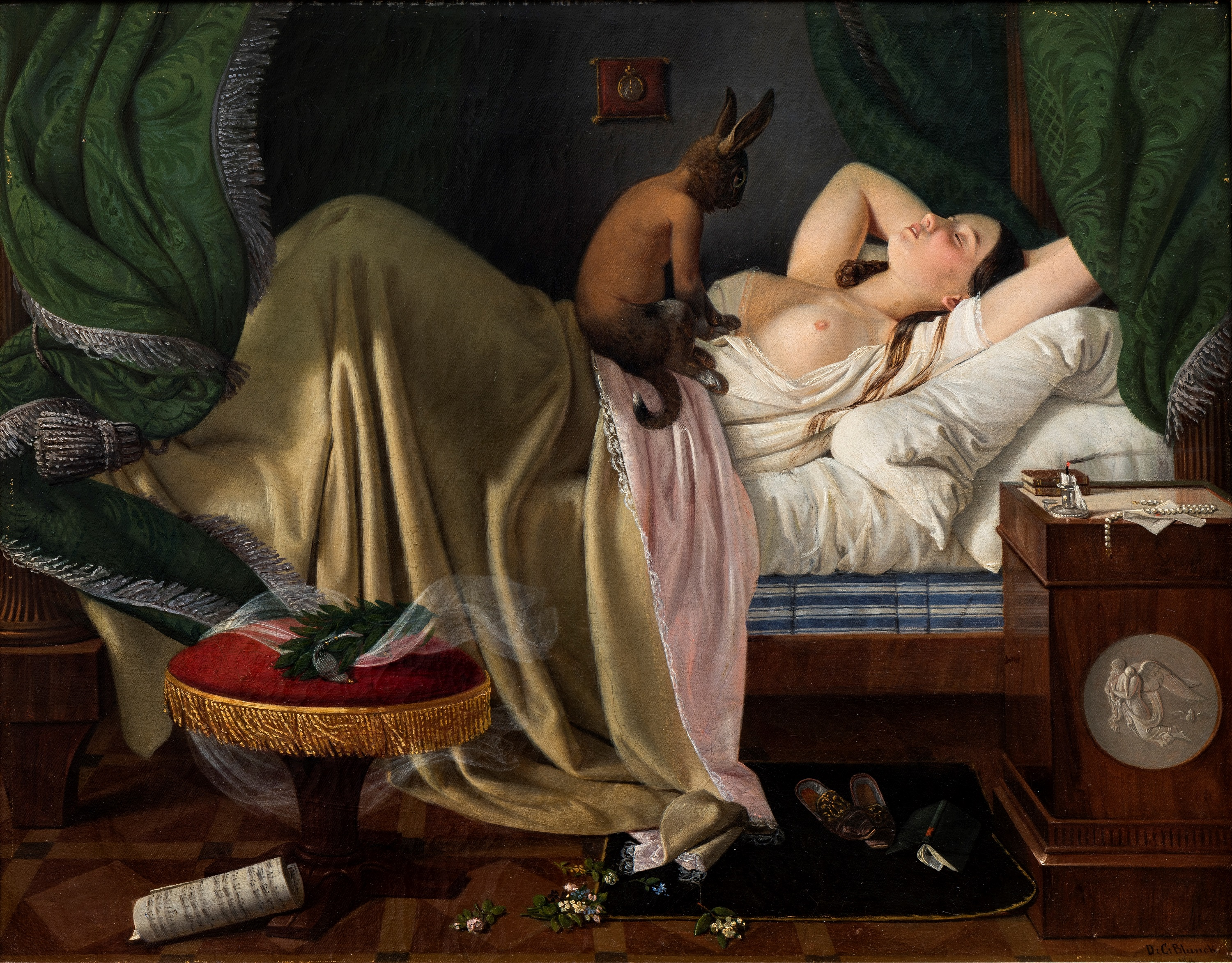
Tranh vẽ một con thỏ sứ ma đang ngắm một cô thiếu nữ đang say ngủ
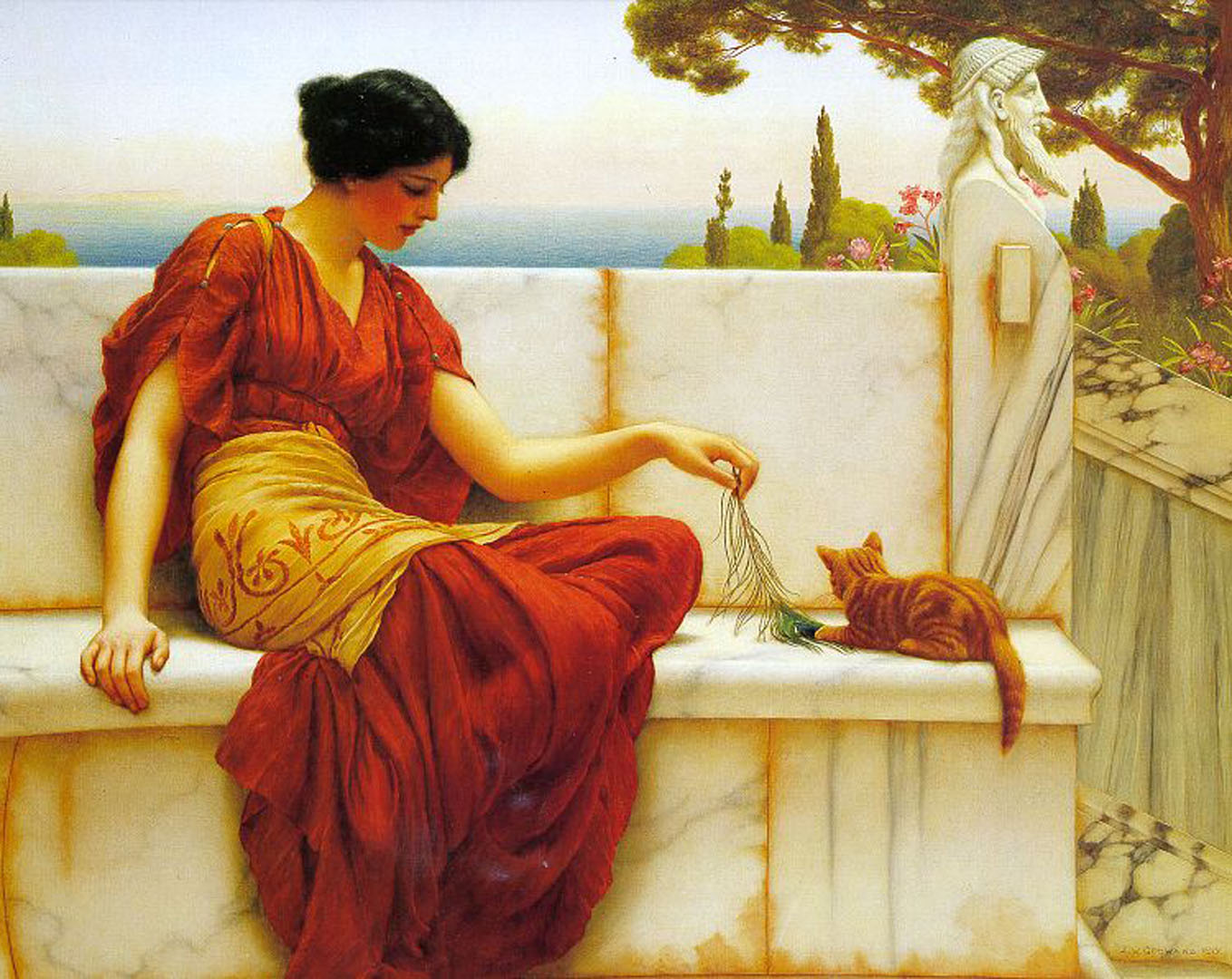
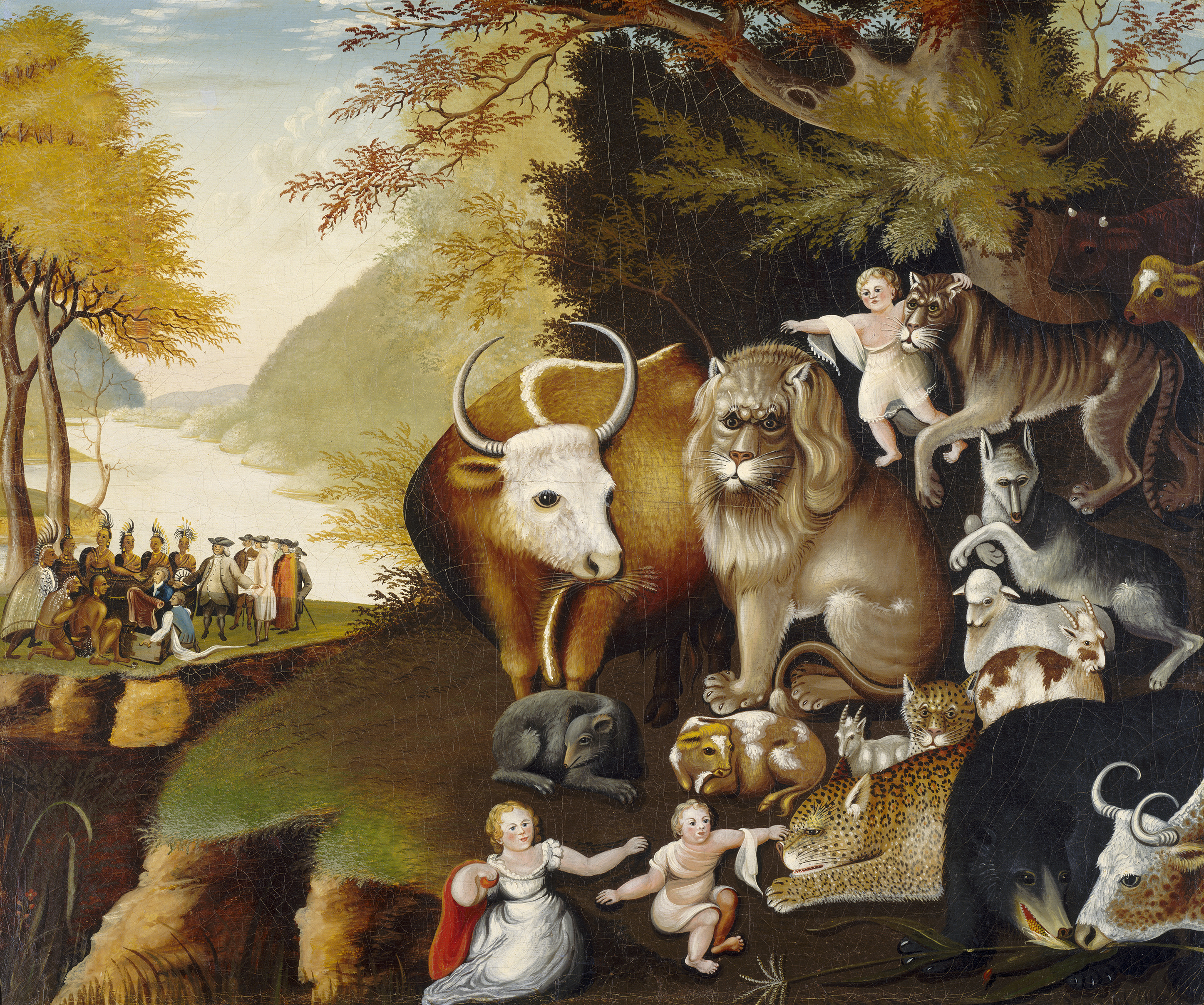
Họa phẩm về các loài thú chung sống hòa bình với con người
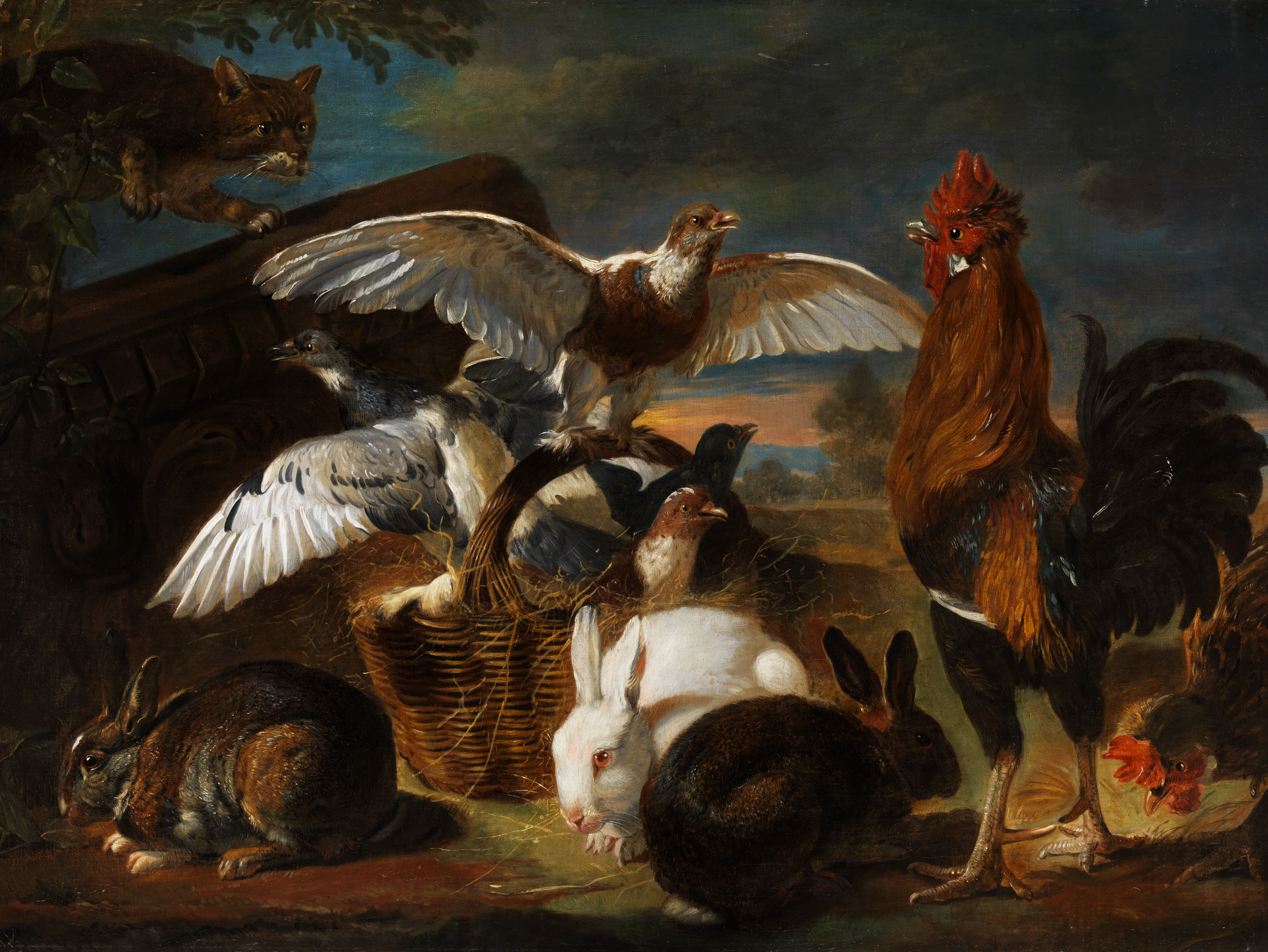

Ở Việt Nam, trong hội họa, từ cuối thế kỷ XIX đến nửa đầu thế kỷ XX, cùng với các dòng tranh dân gian, tranh Đông Hồ nói chung và bức tranh “Đám cưới chuột” nói riêng mang đậm bản sắc văn hóa Việt Nam nó hiện lên bức tranh đậm nét dân dã, mang tính cộng đồng cao, vừa hóm hỉnh, vừa rất thâm thúy, sâu cay, qua đó phê phán thói hư, tật xấu của con người trong xã hội phong kiến, “Đám cưới chuột” có gam màu chủ đạo đỏ, xanh, vàng của dòng tranh dân gian Đông Hồ, những chú chuột là hình ảnh ẩn dụ cho người nông dân lam lũ, thật thà, chất phác, không chỉ là bức tranh dừng lại ở nghệ thuật giải trí đơn thuần mà người xưa muốn mượn hình ảnh chuột để minh chứng sống động cho quan hệ kẻ mạnh ức hiếp kẻ yếu trong xã hội phong kiến; mỉa mai, châm biếm một cách hài hước, sâu cay một tệ nạn xã hội cần lên án và loại bỏ.

## Một số loài thú
Dưới đây là một số loài thú có thực được hiện diện trong các nền văn hóa truyền thống của các nước và dân tộc trên thế giới, bao gồm từ một số loài gia súc đến dã thú thường được chú ý đến (liệt kê chưa đầy đủ, xem các bài chi tiết):

### Con bò
Trong nhiều nền văn hóa, trâu, bò tượng trưng cho quyền lực và sức mạnh. Chúng được coi là thủ lĩnh trong các loài động vật, cũng như được tôn thờ từ thời cổ đại. Trong xã hội tôn thờ các vị thần, bò đực được tôn vinh như biểu tượng của sự phì nhiêu. Sức mạnh và sự kiên định của bò đực giúp người thuộc cung này phát triển bền vững trong cuộc sống. Các nhà khảo cổ đã tìm thấy rất nhiều hình ảnh của con bò trên các đồ trang sức, chạm khắc của văn hóa Hy Lạp, Ai Cập. Con bò là biểu tượng của sức mạnh, sự sung mãn đàn ông và sức khỏe. Người Hy Lạp coi con bò là linh vật trong tình yêu và khả năng sinh sản, cho bò đeo dây chuyền hay vòng hoa và tin rằng điều đó sẽ tăng khả năng sinh dục, cũng như đem lại may mắn về sức khỏe và năng suất của gia đình.

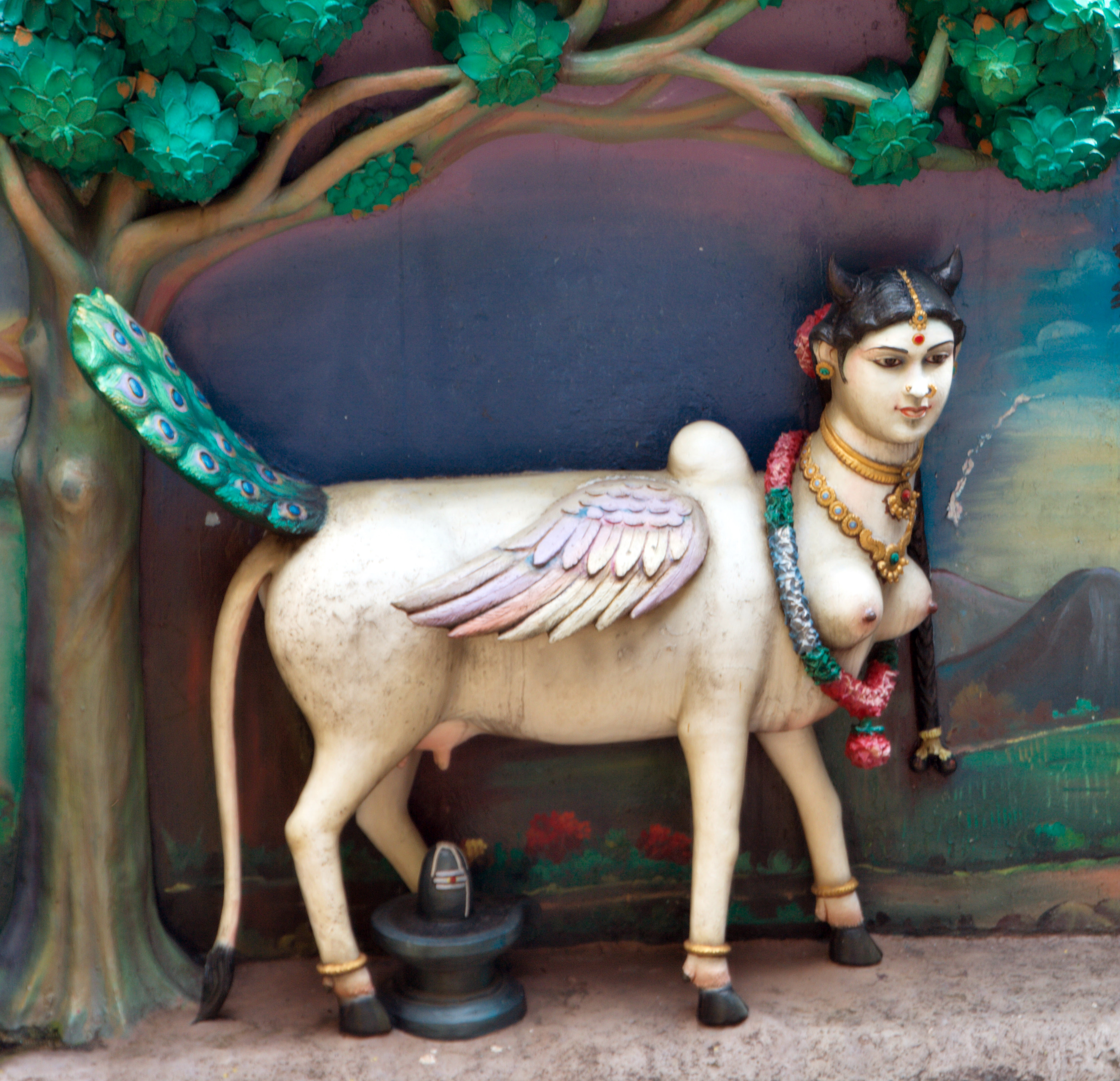
Tượng nữ thần bò Kamadhenu ở Ấn Độ

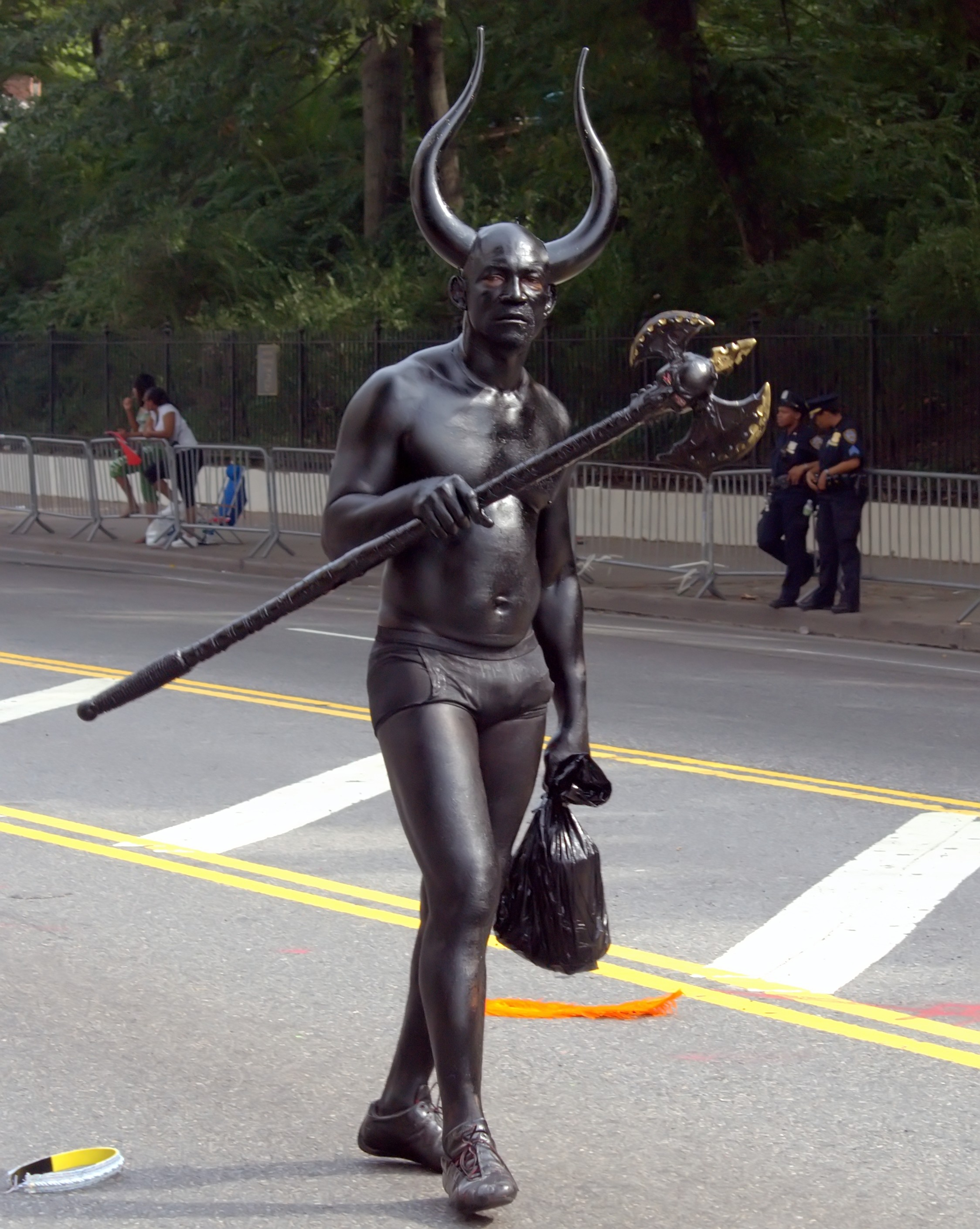
Hóa trang quỷ có sừng, với đôi sừng nhọn chĩa về phía trước là đặc trưng của cặp sừng bò

Với những người di cư đến đây từ cổ đại và làm nghề nông, bò là thành viên gắn bó của gia đình. Bò cung cấp cho họ sữa, những sản phẩm từ sữa và những thứ thiết yếu như dầu đốt đèn (từ bơ) và phân bón. Bò trở thành con vật thiêng vì nó cung cấp những thứ thiết yếu cho lễ cúng tế của giáo sĩ Bà-la-môn và dân chúng. Trong thần thoại, Kamdhenu là Thần Bò, được Krishna chăn dắt, suốt đời đi theo Krishna. Bốn chân của Thần Bò được coi như bốn bản kinh Veda. Mỗi bộ phận trên cơ thể Thần Bò đều có một ý nghĩa tôn giáo như cặp sừng là biểu tượng của thần thánh, mặt bò là biểu tượng của mặt trời và mặt trăng, vai là thần lửa Agni, bốn chân tượng trưng cho dãy Himalaya.
Thần Bò được thần Brahma tạo ra cùng lúc với đẳng cấp Bà-la-môn. Trong khi các giáo sĩ Bà-la-môn đọc kinh Veda, Thần Bò lấy sữa của mình tạo ra bơ tinh khiết, dùng cho việc đốt lửa cúng tế. Sau thời đại Sử thi, việc tế sinh giảm dần vì người theo đạo Hindu chuyển sang ăn chay từ ảnh hưởng của đạo Phật và đạo Jain, đặc biệt là đối với tầng lớp giáo sĩ Bà-la-môn và bình dân tự do. Dần dần bò được coi là Gaumata (Mẹ Bò) rồi Aditi (Mẹ của các Thần). Con bò đực linh thiêng nhất trong Hindu giáo là bò Nandi, còn có tên khác là Kapin hoặc Kapil, cũng còn gọi là Nendi trong tiếng Khmer, và người Chăm gọi còn gọi là Limoaw Kapil.
Việc phái Vaishna (tín đồ theo vishnu) nổi tiếng trong đẳng cấp trung lưu sung túc và đẳng cấp thấp (thể hiện qua nhân vật Krishna chăn bò) giúp củng cố sự tôn vinh bò về mặt tôn giáo và khi người Hồi giáo đến xâm lược, biểu tượng bảo vệ bò được đưa ra nhằm khẳng định tình đoàn kết tôn giáo giữa các bản địa, con vật thiêng là bò cho sữa bò (bò cái). Bò đực liên quan ở chỗ con bò Nandi đã là kỵ thú của thần Shiva. Nhưng bò đực, nếu không dùng để làm sức kéo ở một số vùng nông thôn thì chỉ là con vật vô dụng, lang thang khắp nơi. Người Hindu cho rằng phân bò là thứ sạch sẽ, có thể dùng vào việc tẩy uế. Cho đến tận ngày nay, ở nhiều vùng nông thôn, công việc dọn dẹp vệ sinh đầu tiên của buổi sáng là dùng phân bò khô kỳ cọ lối vào nhà.
Hình tượng con bò phổ biến ở các lễ hội trên thế giới, chẳng hạn như vào tháng 2 hàng năm, thành phố Luzon ở Tây Ban Nha thường tổ chức sự kiện hóa trang mang tên "Lễ hội của quỷ và mặt nạ". Người tham gia chia thành hai phe, một số sơn mặt màu đen, đeo sừng bò và chuông bò để đóng giả làm quỷ, những người khác lại mang mặt nạ màu trắng, xua đuổi ma quỷ, lễ hội này được ghi chép lần đầu vào hồi thế kỷ 14 song thực tế còn có thể lâu đời hơn. Lễ hội Ustaritz là một phần trong nền văn hóa vùng Basque, người dân tổ chức nghi lễ này để đón mùa xuân đến đồng thời xua đuổi loài gấu tránh xa nơi họ sinh sống, họ mặc trang phục hóa trang, đeo mặt nạ và đội sừng bò
Lễ hội San Fermin được đặt theo tên vị thánh bảo trợ cho thành phố Pamplona, Tây Ban Nha với cuộc chạy đua gây cấn giữa người và những con bò tót. Lễ hội "Những con quỷ nhỏ" ở Costa Rica tái hiện các trận chiến đẫm máu hơn 5 thế kỷ trước mà Borucas (những con quỷ) đã chiến đấu để chống lại phe xâm lăng Tây Ban Nha (con bò đực) và kết thúc bằng việc đánh đuổi họ ra khỏi đất nước Costa Rica. Trong khi "Lễ hội máu" của Peru có một nghi lễ buộc một kền kền là đại diện cho người bản địa vào lưng một con bò rừng, đại diện cho những kẻ đi xâm chiếm thuộc địa, đối với nhiều người Peru, lễ hội tượng trưng cho sự giải phóng đất nước khỏi ách thống trị của Tây Ban Nha. Bộ lạc Hamar sống ở thung lũng Omo có một nghi lễ cổ xưa liên quan đến con bò, khi một cậu bé muốn làm người lớn và xây dựng gia đình riêng, cậu cần nhảy qua lưng của 7 hoặc 10 con bò mà không được ngã ít nhất 4 lần.
Người Chăm có tín ngưỡng thờ bò thần Kapin và trở thành nhân vật trong truyện cổ dân gian Chăm, con bò này được thờ như là một vị thần có nhiều quyền năng, họ thần tượng con bò Nandin. Bò Kapin (Limoaw Kapil) có vai trò rất quan trọng không những trong kiến trúc, điêu khắc mà còn trong đời sống tâm linh tín ngưỡng tôn giáo của người Chăm mà ở bất kì địa vị nào trong xã hội, quý tộc, tu sĩ, thường dân. Tầng lớp Sudra (nô lệ) khi chết đều hỏa táng đều có hình tượng bò Nandin trong dàn hỏa táng và nó đã đi vào đời thường của từng con người Champa xưa cũng như người Chăm hiện nay. Trong đám tang của người Chăm Bà La Môn, bò Nandin thường được làm biểu tượng “Heng” mà Chăm gọi là Limoaw Kapil. Limoaw Kapil là một trong những biểu tượng được vẽ đầu tiên và dán trên nhà hỏa táng và đòn khiêng. Người Chăm quan niệm bò Kapil sẽ bảo vệ linh hồn người chết thoát khỏi sự cám dỗ của ma quỷ, bò Kapil là con vật chở linh hồn người chết được tái sinh.

### Con ngựa

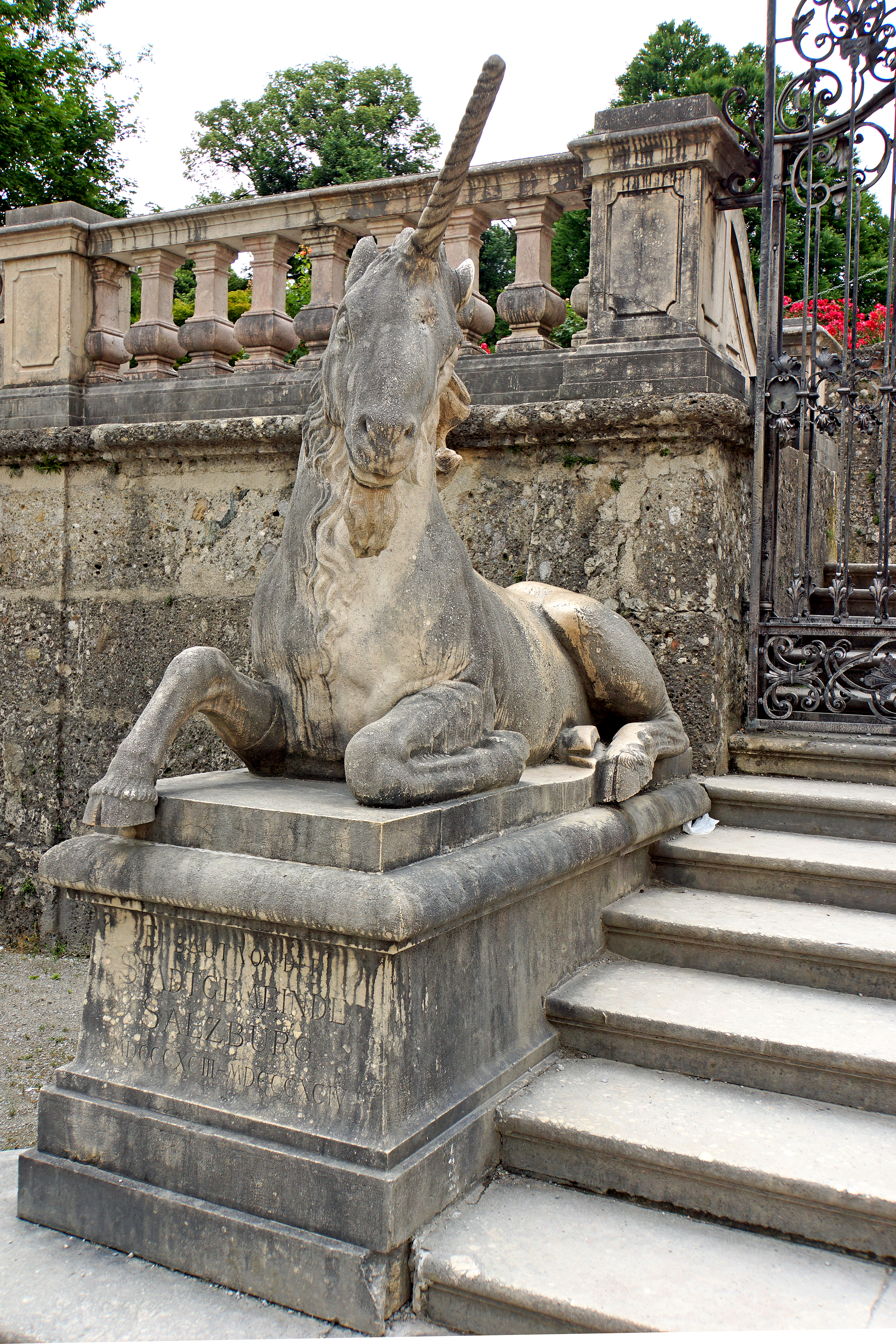
Tượng đá về con kỳ lân phương Tây với tổng thể của một con ngựa

Ngựa là một trong những loài vật được con người thuần hóa và sử dụng trong đời sống hàng ngày của cả người phương Đông lẫn người phương Tây. Xuất phát từ đặc điểm tự nhiên của loài ngựa mà hình tượng con ngựa trong văn hóa Đông hay Tây luôn đại diện cho những gì đẹp đẽ, nhưng cũng có những điểm khác nhau. Ở cả hai nền văn hóa, người ta đều coi ngựa là biểu tượng của lòng trung thành, sự phóng khoáng, vượt ra khỏi những giới hạn kiềm tỏa để vươn tới những điều lớn lao, ý nghĩa. Ngựa cũng là chủ đề khơi gợi nhiều nguồn cảm hứng trong thơ ca, nghệ thuật. Ở cả phương Đông và phương Tây, người ta có thể thấy có nhiều thơ phú, nhạc họa sáng tác dựa trên hình ảnh ngựa.
Ngựa vốn là loài vật gắn bó với con người, nằm trong “lục súc”. Trước khi kết thúc thời đại đồ đá mới, các cư dân Á Đông đã thuần hóa thành công 6 loại gia súc này trước tiên. Ngựa là một trong số các con vật được con người thuần dưỡng rất sớm nên đã có những gắn bó thân thiết với đời sống xã hội của loài người, đóng góp nhiều vào tiến trình văn minh của nhân loại. Ngựa là con vật thông minh, khôn ngoan, sống gần người và được con người yêu quý. Trong đời sống vất vả, ngựa không chê chủ nghèo mà luôn trung thành, cần mẫn lao động với chủ. Khi xông pha trận mạc, ngựa lại kề vai sát cánh, cùng chung sinh tử với chiến binh.
Nổi tiếng ở các nước phương Tây là điển tích "Con ngựa gỗ thành Troia" của Hy Lạp, là con ngựa đã làm nên chiến thắng lịch sử của quân Hy Lạp trong cuộc chiến ròng rã hơn một thập kỷ với quân Troia, hình ảnh về ngựa trong quan niệm của người dân Hy Lạp tượng trưng cho vinh quang, chiến thắng và những điều tốt đẹp. Ở các nước phương Tây, ngựa ứng với cung “Nhân Mã” là cung thứ 9 trong 12 cung Hoàng đạo với khá nhiều truyền thuyết nhấn mạnh vào sự dũng mạnh, thiện chiến. Hình một cung thủ người ngựa, tay giương cung tên, còn được cho là tượng trưng cho vị thần Chiron, người đã truyền dạy cách chiến đấu cho nhiều anh hùng trong thần thoại Hy Lạp.
Dưới lăng kính văn hóa, khi là vật cưỡi, nhờ có con người mà ngựa có  được phẩm chất bẩm sinh làm cho nó xuất hiện như một sinh linh có tài thấu thị và trở thành  đôi mắt của con người trong bóng đêm, là biểu tượng của trực giác soi sáng lý trí. Nhưng khi người cầm cương dẫn nó vào con đường sai lầm thì người kỵ mã sẽ càng gặp nhiều bóng ma và bóng tối rồi có nguy cơ trở thành người liên minh với quỷ dữ, lúc này con ngựa lại là vật mang đến sự rủi ro, bạo lực. Gắn với bóng đêm, âm phủ, ngựa là con vật dẫn dắt linh hồn, nên dân gian truyền tụng nếu mơ thấy ngựa đen là coi như mình sắp chết, ngựa đen được tượng trưng cho ác quỷ, hoặc là kẻ sa địa ngục, hay linh hồn bị chịu phạt.
Trong văn hóa cổ sơ vùng Trung Á, ngựa là con vật của bóng tối và những ma lực. Các thầy Pháp shaman vùng Trung Á vẫn còn lưu giữ những truyền thuyết về con ngựa của cõi âm ty. Căn cứ vào khả năng thấu thị trong bóng đêm bí hiểm của nó, con ngựa có chức năng dẫn đường, dẫn dắt linh hồn. Trong thần thoại Bắc Âu thì con ngựa trở thành trung gian giữa thế giới con người và thế giới bên kia là con vật hướng đạo cho người chết trong chuyến đi cuối cùng của họ. Ở vùng Arcadie nữ thần Demeter được hình dung có đầu ngựa và là nhân vật thực thi công lý nơi âm phủ. Ở Anh và Đức khi gặp một con ngựa trắng là điềm dữ hoặc cái chết vào năm tới.
Truyền thuyết về Theodoric của Verona kể rằng vị vua bị mang đi trên một con ngựa đen "ác quỷ" và sau đó trở thành một hồn ma. Đôi khi được hiểu là bằng chứng về sự quỷ hóa của loài ngựa ở Germania với một bầy ngựa quỷ dung dữ hiện diện trên khắp nước Đức cổ đại và ở Alsace, nơi lưu truyền những câu chuyện về những con ngựa đen xuất hiện một mình vào nửa đêm. Trong số những con vật ma quái của Strasbourg có một con ngựa ba chân được cho là của Quỷ dữ. Với vai trò là một vật cưỡi siêu nhiên có sức mạnh ma quỷ, con ngựa ác mộng mang theo những con quỷ và đôi khi chúng là một. Một sinh vật được biết đến với cái tên Nightmare, được dịch là "ngựa cái ác mộng" hay "con ngựa địa ngục" trong hình dạng của một con ngựa đen to lớn với các đặc điểm văn hóa dân gian lâu đời. 

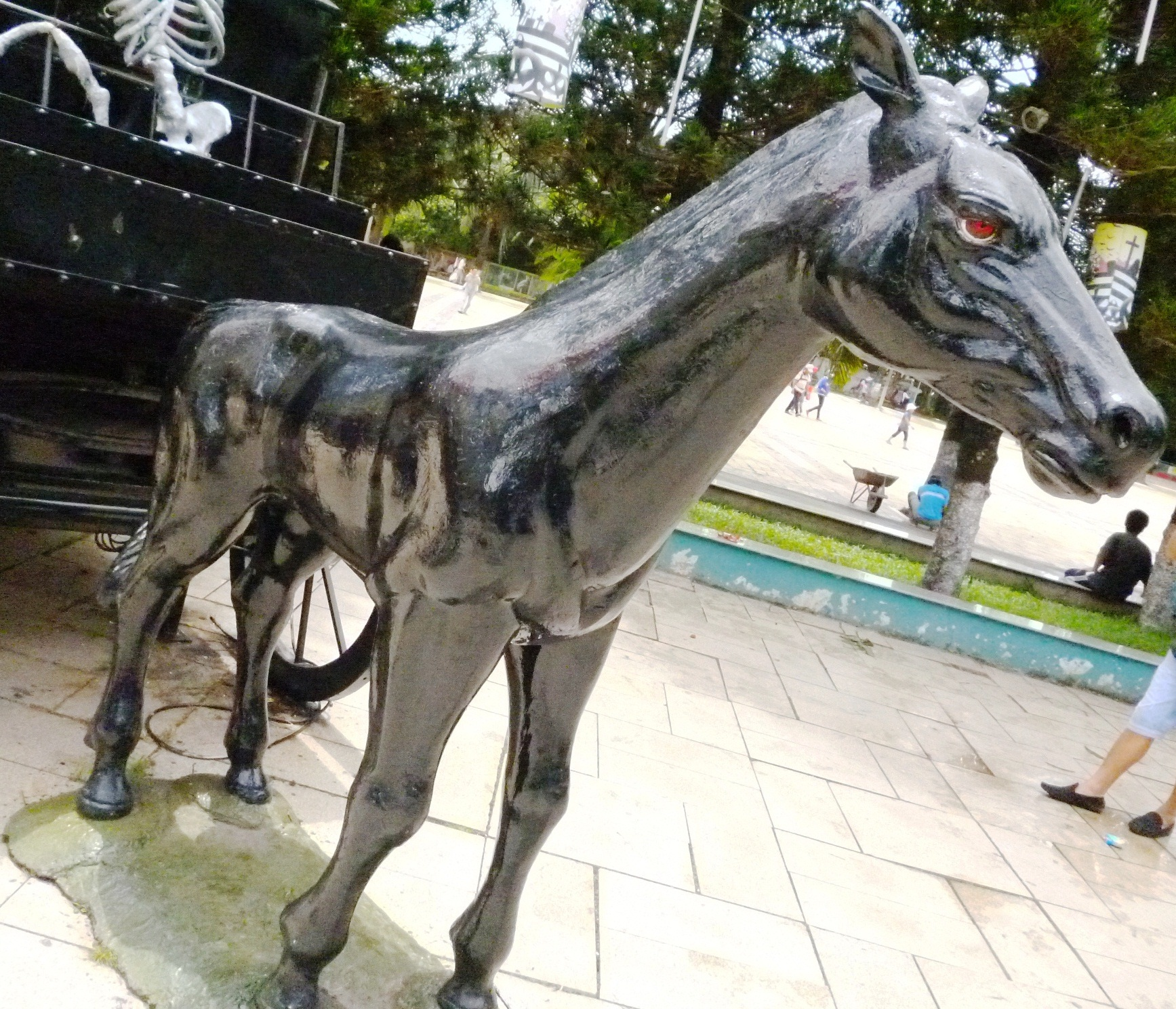
Tượng ngựa đen tại Công viên Đầm Sen, ngựa đen được tượng trưng cho ác quỷ

Con ngựa dường như ẩn dụ cho ham muốn tình dục, năng lượng tâm linh phát ra từ vô thức, và một phần thú vật của con người (người Việt cũng hay có câu “con đĩ ngựa” hay “con ngựa”). Hình ảnh con Hắc mã buộc vào cỗ xe cưới là những con ngựa của dục vọng được giải phóng đã được phản ánh trong nhiều di sản thơ văn dân gian Nga. Theo Marie-Louise von Franz thì con ngựa đại diện cho năng lượng tâm linh của động vật, thuộc về bản năng, được coi là tinh khiết nhất của nó và thường liên quan đến cái bóng.
Bruno Bettelheim giải thích sự hấp dẫn của nhiều cô gái nhỏ ơ xã hội phương Tây đối với những con ngựa đồ chơi và sau đó là sự liên tục của sự hấp dẫn này thông qua việc thực hành cưỡi ngựa và chăm sóc những con ngựa, bởi sự cần thiết phải bù đắp đối với ham muốn tình cảm: "bằng cách điều khiển một con vật to lớn và mạnh mẽ như con ngựa, cô gái trẻ có cảm giác điều khiển con vật hoặc một phần nam giới trong chính cơ thể của mình", nhiều trẻ em cũng thích chơi con ngựa bập bênh trong công viên như là một sở thích, thú vui.
Trong Rig-Veda, nơi con ngựa gắn với sức mạnh, khả năng sinh sản, sức mạnh sáng tạo và tuổi trẻ, theo nghĩa tình dục và tinh thần của thuật ngữ này. Paul Diel nói về con ngựa như một biểu tượng của “sự thúc đẩy của ham muốn”, và nhiều văn tự, đặc biệt là sử thi Hy Lạp, mô tả cách các vị thần biến hình thành ngựa để giao phối. Đối với Henri Gougaud, con ngựa tượng trưng cho “nguồn năng lượng tình dục được giải phóng mà không bị bó buộc”. Ở Scandinavia thời trung cổ, người đồng tính thụ động được gọi là "ngựa cái" như là một sự xúc phạm, trong khi người đồng tính tích cực được coi trọng trong vai trò của anh ta như một con ngựa đực.
Trong thần thoại Hy Lạp, theo truyền thuyết, con ngựa được sinh ra từ tình yêu của Poséidon với Gorgone hoặc được thụ tinh từ Đất và máu của Gorgone, vì vậy con ngựa trong tâm thức người Hy Lạp nó biểu thị cho sự thăng hóa của bản năng, trường phái phân tâm học châu Âu cũng cho rằng con thiên mã màu trắng biểu thị cho bản năng đã được kiểm soát, được làm chủ, được thăng hoa theo luân lý mới. Truyền thuyết Hy Lạp cổ đại có kể về 12 kỳ công của Héc-quyn, trong đó có 2 kỳ công liên quan đến ngựa là thuần phục đàn ngựa cái của Diomedes là vua trị vì xứ Thracia và dọn chuồng ngựa của vua Augeas.
Những truyền thuyết về các cuộc truy hoan tế thần rượu Bacchus đều xuất hiện khá nhiều những cái tên mà trong thành tố của chúng thấy khá phổ biến từ tố hippé (tiếng Hy Lạp là ngựa) cho thấy ngựa được đồng nhất với bản tính/bản năng của con người. Những mô tả Nhân mã bao quanh thần Dionysos luôn được chuốc rượu cho say để khiêu khích chúng lao vào cuộc chiến với Héracles chính là thể hiện bản năng được phóng thích. Thần thoại Hy Lạp cũng có chi tiết Achille đã hiến sinh bốn con ngựa cái để lập dàn thiêu trong lễ tang Patrocle, với hy vọng 4 con ngựa đó sẽ đưa người bạn thân của mình vào vương quốc của Hades (thần cai quản bóng tối). Bốn con ngựa trong sách Khải huyền của thần thoại Kitô giáo biểu tượng cho sự chinh phục, chiến tranh, nạn đói và cái chết.

### Con dê

Tranh sơn dầu về những chú dê

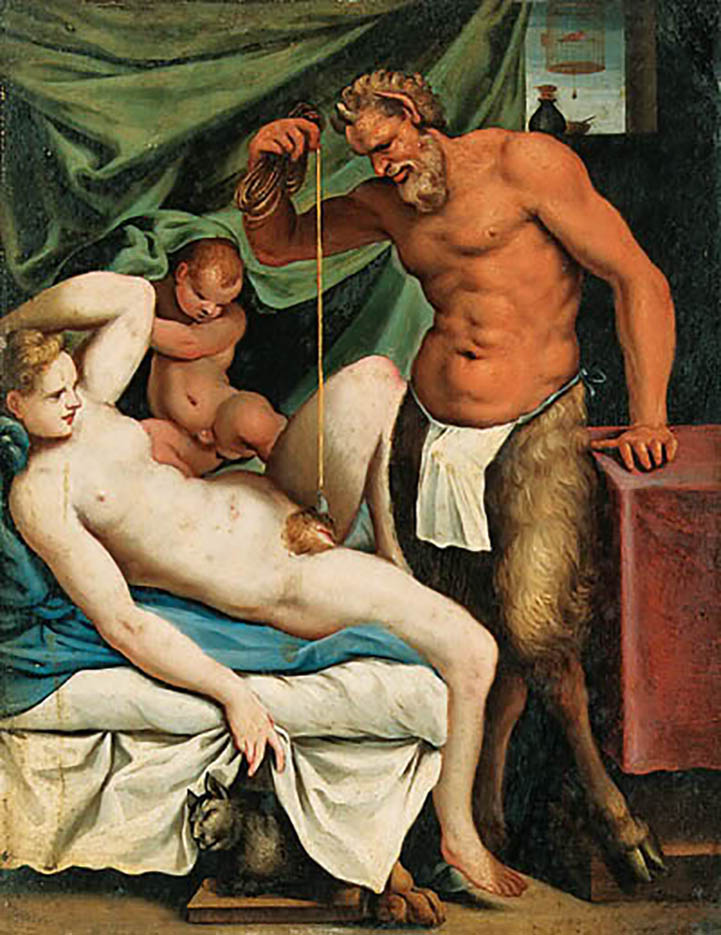
Hội họa phương Tây với biểu tượng tình dục trong hình ảnh của một vị thần dê

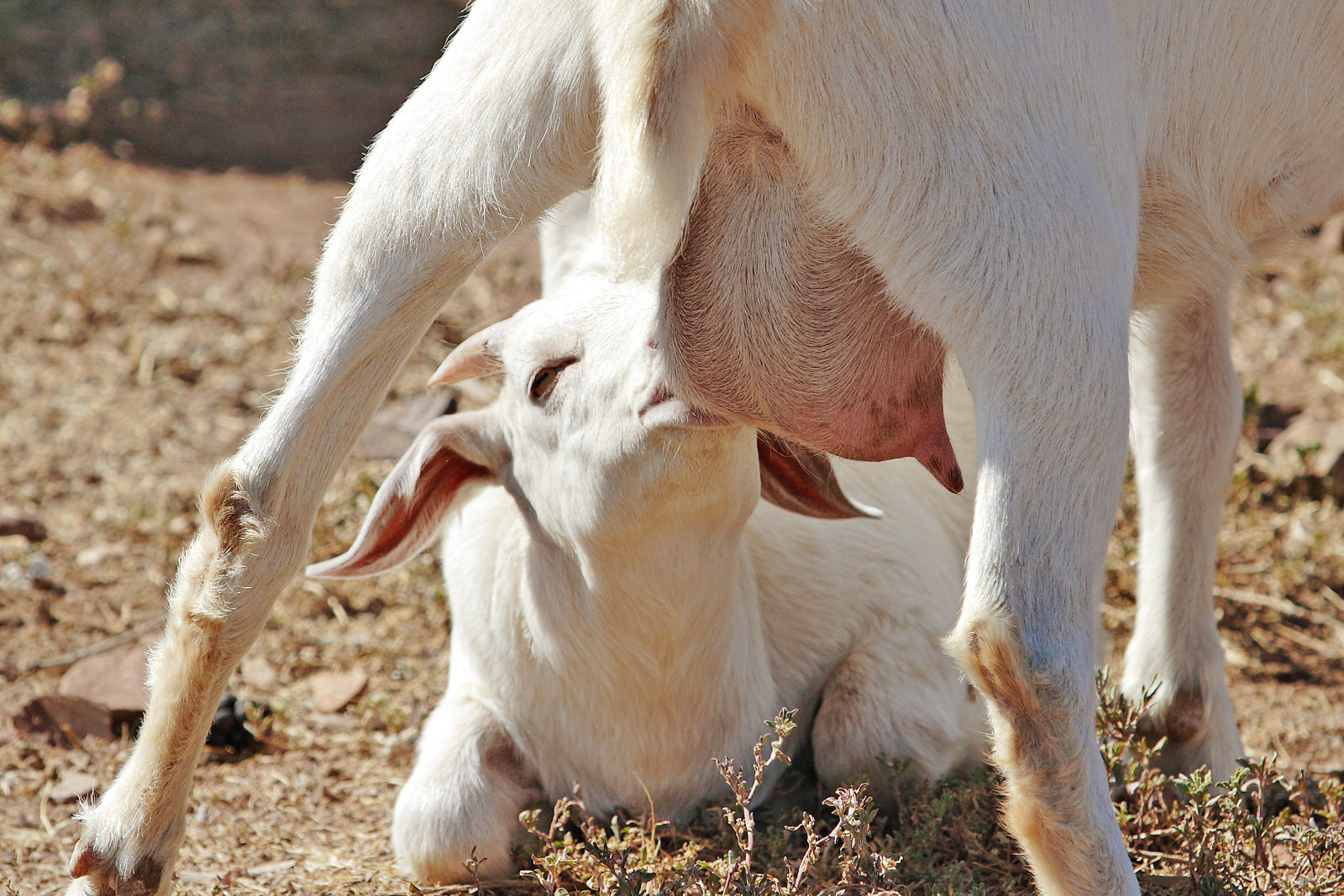
Chú dê non đang quỳ bú mẹ

Trong văn hóa phương Tây, loài dê xuất hiện với những biểu tượng mang đậm màu sắc thần thoại. Trong đời sống tâm linh của các dân tộc phương Tây, hình ảnh loài dê mang nhiều ý nghĩa khác nhau. Hình tượng dê cái, được coi là nghĩa mẫu của thần Zeus, là một hình ảnh đáng kính, tượng trưng cho bóng dáng con người gian nan theo đuổi những lý tưởng trong cuộc sống, sừng dê cái là biểu tượng của sức sản sinh phồn thịnh. Con dê đực tượng trưng cho mãnh lực nhưng lại bị sử dụng như một thứ để tế thần (con dê gánh tội). Ở các nước phương Tây, con dê cũng xuất hiện trong chiêm tinh học, ứng với cung Ma Kết là cung thứ 10 trong 12 cung Hoàng đạo, những người thuộc cung Ma Kết sẽ có tính cách giống với những đặc điểm của loài dê.
Trong Kinh thánh cũng có nói về thị kiến tiên tri về cừu đực và dê đực kể lại cuộc chiến giữa con cừu hai sừng (Median và Ba Tư) và con dê đực (Alexander Đại đế), nhưng thị kiến này nói đến diễn tiến lịch sử như trong Chương 7 của Sách Khải huyền. Con dê đực hạ gục con cừu hai sừng ám chỉ việc Alexander đánh hạ Ba Tư, khi nó đang sung sức thì cái sừng lớn bị gãy, ám chỉ cái chết của Alexander và bốn sừng khác mọc lên có ý nói về vương quốc đã bị chia thành bốn: Macedonia, Tiểu Á, Syria-Babylonia, và Ai Cập. Từ một trong các sừng lại xuất hiện cái sừng nhỏ, ám chỉ Vua Antiochus IV của Epiphanes xúc phạm đến Đền thánh. Daniel hiểu rằng cơn giận của Thiên Chúa sắp nổ ra và Antiochus sẽ bị lật đổ “cho đến hai ngàn ba trăm chiều và sáng” được hiểu là 1.150 ngày, tức là 3 năm và 70 ngày tương ứng với thời gian từ khi Đền thánh bị xúc phạm năm 167 đến khi được thánh hiến lại năm 164 (Macabê 4,52-59 và 10,3).
Sự ham muốn nói chung là một trong những biểu hiện cố hữu của hình tượng con dê trong văn hóa của con dê từ thực tế trong quá trình giao phối, con dê rất phấn khích và bốc mùi, trong một số ngôn ngữ thì dê già là những người đàn ông quyến rũ, nhưng thường là những người chạy theo các cô gái trẻ, trong khi chính họ đang ở độ tuổi đáng nể. Không có gì ngạc nhiên khi một con dê ô uế, dâm dục, tục tĩu, với chòm râu dê, với đôi mắt có cái đồng tử ngang đầy ma quái lại có liên quan đến Quỷ dữ. Trong văn hóa dân gian, cái sừng dê gắn với ma quỷ và sinh vật sừng dê Krampus là ác ma đêm Giáng sinh. Trong Công giáo hình ảnh loài dê, đặc biệt là dê đen có liên hệ với quỷ dữ, với Satan và Baphomet.
Mối liên hệ giữa Baphomet và Satan Giáo thì Baphomet đã được chấp nhận như một biểu tượng tổng quát cho Satan, hình ảnh này cho thấy loài dê lại là biểu tượng của Satan. Hình ảnh đầu con dê nằm trong ngôi sao năm cánh ngược được Eliphas Levi sử dụng lần đầu tiên cùng với ngôi sao năm cánh của Samael và Lilith. Mục đích của biểu tượng này là thể hiện một sự kết hợp tà giáo giữa Samael, người là thiên thần của cái chết của người Do Thái và Lilith là nữ hoàng của quỷ. Sau đó, biểu tượng con dê và ngôi sao năm cánh ngược đã trở thành một phần của chủ nghĩa Satan nói chung. Hình ảnh con dê đại diện cho Satan và biểu tượng này được sử dụng trong nhiều thế kỷ và phổ biến trong thời đại ngày nay.
Trong văn hóa phương Đông, Dê là một trong 12 con giáp, mang ý nghĩa tinh thần phong phú, triết lý nhân văn sâu sắc và giá trị biểu tượng cao. Trong văn hóa của người phương Đông, dê được coi là loài hiền lành, thuần tính nhất, mềm mỏng và giàu tình cảm. Dê mang biểu tượng của tính ôn hòa, luôn muốn tránh những điều thị phi, rắc rối song cũng không kém phần nhanh trí. Không chỉ là một loài vật nuôi gần gũi, dê còn xuất hiện trong những câu chuyện mang đậm màu sắc tâm linh. Có truyền thuyết cho rằng, cây sống ngàn năm sẽ biến thành dê, hay một nước có nền chính trị ổn định sẽ xuất hiện dê ngọc, vì lý do này mà người ta coi dê là một biểu tượng của sự may mắn, cát tường.
Trong thế giới động vật, dê con khi bú sữa dê mẹ thì quỳ xuống, nó biết dê mẹ dùng sữa để nuôi dưỡng nó, quỳ bú là thể hiện cảm kích ơn bú mớm của dê mẹ. Từ sự quan sát thế giới động vật này, hình thành một câu thành ngữ được ghi chép trong sách Tăng Quảng Hiền Văn: “Dê còn biết ơn quỳ bú, quạ còn biết nghĩa trở lại mớm nuôi”. Trong Xuân thu phồn lộ-Chấp chí của Đổng Trọng Thư đời Hán ca ngợi con dê: “Dê có sừng nhưng không sử dụng bừa bãi, chỉ để phòng thân, như kẻ hiếu nhân. Khi bị bắt không kêu la, bị giết không gào khóc, như kẻ chết vì nghĩa. Khi bú mẹ nó luôn quỳ xuống như người con hiếu lễ”. Nó là một trong sáu con vật nuôi thông dụng nhất (lục súc gồm dê, gà, chó, lợn, ngựa, trâu) và một trong ba thứ lễ vật đặc biệt để cầu cúng, tế dâng thần thánh (tam sinh: dê, lợn, bò). Ở nền văn hóa này thì dê cũng là biểu tượng cho tính dục vì khả năng giao phối của nó (những câu nói như đồ dê xồm, con dê già)

### Con lợn

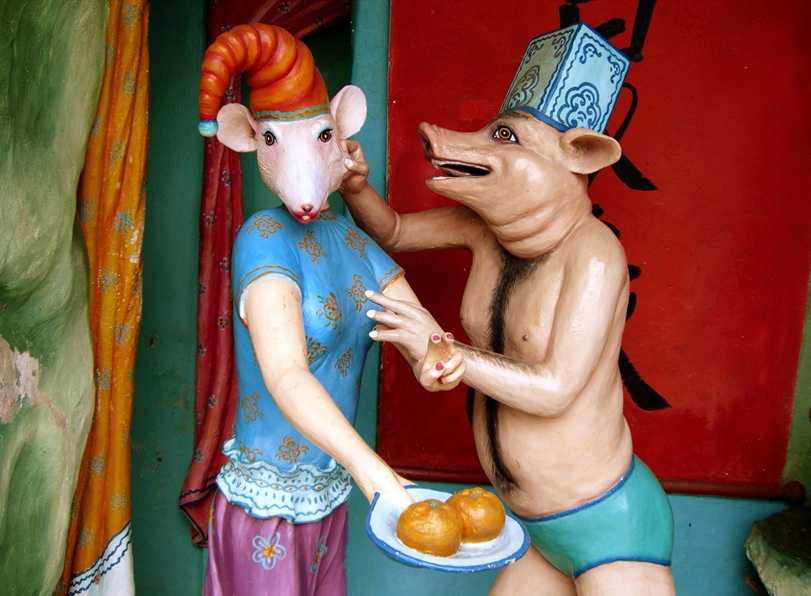
Tượng lợn đang giở trò chim chuột ở Haw Par Villa

Con lợn (hay con heo) vốn là loài vật gắn bó lâu đời với con người. Hình ảnh của động vật này trong các nền văn hóa trên thế giới cũng mang nhiều ý nghĩa khác nhau. Là con vật có sự gần gũi trong đời sống con người, hình ảnh của động vật này đi vào thơ ca, hội họa, trở thành biểu tượng của một số nền văn hóa và trong những nền văn hóa khác nhau, địa vị của loài vật này cũng có sự khác biệt. Nhiều người nghĩ rằng đạo Hồi cấm ăn thịt lợn vì đó là con vật linh thiêng là hiện thân của Đấng tối cao, trên thực tế, người Hồi giáo cho rằng con người không nên ăn thịt lợn vì đó là loài động vật bẩn thỉu, chúng ăn hầu như tất cả những gì chúng gặp, kể cả phân và xác thối, mỗi khi không tìm thấy nước, trường hợp thường xảy ra ở Trung Đông, loài động vật có móng này thường tắm trong bùn hoặc trong chính phân của chúng.
Ngay từ thế kỷ 12, người Hồi giáo và Do Thái đã ban hành lệnh cấm ăn thịt lợn. Người Do Thái thậm chí còn cho rằng lợn là hiện thân của quỷ dữ và họ cũng không ăn thịt của loài vật này. Về mặt tôn giáo, cả hai tín ngưỡng đều cho rằng lợn không phải là động vật được sinh ra để làm thức ăn cho con người. Họ cho rằng con người chỉ được ăn những con vật ăn cỏ và có cổ đó là những loài mà tạo hóa ban phát cho con người để dùng làm thức ăn, lợn không ăn cỏ và cũng không có cổ, việc giết lợn bằng cách chọc tiết đi ngược lại ý muốn của Đấng tạo hóa. Trong kinh Phúc âm, có câu chuyện ngụ ngôn về đứa con trai phóng đãng, người đã làm nghề nuôi lợn và mong ước là có thể ăn thịt con lợn.
Tại một số quốc gia phương Tây, lợn mà đặc biệt là lợn rừng lại là loài vật được coi trọng vì người Âu thời cổ cho rằng lợn rừng là loài động vật hung dữ và cứng rắn nhất trong số các loài dã thú, mặc dù nó không có sừng, con lợn lòi có những cái nanh nhọn hoắt và cứng để dễ dàng đâm thủng ruột kẻ thù của nó, cùng với lớp da được trang bị giống như áo giáp do liên tục cọ xát vào thân cây. Hình mẫu con lợn được chạm khắc trên các huy hiệu ở châu Âu, tượng trưng cho sự dũng cảm như Quốc vương Richard III của Anh mang huy hiệu có hoa văn hai con lợn bao quanh và bảo vệ tấm khiên, huy hiệu Gia tộc Campbell ở Scotland có thiết kế thủ lợn, hàm ý làm nổi bật phẩm chất của lợn. Thời Hy Lạp cổ, lợn là con vật hiến tế cho Nữ thần Demeter. 

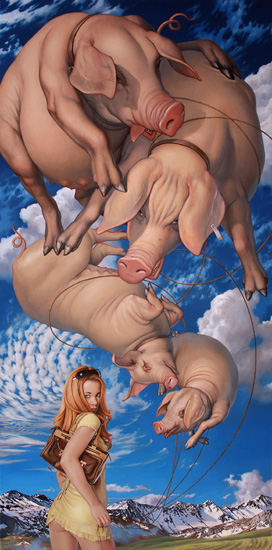
Đồ họa vui hiện đại những chú lợn bay lên trên bầu trời không trung

Châu Âu thời cổ đại, lợn được Nữ thần sinh sản yêu thích nên lợn còn mang ý nghĩa biểu tượng của sự thịnh vượng, trù phú. Tại Ireland, lợn là loài vật linh thiêng được tôn thờ. Trong câu chuyện sử thi của người Ireland có những cái tên liên quan tới động vật này, một trong số đó là Mucinis, có nghĩa là “đảo lợn”. Theo truyền thuyết về Ao Ao của người Guarani Tây Ban Nha, nó là loài được miêu tả là giống với cừu hay lợn cỏ Pêcari, Ao Ao thực sự là một con quái vật với những chiếc răng nanh, tên gọi của nó xuất phát từ âm thanh do nó phát ra, nạn nhân chỉ có thể thoát được loài này khi chạy quanh một loại cây linh thiêng vì khi làm như vậy, nó sẽ bị mất phương hướng và thôi không còn chạy theo nạn nhân.
Các nước Châu Á tuy không đề cao con heo như văn hóa Trung Quốc và Việt Nam nhưng cũng thể hiện các hình tượng của loài heo dưới các góc độ khác nhau. Ngoài các nước Đông và Đông Nam Á, đa phần các nước trên thế giới đều không coi trọng con heo cho lắm, thậm chí họ còn coi đó là một con vật bẩn thỉu, phàm ăn tượng trưng cho sự ngu dốt, tham lam và nhục dục. Tại Thái Lan, có một tượng đài về heo rất đặc biệt, đó là tượng đài Saha Chat, tại quận Phra Nakhon ở Băngkốc, tượng được đặt trên bờ kênh đối diện Wat Ratchabophit, với hình tượng chính là một con heo vàng trên nền một cái bệ cao và tặng sinh nhật năm con heo cho vị Hoàng hậu.
Lợn là một trong số 12 con vật tượng trưng cho chu kỳ 12 năm Địa Chi của người Trung Quốc, Việt Nam, Nhật Nản, Hàn Quốc, Bắc Triều Tiên và nhiều quốc gia khác ở châu Á. Nó gắn liền với địa chi Hợi. Những người tin tưởng vào chiêm tinh học Trung Hoa luôn gắn những đặc tính của lợn vào những người sinh năm Hợi. Những ai sinh vào năm này thường được coi là may mắn và có cuộc đời sung túc, nhàn nhã. Trung Quốc và các nước Đông Á cũng rất đề cao hình ảnh con heo bởi sự mập mạp, béo tốt và mắn đẻ của nó. Hệ can chi theo Âm lịch của các nước chịu ảnh hưởng văn hóa Trung Hoa cổ ứng với 12 con giáp, trong đó lợn là con giáp cuối cùng–Hợi, còn trước đó là Tuất (chó). Lợn cũng đứng cuối cùng trong lục súc.
Hàn Quốc cũng đề cao con heo và dùng thứ lịch can chi với hình tượng 12 con giáp. Tại cung điện Gyeongbokgung của Hàn Quốc trong sân của cung điện có một vòng tròn xếp tượng những con giáp bằng đá quay mặt ra ngoài. Tượng của các con vật này đều mặc đồ quan phục đại lễ trông thật trang nghiêm. Đối với người Nhật, con heo rừng được gọi là Inoshishi, nó là vật cưỡi của Thần chiến tranh Usa Hachiman vì sự dũng mãnh, tại các đền thờ Thần đạo họ hay bày các tượng heo rừng nhỏ trước điện thờ thần Wakenokiyomaro, có những bức vẽ tranh heo rừng từ trong Đền Chiba của Nhật Bản hay tượng Heo rừng, gốm với men celadon trắng, giữa thế kỷ XIX và tượng heo rừng tại đền Nanzen-in. Ở Việt Nam, truyền thuyết Pú Lương Quân của người dân tộc Tày ở Cao Bằng có kể về đôi vợ chồng sau khi trồng được lúa đã vào rừng để bắt lợn rừng về nuôi.
Người Tân Ghi-nê (Papua New Guinea) cho rằng thịt lợn là thứ giống với thịt người nhất trong tự nhiên, với nhiều dân tộc ở đó thì lợn là loài vật gần gũi với loài người vì chúng có nhiều cơ quan nội tạng giống con người, loài vật này còn ăn được tất cả những gì mà con người dùng làm thức ăn, lợn được người dân ở đây khắc chạm để trang trí với hình con heo gỗ nhỏ nhắn được chạm khắc từ hòn đảo Wood Lak, Papua New Guinea tại Thái Bình Dương, trên nền gỗ mun là các hình khắc vạch trang trí, và cũng thuộc nền văn hóa Papua New Guinea, Heo thờ của bộ tộc Iatmul làm bằng các sợi dây đan lại, vỏ sò và nhuộm màu tự nhiên, mang đậm sắc thái vùng hải đảo. Ở Hawaii có thần heo Kamapua là một vị thần chiến tranh được tôn sùng, tình yêu của thần với nữ thần núi lửa Pele là một chuyện tình đẹp.

### Con chuột

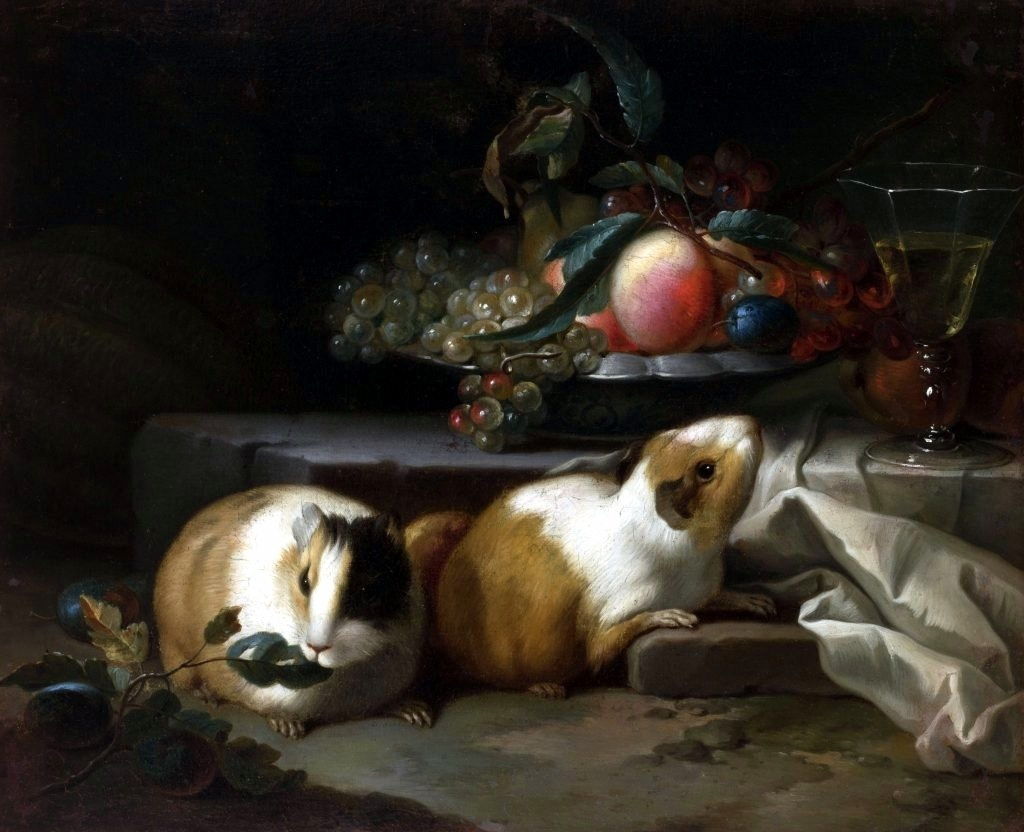
Tranh sơn dầu về những con chuột trên bàn thức ăn, chúng tượng trưng cho sự no đủ

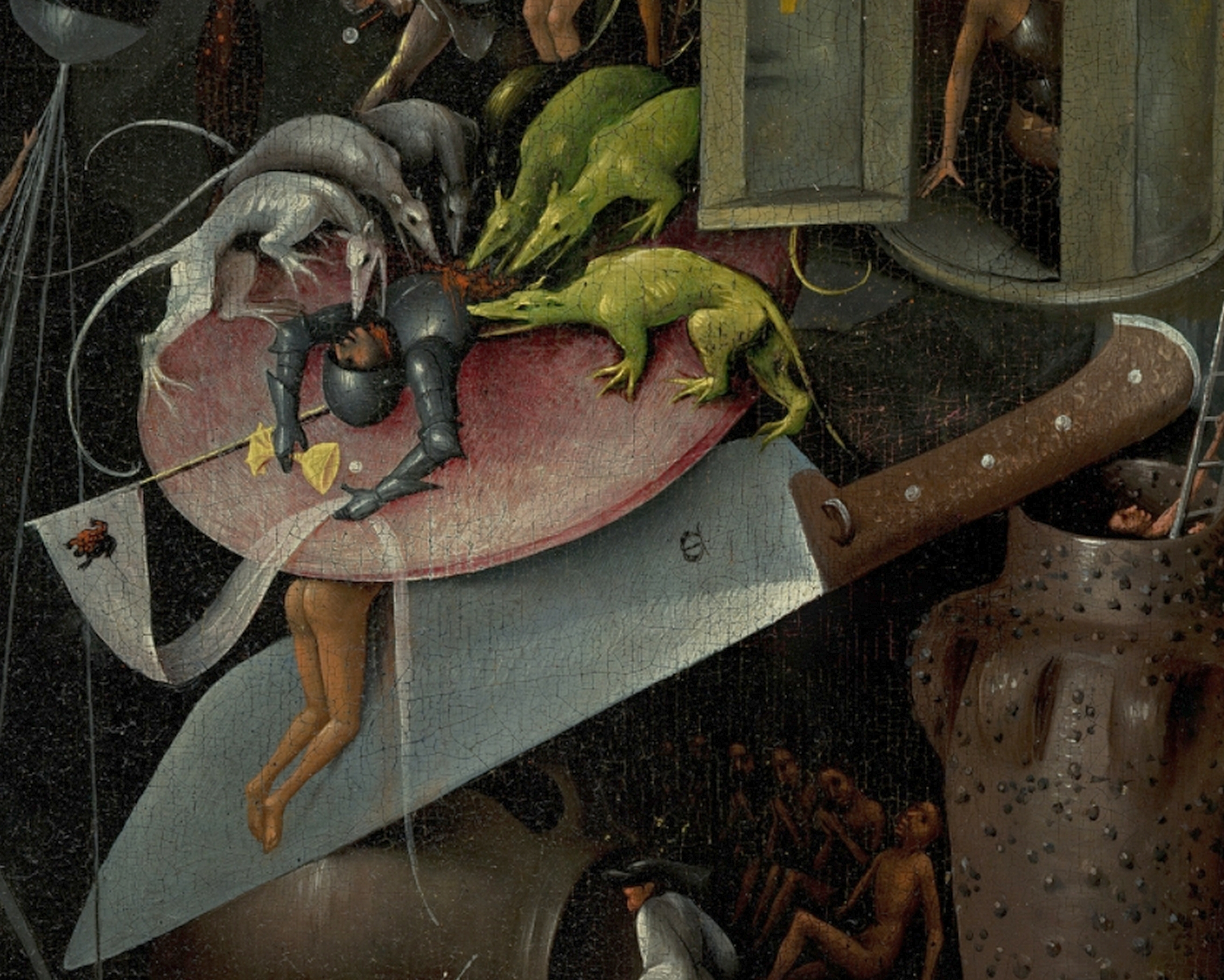
Họa phẩm ở phương Tây về bầy chuột cách điệu gớm ghiếc

Chuột là loài vật luôn hiện hữu trong cuộc sống con người, cả đời sống vật chất lẫn đời sống văn hóa tinh thần từ Đông sang Tây, từ cổ chí kim, trở thành biểu tượng liên/xuyên văn hóa mang sức mạnh biểu trưng cho ý niệm đa chiều về tâm linh, nhân tính, biểu tượng văn hóa nước đôi, gắn liền với những quan niệm, ví von đa chiều, hàm chứa nhiều ẩn ý sâu xa. Trên cơ bản chuột vẫn là hình tượng xấu vì loài vật độc hại này gây ra cái chết cho hàng vạn người bằng các đợt dịch bệnh như dịch hạch, về tổng thể thì con chuột là kẻ lục lọi không biết chán luôn bị coi như một kẻ trộm hoặc gắn với khái niệm ăn cắp, gian lận của cải, một kẻ ranh ma.
Chuột được sách tử vi đặt lên đầu tiên của 12 con giáp. Trong 12 con giáp thì chuột lại chiếm vị trí đầu tiên, được xếp đứng đầu, chễm chệ đứng trên cả những con vật uy nghiêm khác, cụ thể là trước cả hổ lẫn rồng trước cả hổ, rồng cho thấy con người vẫn dành cho chuột chỗ đứng trang trọng. Hình ảnh loài chuột trong văn hoá dân gian bên cạnh những mặt xấu, cũng có những mặt tích cực như là loài vật thông minh, nhanh trí, đại diện cho sự sung túc và thịnh vượng, là biểu tượng của sự nhanh nhẹn, nhạy bén nên hình tượng chuột còn biểu trưng cho khả năng cải thiện cuộc sống tích cực
Ở Việt Nam, trong 12 con giáp của người Việt thì con Chuột đứng ở vị trí đầu tiên, đại diện cho những người tuổi Tý, điều thú vị một con vật có hình dáng nhỏ bé, lại chuyên sống ở những nơi hang hóc, bụi bặm đứng đầu trong tất cả các con vật, đứng trên cả chúa tể muôn loài uy mãnh là Hổ hay loài vật linh thiêng là Rồng, người Việt tuy ghét chuột nhưng vẫn dành cho chúng một vị trí nhất định trong văn hóa tinh thần của mình, năm Tý còn là năm đầu của một kỉ là chu kì sáu mươi năm.
Trong văn hóa Hán, chuột là con vật được người Trung Hoa coi trọng (gọi là Lão thử) được xem là biểu tượng đứng đầu 12 con giáp của Trung Hoa, tương tự, người Nhật Bản, người Triều Tiên cũng chọn chuột đứng đầu 12 con giáp, các dân tộc Di, Tạng, Thái Vân Nam, Choang, Nasi, Uigur (Duy Ngô Nhĩ) ở Trung Quốc cũng chọn chuột đứng đầu trong dãy 12 con giáp, dù sau chuột, các con vật khác được chọn thay đổi theo quan niệm của từng tộc người, người Ấn Độ không quá đề cao loài chuột nhưng nó vẫn hiện diện trong 12 con giáp bên cạnh sư tử, dê, khỉ, chim cánh vàng (Garuda).
Căn cứ vào quy luật hoạt động của các con giáp thì giờ Tý từ 11 giờ đêm đến 1 giờ sáng là lúc loài chuột hoạt động nhộn nhịp nhất nên giờ Tý gắn với Chuột. Loài chuột cùng với bản tính tinh ranh, nhanh nhẹn và kích thước nhỏ bé mà rất dễ dàng kiếm ăn, lẩn trốn, sinh sôi nảy nở nhanh vì thế chuột luôn tồn tại và liên tục phát triển theo cấp số nhân nên loài chuột mang ý nghĩa cầu mong gia đình sung túc, con đàn cháu đống, gắn liền với sự sinh sôi nảy nở khi mùa màng bội thu. Vì văn hóa phồn thực của Việt Nam coi trọng khả năng sinh sôi, mà chuột là loài có khả năng sinh sản nhanh nên chuột được chọn đứng đầu 12 con giáp để thể hiện mong ước mùa màng bội thu, con đàn cháu đống, từ đặc tính sinh sôi nảy nở của chuột phù hợp với ước vọng mùa màng bội thu của cư dân vùng trồng trọt.
Theo quan niệm truyền thuyết dân gian thì tương truyền trong một cuộc thi thời hồng hoang do Ngọc Hoàng thượng đế chọn được 12 con giáp thì với bản tính tinh ranh, xảo quyệt nhanh nhẹn sẵn có của mình nên con chuột đã dùng mưu mẹo để thắng các đối thủ để giành lấy vị trí thứ nhất nên khi sắp xếp thứ tự 12 con giáp, Chuột thông minh nhất nên được xếp đứng đầu. Câu chuyện này lý giải chuột có vị trí đầu tiên trong 12 con giáp không chỉ chứng tỏ chuột là động vật nhanh nhạy, hoạt bát, mà còn có chút ma mãnh, chuột là con vật tuy nhỏ nhưng vô cùng lanh lợi, chuột đại diện cho cho những điều mau mắn, nhanh gọn lại vừa có chút ranh ma, mưu mẹo khó thể nắm bắt. Chuột là con vật đặc biệt trong 12 con giáp, đại diện cho phú quý, tiền tài, người cầm tinh con chuột dường như cũng có phần lanh lợi nó còn là biểu tượng của sự nhanh nhẹn, nhạy bén nên hình tượng chuột còn biểu trưng cho khả năng cải thiện cuộc sống tích cực.

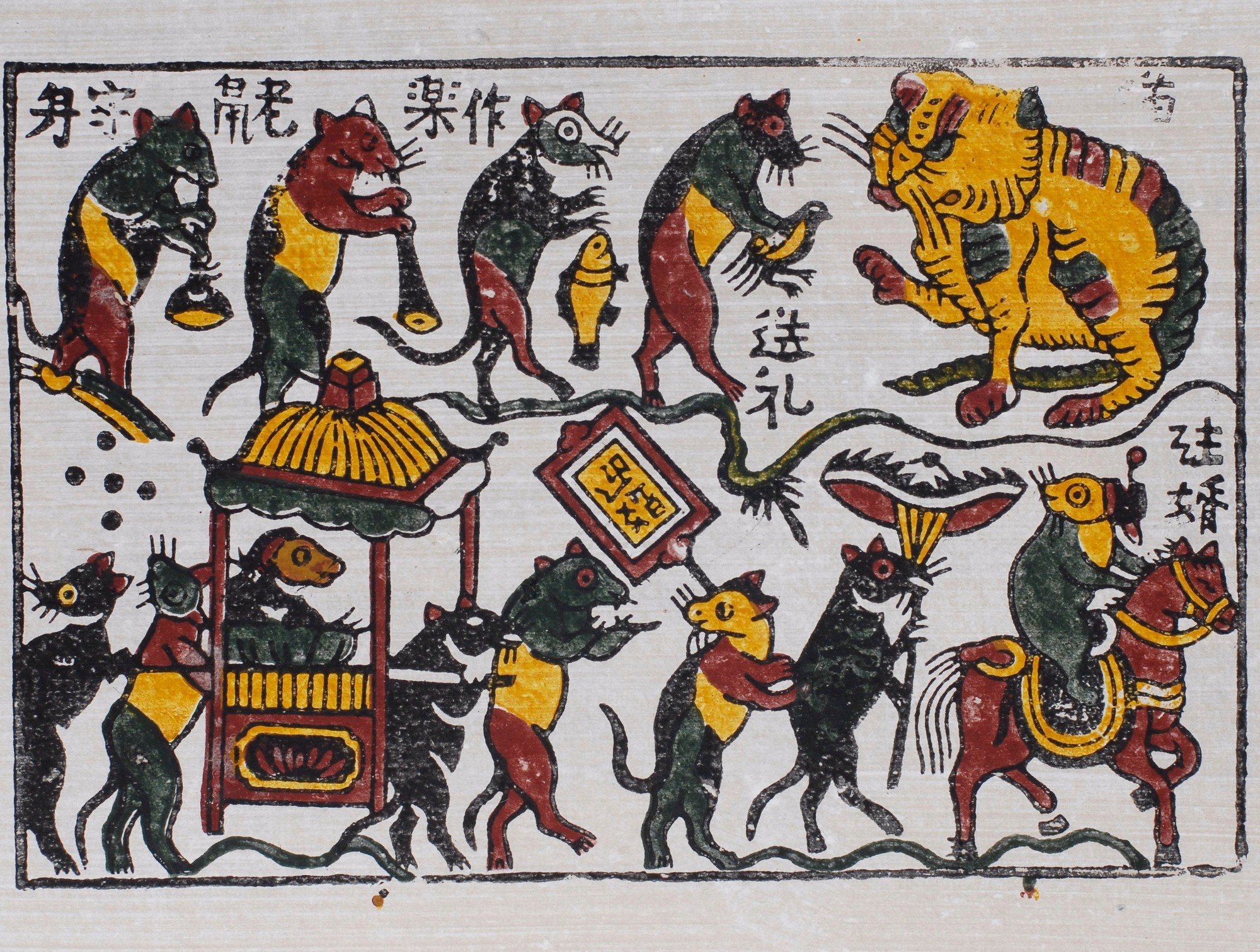
Tranh Đông Hồ về Đám cưới chuột

Nếu xác định trên cơ sở Âm–Dương với chân, vuốt của động vật để phân biệt thì Tý thuộc Dương nhưng lại có một Âm do giờ Tý là từ 11 giờ đêm hôm trước (Âm) đến 1 giờ sáng hôm sau (Dương), chân trước của Chuột có 4 ngón (Chẵn), chân sau có 5 ngón (Lẻ), theo đó, con chuột mang đủ cả Âm và Dương nên nó được áp vào giờ Tý và đứng đầu 12 con giáp. Theo lý giải của các chuyên gia trong lĩnh vực phong thủy tâm linh thì linh vật chuột mang hành Thủy, mà vũ trụ hình thành đầu tiên sinh ra nước, có nước mới sinh ra sự sống của muôn loài muôn vật vì thế chuột đứng đầu tiên trong hàng ngũ các con vật là thể hiện mong muốn một sự bắt đầu và phát triển trường tồn.
Việc sắp xếp thứ tự các con Giáp minh chứng nguồn gốc nông nghiệp của chúng, vì sản phẩm mùa màng đối với cư dân Đông Nam Á quyết định đến sự sống chết của cả một làng, một bộ tộc mà sự phá hoại mùa màng nhất là loài chuột, vì lẽ đó mà chuột còn khủng khiếp hơn cả Cọp là loài hung dữ với người và vật nuôi nhưng với mùa màng nông nghiệp thì sức tàn phá dữ dội hơn vẫn là Chuột, nên chuột nghiễm nhiên đứng đầu bảng trong 12 con giáp, biểu tượng của 12 giờ trong ngày và 12 tháng trong năm.
Chuột hiện hữu như một phần của cuộc sống mà sự tồn sinh của cư dân dựa nhiều vào trồng trọt, vì vậy, người Trung Hoa luôn ám ảnh về sức phá hoại khủng khiếp của loài chuột, trong tín ngưỡng của người Trung Hoa có tục thờ chuột, nhiều vùng còn dựng miếu, tổ chức cúng bái, dâng lễ để cầu mong mùa màng bội thu, đời sống bình yên, người Việt cổ cũng rất sợ Chuột, khi bị chuột tàn phá mùa màng họ sắm lễ ra đồng cúng bái để cầu ông Tý đừng tàn phá nữa, sự tôn kính này được thể hiện qua những câu chuyện Chuột thành Tinh trong dân gian, như truyện Tinh chuột trong Thánh Tông di thảo hay truyện Trinh thử, người Việt xưa bảo giống chuột này “linh” và chúng trả thù ngay sau khi thoát bẫy.
Trong văn hóa phương Tây, chuột thường gắn với những ý niệm tiêu cực, xấu xa như kẻ phá hoại, kẻ chiếm chỗ, kẻ ăn cắp, kẻ gieo rắc tai họa và bệnh tật. Chuột luôn xuất hiện trong hành trình lịch sử nhân loại, trở thành chứng nhân và tác nhân ám ảnh con người. Tiểu thuyết tựa đề Dịch hạch (1947) của Albert Camus đã tái hiện về thảm họa do loài chuột gây ra, cướp đi sinh mạng của biết bao nhiêu con người. Trong tác phẩm Người với loài chuột của Freud thì con chuột là một con vật lén lút, nhơ bẩn và chuyên đào bới lòng đất mang hàm nghĩa dương vật và hậu môn, nối liền nó với khái niệm của cải, tiền tài, khiến nó thường bị xem như hình ảnh của một kẻ hà tiện, tham lam, hoạt động lén lút vào ban đêm. Nhiều truyền thuyết châu Âu cũng gần với quan niệm này về con chuột.
Ở nhiều nơi, chuột chũi tượng trưng cho sức mạnh của đất, là biểu tượng của sự khai tâm về những điều huyền bí của đất và của sự chết, biểu tượng chuyển sang bình diện tinh thần, của vị thầy cúng hướng dẫn linh hồn trải qua bóng tối và các đường vòng của mê cung trong lòng đất, chữa lành cho linh hồn khỏi các đam mê, các biến loạn của nó. Người Tây Phi dùng chuột nhắt vào việc bói toán, ở người Bambara, chúng gắn với nghi lễ cắt xẻo, người ta cho chuột ăn cái phần âm vật bị cắt xẻo của các thiếu nữ và cho rằng rằng đứa trẻ đầu tiên của người thiếu nữ sinh ra sẽ có giới tính giống như giới tính của con chuột nhắt đã ăn cái phần âm vật đó, họ tin rằng, chuột nhắt chuyển tải một phần linh hồn của người bị cắt xẻo (phần nam giới ở bộ phận sinh sản nữ), người Bambara cho rằng con chuột nhắt hoá thành con cóc trong mùa mưa, giống như chuột nói chung hay chuột chũi, chuột nhắt cũng là con vật Âm ty, tượng trưng cho thời kỳ trong lòng đất của sự liên lạc với cái thiêng.

### Con dơi

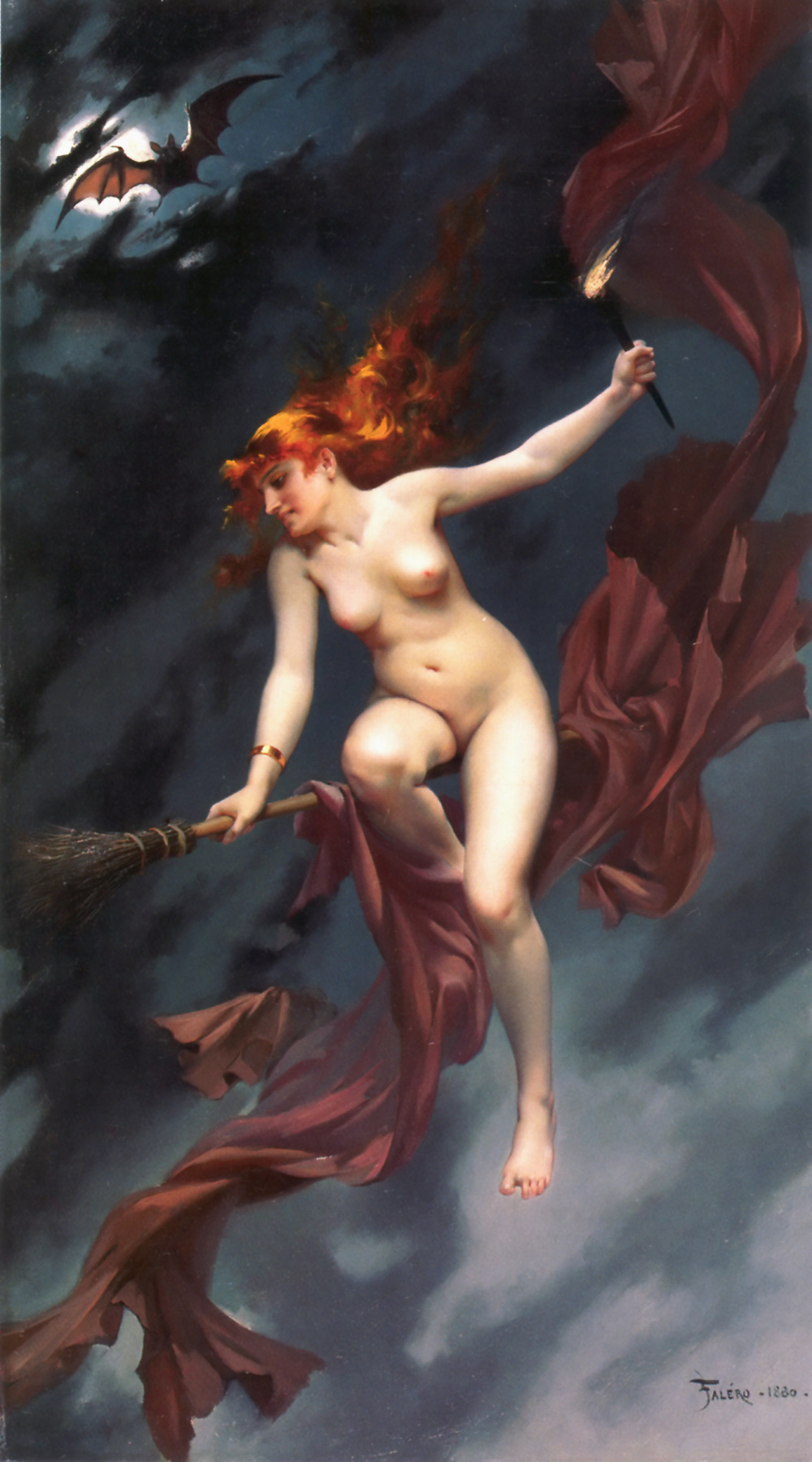
Họa phẩm về một phù thủy cưỡi trên cây chổi xể, xa xa là con dơi che mặt trăng, hình ảnh dơi gắn liền với mụ phù thủy

Theo quan niệm của người Trung Quốc thì dơi là động vật thông minh và nhạy bén, có thể cảm nhận đâu là nơi có khí lành, họ coi loài vật này là biểu tượng cho sự may mắn và cuộc sống hạnh phúc lâu bền. Khi dơi làm tổ trong nhà là một trong những dấu hiệu mạnh mẽ nhất rằng gia đình sẽ gặp những may mắn trong tiền bạc, tài chính. Đối với người Trung Quốc, dơi như là biểu tượng của sự giàu có dồi dào. Thường thấy các mô hình tròn năm con dơi (Ngũ Phúc) là một tính năng thiết kế rất phổ biến được tìm thấy trên đồ nội thất, tranh vẽ, gốm sứ.
Người Trung Quốc tin rằng con dơi chỉ làm tổ ở những nơi tốt lành nhất và họ cho rằng cảm nhận của dơi rất nhạy bén, nó có thể ngửi ra khỏi nơi có khí tốt lành nên nếu các con dơi bay đến và làm tổ dưới mái hiên nhà thì điều này báo hiệu niềm vui, sự may mắn sắp tới Khi thấy một con dơi liên tục bay lượn vòng quanh lúc hoàng hôn thì là dự báo cho biết thời tiết sẽ tốt đẹp trong ngày tới. Ngược lại nếu thấy dơi tự nhiên bay đâm vào nhà cao tầng thì là điềm báo thời tiết xấu, sắp có mưa. Khi dơi bay đâm vào cửa hay lao vào trong nhà thì bị coi là điềm xấu cho gia đình, nếu có dơi bay đến gần thì cần phải cẩn thận dễ có kẻ phản bội, phụ tình.
Bức là con dơi tượng trưng cho sự tốt lành may mắn vì chữ "bức" gần giống với chữ "phúc" nên con dơi cũng được gọi là phúc nên hình dơi thành một đồ án thông dụng nhất là hình dơi xòe cánh là mẫu trang trí lý tưởng cho cửa võng, khải hoàn môn, hương án và thường ít thể hiện một con dơi đơn độc mà thường bố cục năm con dơi gọi là Ngũ phúc: phúc, thọ, khang ninh, háo đức, khảo chung mạng (nghĩa là giàu có, sống lâu, yên lành, có sức khỏe, có đức hạnh, chết già), hình ngũ phúc dễ bố cục trang trí khi đơn giản người ta thể hiện chủ đề phúc thọ (hình con dơi ngậm chữ thọ) thay chữ thọ bằng chữ khánh thì gọi là phúc khánh.
Ỏ phương Tây, người ta vẫn liên tưởng loài dơi với hình tượng ma cà rồng, phù thủy và Halloween, cánh dơi là biểu tượng của ác quỷ, trong phim ảnh hay truyện viễn tưởng thường mô tả dơi như là loài vật hút máu nhưng chỉ có 3 loài dơi hút máu, khoảng 70% loài dơi ăn côn trùng nên nó là một động vật có ích đối với nông nghiệp, loại bỏ các loại dịch hại từ côn trùng cho cây trồng. Do nguồn thức ăn nên dơi quỷ được đặt tên theo một nhân vật ghê rợn, không bao giờ chết trong truyện dân gian châu Âu. Mặc dù là biểu tượng ma cà rồng hút máu, dơi ma cà rồng không thực sự hút máu mà chúng sử dụng răng sắc như dao của mình để làm con mồi chảy máu, sau đó dùng lưỡi liếm dòng máu chảy ra như một con mèo đang liếm sữa. Có những quan niệm rằng dơi quỷ không nhìn thấy gì, nhưng bay lượn lanh lẹ và rất khát máu, là đồng bọn của ma cà rồng, là loài ác quỷ rất đáng sợ, không ai muốn nghe nói gì về chúng. Tuy được đồn đại và gắn kèm với sự kinh sợ ghê gớm, dơi quỷ không phải lúc nào cũng kiếm được mồi.

### Con voi

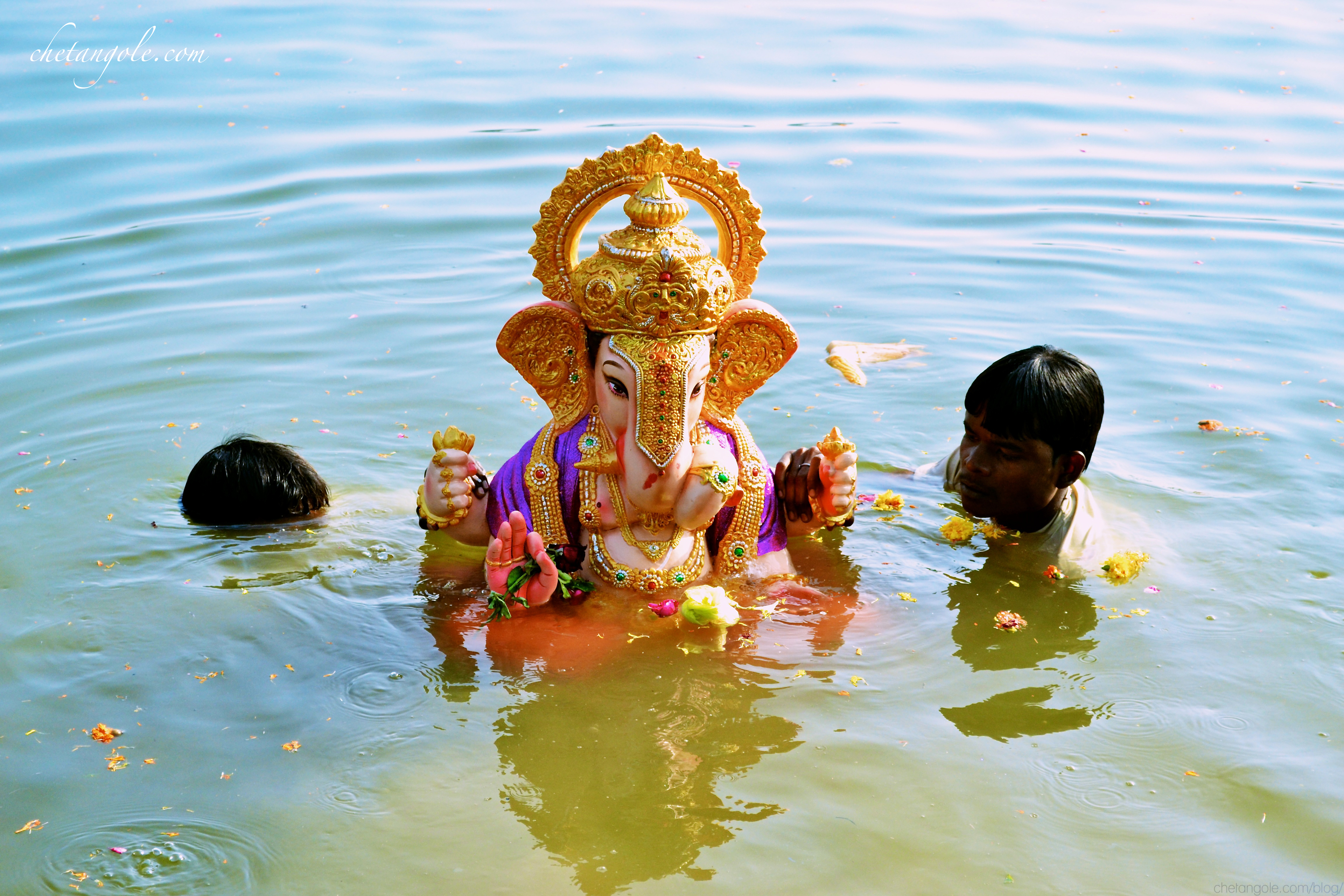
Thờ cúng tượng voi Ganesh

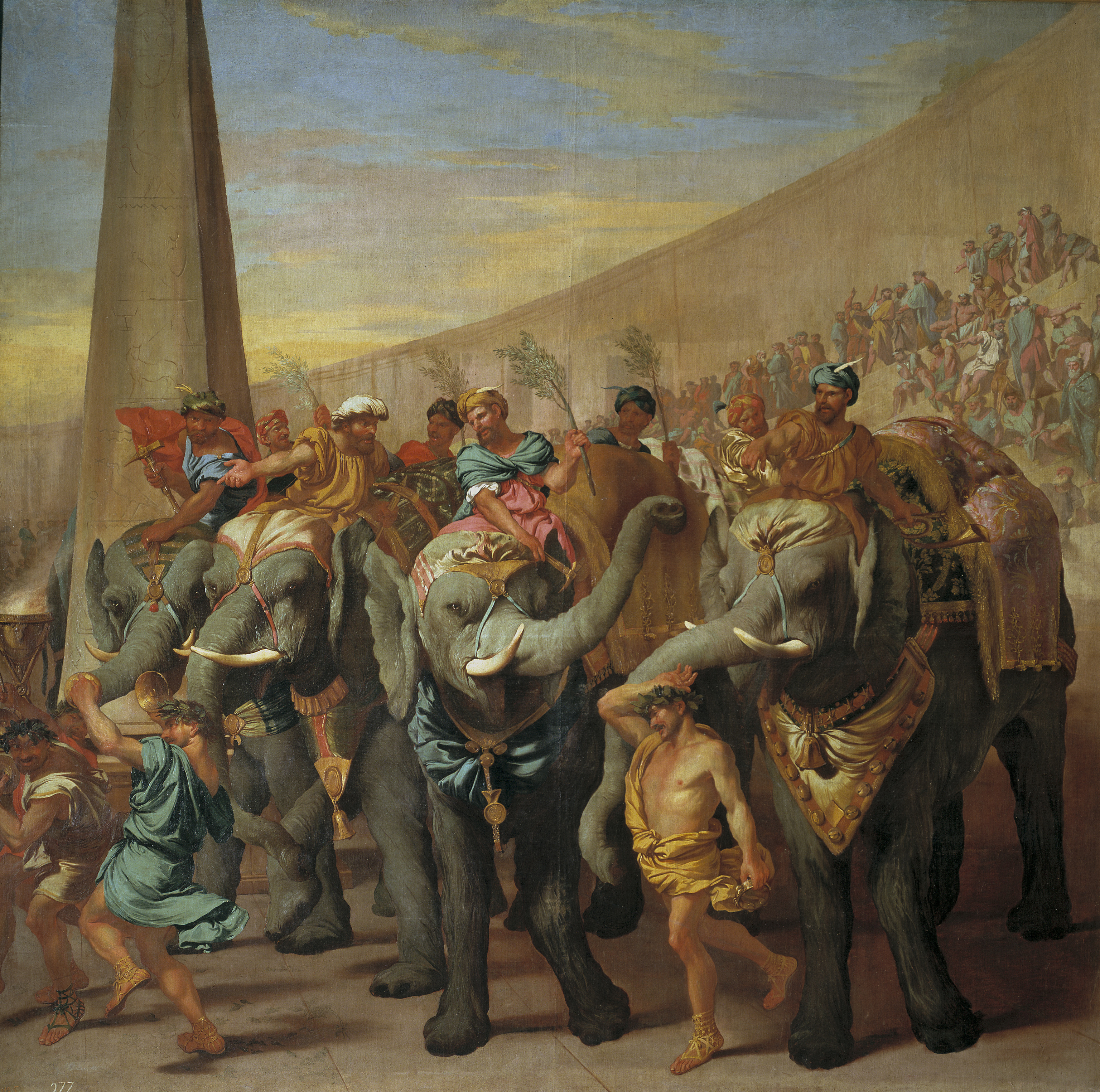
Tranh sơn dầu về voi của Andrea di Leone

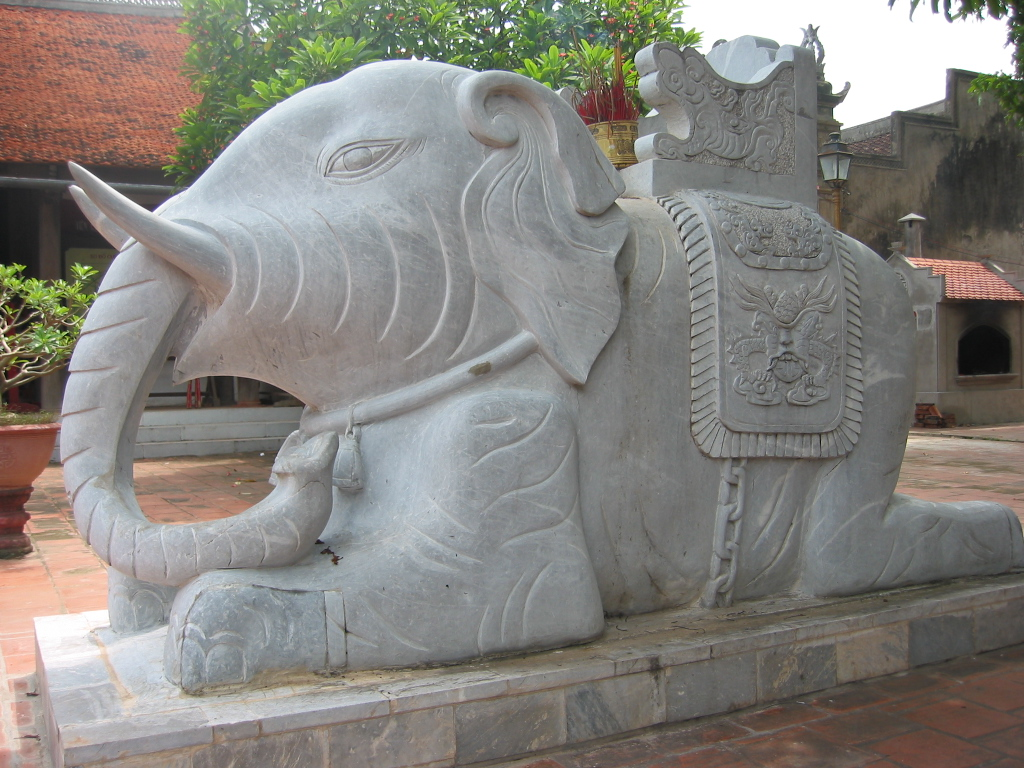
Tượng voi phục ở Việt Nam

Voi là con vật to lớn mạnh mẽ, là biểu tượng của sự giàu có và may mắn. Voi là biểu tượng may mắn tại Trung Quốc và đặc biệt là Ấn Độ, nơi có vị thần Hindu đầu voi tên Ganesha, trong đạo Hindu, thần Ganesh là người loại bỏ chướng ngại vật khi con người bắt đầu nỗ lực làm điều gì đó. Voi biểu trưng cho điềm lành, cho chân lý, trí tuệ, sự kiên định và trong sạch. Trong văn hóa châu Á, voi được xem như một biểu tượng của sức mạnh, sự khôn ngoan, chúc may mắn và ý cẩn thận.  Các vị trí của một con ếch trên một con voi, hoặc một con khỉ trên một con voi thường nghĩ đến sự thúc đẩy ổn định sự nghiệp.
Voi là biểu tượng của vật linh trong Ấn Độ giáo, nó là vật cưỡi của thần Inđra (Thần Sấm sét–Thần Chiến tranh hay Thần Hộ mệnh, gọi chung là Dikapala). Song hành với việc tôn thờ voi theo giáo lý tôn giáo, người Chăm Bà La Môn còn coi con voi là bạn hoặc ân nhân của con người, người Chăm Bà La Môn thường khắc tạc voi với nhiều loại hình như tượng, phù điêu, đất nung trang trí. Gajasimha trong nghệ thuật tạo hình là đầu voi mình sư tử, là loài thú lưỡng hợp có sức mạnh vô song, kết hợp sức mạnh của sư tử và voi của thần sấm sét Inđra.
Ganesa là một vị thần Ấn Độ giáo được tôn sùng, có nhiều giai thoại về gốc tích của vị thần toàn năng này. Ganesa là vị thần tùy hành của thần Siva, do thần Siva sáng tạo ra từ ngọn lửa thần trên trán của mình biến thành. Ganesa do vợ của Siva là Parvatti sáng tạo ra, thần Visnu chắp cho một cái đầu voi, cho nên thần được thể hiện mình người đầu voi. Thần có nhiều tài năng, dập tắt mọi trở ngại khó khăn, có quyền ban mọi điều tốt lành, thần bảo vệ bếp lửa, thần là hiện thân của thông minh và trí tuệ của thần Siva, Ganesa là vị phúc thần ban nhiều điều tốt lành, vị thần này được người dân nhiều nơi ở các nước châu Á tôn thờ như Java, Tây Tạng, Ấn Độ, Nhật Bản, người Chăm.
Trong phong thủy, voi là con vật linh thiêng, nếu bày tượng voi trong nhà thì vận nhà được bình ổn, người trong nhà làm ăn thuận lợi. Biểu tượng Voi nên được đặt cao trên một lò sưởi, kệ hay trên bàn thờ để được công nhận. Chúng có thể được đặt ở lối vào hội trường, nhưng không đặt trực tiếp đối diện với cửa. Voi trắng là con vật có giá trị nhưng thuật ngữ voi trắng bắt nguồn từ câu chuyện khi các vị vua Thái tặng con vật này cho quan thất sủng, nhận voi trắng xem đây là một món quà mang đến phúc lành nhưng voi trắng tượng trưng cho những điều thiêng liêng, được bảo vệ theo luật pháp và không cần phải lao động, nên người nhận voi rất tốn kém chăm sóc mà không thể bán đi hay sử dụng vào việc gì.
Voi vốn là linh vật Phật giáo, tượng trưng cho chân lý, trí tuệ và sự kiên định. Theo quan điểm Phật giáo, một con voi xám tượng trưng cho tâm trí chưa được mài giũa, còn bị kích động và có khả năng phá hoại, sau khi tu tập, tâm trí trở nên mạnh mẽ, có kiểm soát và tượng trưng cho thành tựu đó sẽ là một con voi trắng. Đức Phật cũng từng được đầu thai dưới dạng Voi trắng trong giấc mơ của Hoàng hậu Maya. Voi còn là vật cưỡi (Vahana) của Phổ Hiền Bồ Tát và những trang trí về Phổ hiền cưỡi voi là phổ biến. Voi cũng hiện diện trong nghệ thuật Phật giáo Việt Nam, voi còn là linh vật có sức mạnh trấn giữ khi đặt hai bên đường Thần đạo trước lăng mộ hoặc phủ phục (voi phục) trước cổng đền, miếu.
Đối với các dân tộc bản địa vùng Tây Nguyên, voi là loài vật được yêu quý như một thành viên trong gia đình và buôn làng nhưng vẫn mang biểu tượng tôn kính, thiêng liêng. Loài voi là hiện thân của sức mạnh và sự giàu có của các vị tù trưởng xưa và là người chiến binh trong đấu tranh với đối thủ. Người Tây Nguyên coi voi là động vật đứng đầu trong các loài thú rừng, tượng trưng cho quyền uy, sức mạnh vật chất và tinh thần mỗi buôn làng. Voi là một biểu tượng văn hóa đặc sắc của Tây Nguyên và Đắk Lắk, được coi như vùng đất voi ở Việt Nam. Trong lịch sử, người M’Nông ở Đắk Lắk có nghề săn bắt voi và thuần dưỡng voi rừng từ lâu đời, trở thành một nghề gắn liền với đời sống vật chất và tinh thần của người dân tộc nơi đây. Voi có vị trí vô cùng quan trọng trong kinh tế, văn hóa được phản ánh sinh động trong kho tàng văn hóa dân gian truyền thống của đồng bào như lễ hội, phong tục tập quán, luật tục, văn học dân gian, nghệ thuật tạo hình.
Trong  các văn liệu sử và khảo cổ học có gợi ý về mối liên hệ giữa hình ảnh con voi với danh xưng Tượng Quận, mối quan hệ Tượng Quận với hình ảnh con voi trong nghệ thuật Đông Sơn, những hiện vật Đông Sơn có trang trí hình tượng voi như một gợi ý chỉ dẫn về Tượng Quận. Ngay từ những thập niên đầu của thế kỷ trước, khi bàn về danh xưng Tượng Quận và cương vực của quận này, L.Auroseau đã gọi đó là quận của những con voi. Các học giả Đài Loan có ghi nhận Tượng Quận là do sản sinh voi mà có tên, đất này đặt tên là Tượng Quận (Quận Voi) càng chứng thực rằng, tên gọi đó bắt nguồn từ đặc sản của loài voi. Voi và danh xưng Tượng Quận có một mối dây liên hệ nhưng voi trong nghệ thuật Đông Sơn có hẳn là biểu tượng cho danh xưng này thì vẫn chưa rõ, khi mà hình tượng voi sớm nhất tìm thấy trong di chỉ Làng Vạc khá trùng khớp với sự kiện Tần Thủy Hoàng xâm chiếm đất phương Nam để lập nên Tượng Quận là những địa danh gán cho miền Bắc Việt.

### Hươu nai

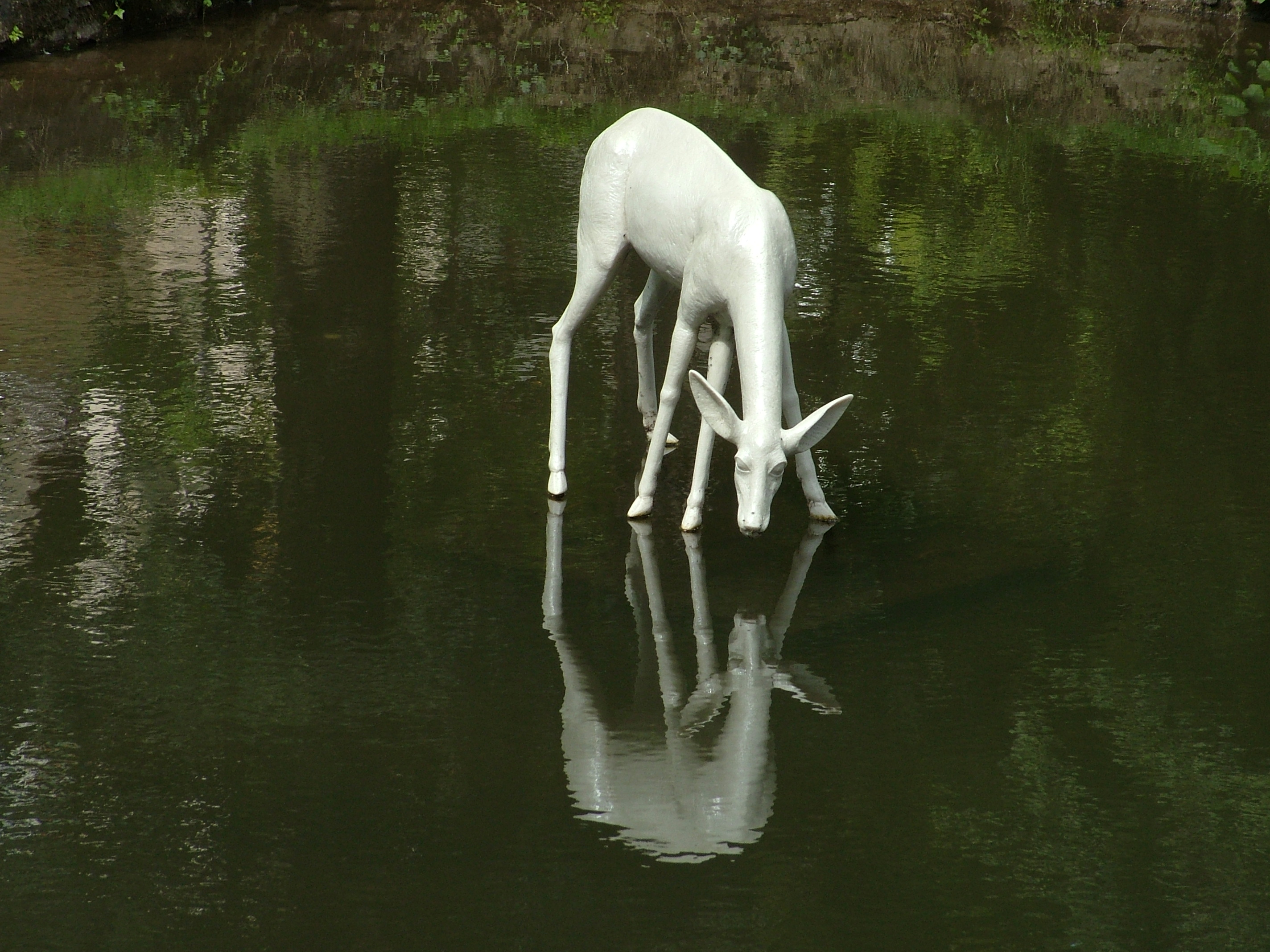
Tượng một con hươu tai la

Hươu trong tiếng Hán là lộc là biểu tượng của sự may mắn và trường thọ trong văn hóa của người Trung Quốc, có nhiều từ đồng âm với từ lộc mang nghĩa cát tường, đây cũng là loài vật biểu tượng của sự sung túc, giàu có. Ngoài ra, nó còn biểu tượng cho sự công bằng, lẽ phải, danh tiếng và sự nghiệp thành công. Là một trong những loài tiên thú, sống trường thọ, dân gian xưa đồn rằng ăn thịt hươu sẽ được trường thọ. Hươu trắng là hươu đã sống 500 năm, hươu đen là hươu đã sống 1.000 năm vì điều này, hươu là biểu tượng được đem tặng chúc phúc, cầu trường thọ, thường xuất hiện cùng Thọ Tinh Công, biểu tượng hươu càng nhiều ý nghĩa phong phú, những câu đối, những dịp cầu chúc lộc, chúc thọ có hươu.
Theo các truyền thuyết phương Tây thì hươu là loài vật được sinh ra từ ánh hào quang của các viên ngọc quý nên nó mang lại nhiều điều tốt. Đối với phương Tây thì loài hươu trắng tượng trưng cho sự may mắn. Từ xưa, hình ảnh hươu nai trang trí đã được các tầng lớp quý tộc phương Tây rất ưa chuộng, đặc biệt là cặp sừng kỳ vĩ luôn là chiến lợi phẩm săn bắn (Chiến tích săn bắn) vì rằng quan niệm hươu nai biểu tượng cho sự sung túc và giàu có mà còn là biểu tượng của sự công bằng, lẽ phải nên cũng gắn liền với các quan chức tòa án. Ở một số nước nó còn là biểu tượng của quốc gia, vùng miền, có khá nhiều người sử dụng tranh ảnh hươu nai trong văn phòng làm việc tượng trưng cho lời chúc làm ăn phát đạt và có hảo ý tốt.

### Sư tử
Bài chi tiết: Hình tượng sư tử trong văn hóa
Là một trong những biểu tượng động vật được công nhận rộng rãi nhất trong văn hóa, sư tử xuất hiện như một biểu tượng cho sức mạnh và sự quý phái trong các nền văn hóa trên khắp Châu Âu, Châu Á và Châu Phi. Sư tử là vị "vua của rừng rậm" và "vua của các loài thú" và trở thành một biểu tượng phổ biến cho Hoàng gia Anh và các hiệp sĩ châu Âu. Ý tưởng về một con sư tử là vua của các loài động vật tồn tại trong văn hóa cho đến ngày nay. Sư tử thường được đề cập trong Kinh thánh. Sư tử Judah là biểu tượng trong Kinh thánh của bộ lạc Judah và Vương quốc Judah. Sư tử là hình tượng đặc biệt phổ biến trong văn hóa phương Tây, trên Thành huy, Gia huy, Quốc huy và đồng tiền của nhiều vương quốc ở châu Âu thời Trung đại. Sư tử là đề tài được sử dụng rộng rãi trong điêu khắc và tạc tượng để tạo ra cảm giác cao quý, hùng dũng, đặc biệt là ở những công trình công cộng. Ở Trung Quốc và Việt Nam là hình tượng sư tử đá Trung Quốc. 

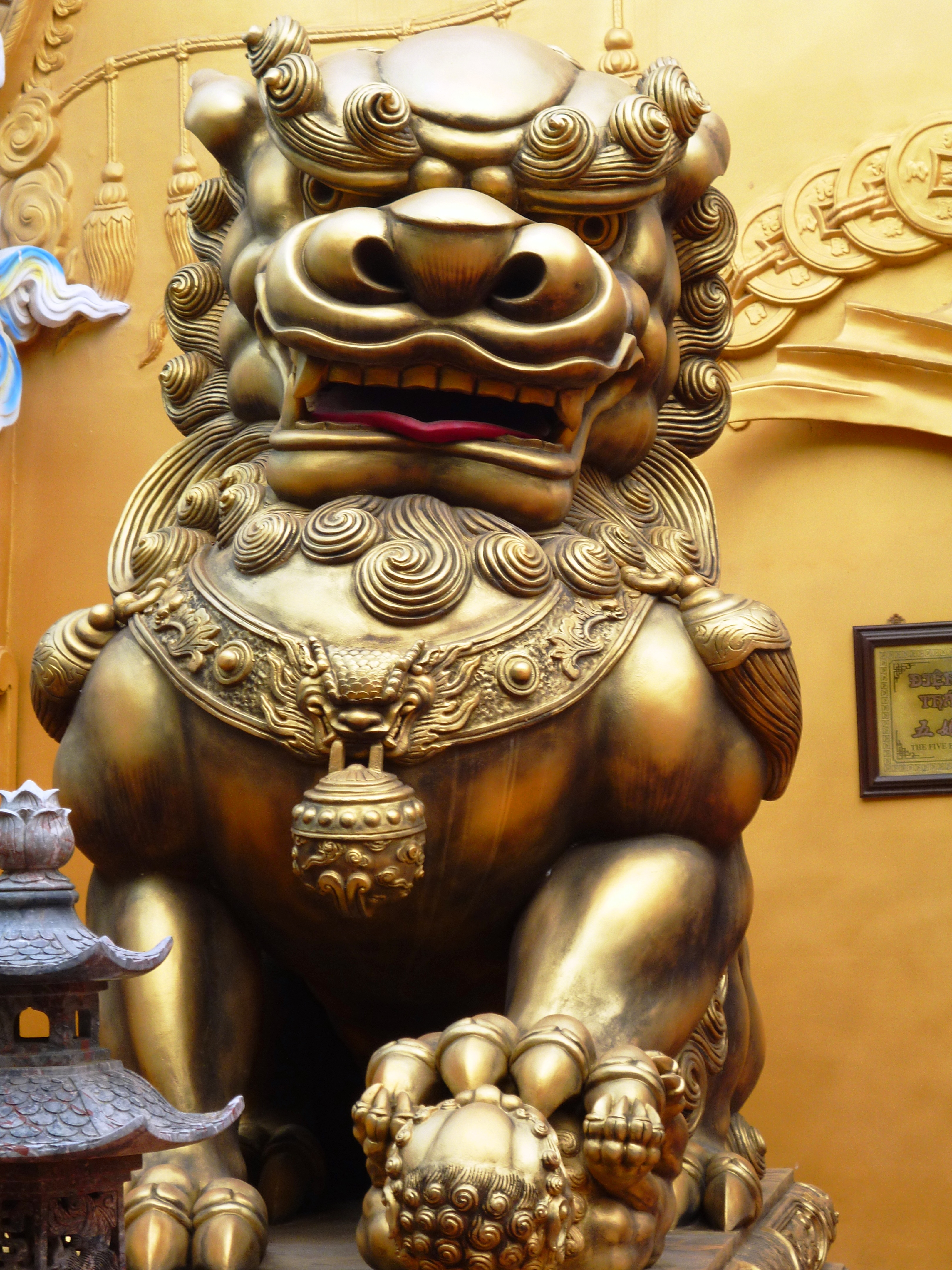
Tượng một con sư tử kiểu Trung Hoa (Kim Lân sư) ở KDL Suối Tiên với thần thái uy nghi đường bệ

Thực tế là sư tử khác xa với con thú mạnh nhất nhưng không làm mất đi sức mạnh và sự vĩ đại vốn có của nó, kẻ săn mồi này liên tục trở thành một đối tượng đáng kính của thần thoại ở tất cả các quốc gia nơi nó được tìm thấy hoặc biết về nó. Sư tử châu Âu được nhắc đến nhiều lần trong văn học cổ điển, vua Ba Tư Xerxes đã bắt gặp khi ông xâm lược Macedonia vào thế kỷ thứ 5 trước Công nguyên. Ngoài ra, trí tưởng tượng của con người thường sử dụng các bộ phận của sư tử để xây dựng sự xuất hiện của nhiều sinh vật thần thoại khác nhau, có thể kể đến là Nhân sư, Điểu sư, Chimera, Manticore hoặc cùng một Quái thú trong truyện cổ tích Beauty and the Beast.
Đặc điểm đặc trưng nhận dạng nào của loài sư tử là đầu có bờm dày (sư tử đực), hàm răng sắc nhọn, bụng thót, chân cao, đuôi dài có túm lông phía cuối, tai nhọn vếch lên. Nhìn một cách khái quát, nghệ thuật tạo hình sư tử của cả Trung Quốc, Nhật Bản, Việt Nam có khuynh hướng ước lệ và biểu tượng hóa, ngày càng xa dời nguyên gốc thực. Sư tử từ một động vật có thực dần trở thành một linh vật đầy quyền uy, phô trương những sức mạnh hoang đường, dễ khiến những người yếu bóng vía hồn siêu phách lạc và hình tượng sư tử dạng này thể hiện bằng sư tử có bờm rậm, trán cao, có nanh, vuốt to, vẻ đe dọa, dữ dằn.
Trong văn hóa Hán, sư tử là con vật biểu tượng sức mạnh, nhưng khi thể hiện, người Hán cách điệu, khó tìm thấy chi tiết nào giống như sư tử thật. Người Hán coi sư tử là môn thú bảo hộ (hộ môn thú), chống lại các thế lực tà ác và mang lại điều tốt lành, thịnh vượng, những con sư tử đá thường đặt ở lăng mộ. Người Hán cũng tuân theo nguyên tắc cặp đôi sư tử đực-cái, biểu thị "âm-dương điều hòa". Sư tử cái biểu trưng cho việc bảo vệ bên trong và sư tử đực bảo vệ kiến trúc (nhà ở, đền, chùa, lăng mộ, cung cấm). Nho giáo còn dùng hình tượng sư tử như là cách chơi chữ, với chữ sư là thầy (sư phụ).
Tạo hình của Sư tử đá Trung Quốc là đầu to, thân vạm vỡ, tỷ lệ ước 1:3, ngực nở, chân mập, móng có vuốt to sắc nhọn, lông đỉnh đầu nổi khối, mắt tròn miệng vuông, mũi cao, răng sắc, tai nhỏ xếch ngược như chiếc lá, ức có lông, hàm có râu, con đực đầu có bờm, lưng có dải băng hoặc lông dài phủ kín, đuôi có nhiều dạng hình chiếc lá, hình như bàn tay hoặc như búi sợi tơ, lông trước cổ xoăn, giữa ức đeo lục lạc, điểm xuyết sợi anh lạc, có đai gấm, đặc điểm cơ bắp của sư tử Trung Hoa được thể hiện rõ trong nghệ thuật điêu khắc đá, bao giờ cũng phô trương bằng cách dướn người ra phía trước, lộ rõ một khối ức vạm vỡ, tiếp theo là ngực, một bộ phận được nhấn mạnh nữa là bắp chân cuồn cuộn của chúng. Nói chung, sư tử Trung Quốc luôn toát lên dáng vẽ dữ tợn, đe dọa nhưng cũng uy nghi đường bệ.
Tượng hình sư tử của Nhật Bản (trực tiếp hoặc thông qua Triều Tiên) phần nhiều giống với kiểu thức ước lệ của Trung Hoa. Ở Nhật Bản, hình ảnh sư tử thường xuất hiện ở những nơi thờ cúng là những cặp tượng sư tử canh giữ ở lối vào hoặc nóc nhà của đền thờ hoặc chùa, chúng được gọi là Komainu và được cho là có tác dụng xua đuổi tà ma và đón tài lộc, may mắn. Cũng như các nước Á Đông, ở Việt Nam, Sư tử còn có tên gọi khác là Nghê. Ở Trung Quốc và Nhật Bản, Sư tử được gọi là Nghê khi tạc làm bệ tượng Phật, là vật cưỡi của Văn Thù Bồ Tát, đội lư hương hoặc ngồi trên nắp đỉnh trầm, dù đều trong hình tướng Sư tử. Tượng sư tử của Văn Thù bồ tát thì hình con sư tử có thể là sư tử kiểu Trung Quốc nhưng cũng có thể là những con sư tử tả thực theo trường pháp Tây phương.
Trong Phật giáo, sư tử là biểu tượng của chư Bồ Tát. Lời thuyết pháp của Đức Thích Ca Mâu Ni, được ví như tiếng Sư tử hống, lan truyền trong chúng sanh. Tiếng rống của sư tử biểu thị uy lực và biểu tượng sức mạnh tinh thần và trí tuệ, không hề mang ý nghĩa sức mạnh cơ bắp. Cũng có những điển tích cho rằng Phật là sư tử của dòng họ Sakya, nên một cặp sư tử được khắc chạm trên tọa cụ của Phật Thích Ca vào khoảng 500 năm sau khi Phật Thích Ca nhập Niết bàn (là thời kỳ không được phép tạc tượng Phật theo hình dạng con người), hình tượng sư tử được dùng trong nhiều công trình của Phật giáo, với ý nghĩa là vật bảo hộ và thể hiện Phật pháp Quốc kỳ Sri Lanka còn được gọi là Cờ Sư tử với hình con Sư tử vàng nắm chặt thanh kiếm chiến đấu biểu trưng cho lòng dũng cảm. Bốn lá bồ đề ở bốn góc tượng trưng cho tín ngưỡng Phật giáo.

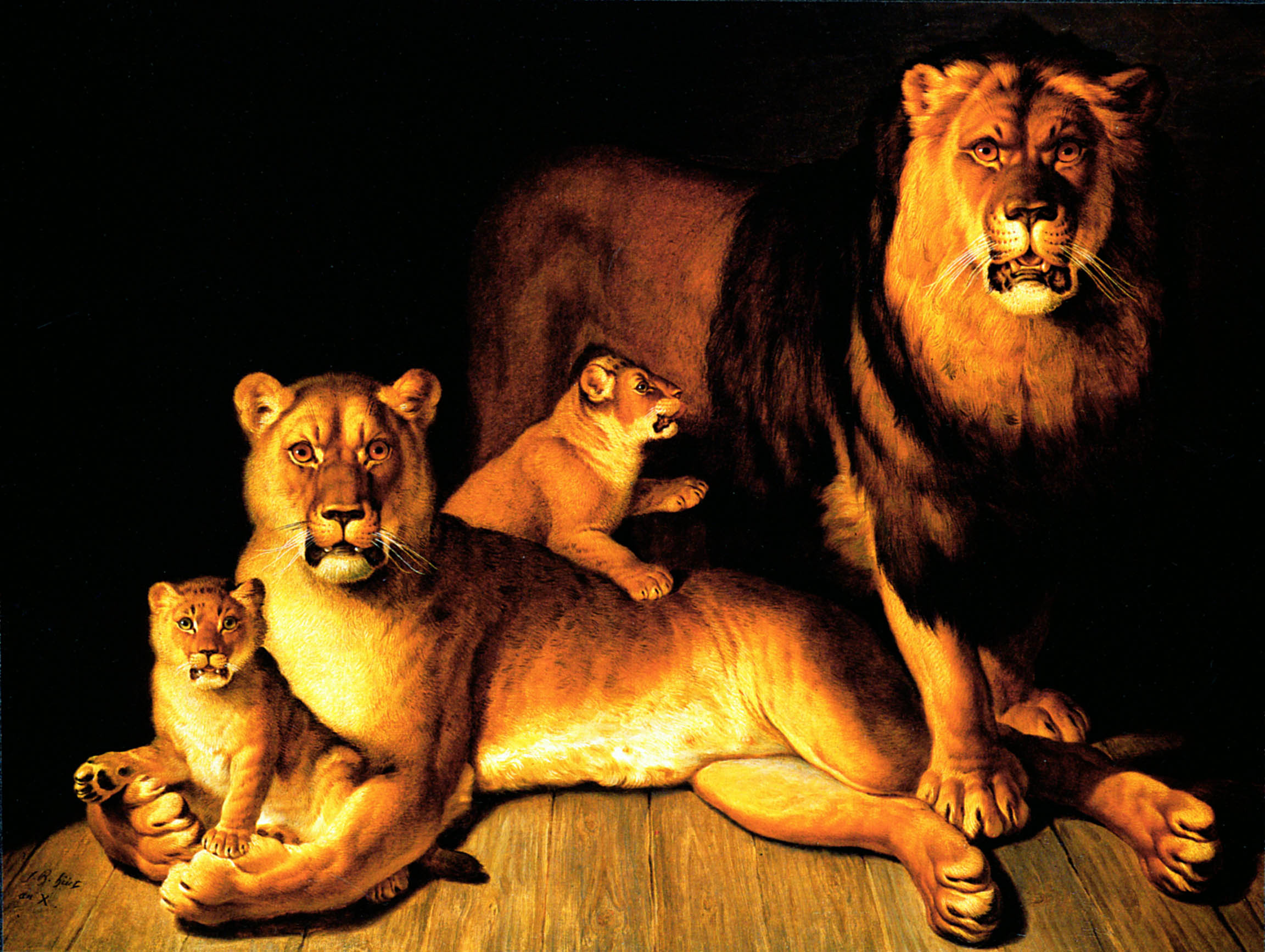
Hội họa phương Tây về gia đình Sư tử

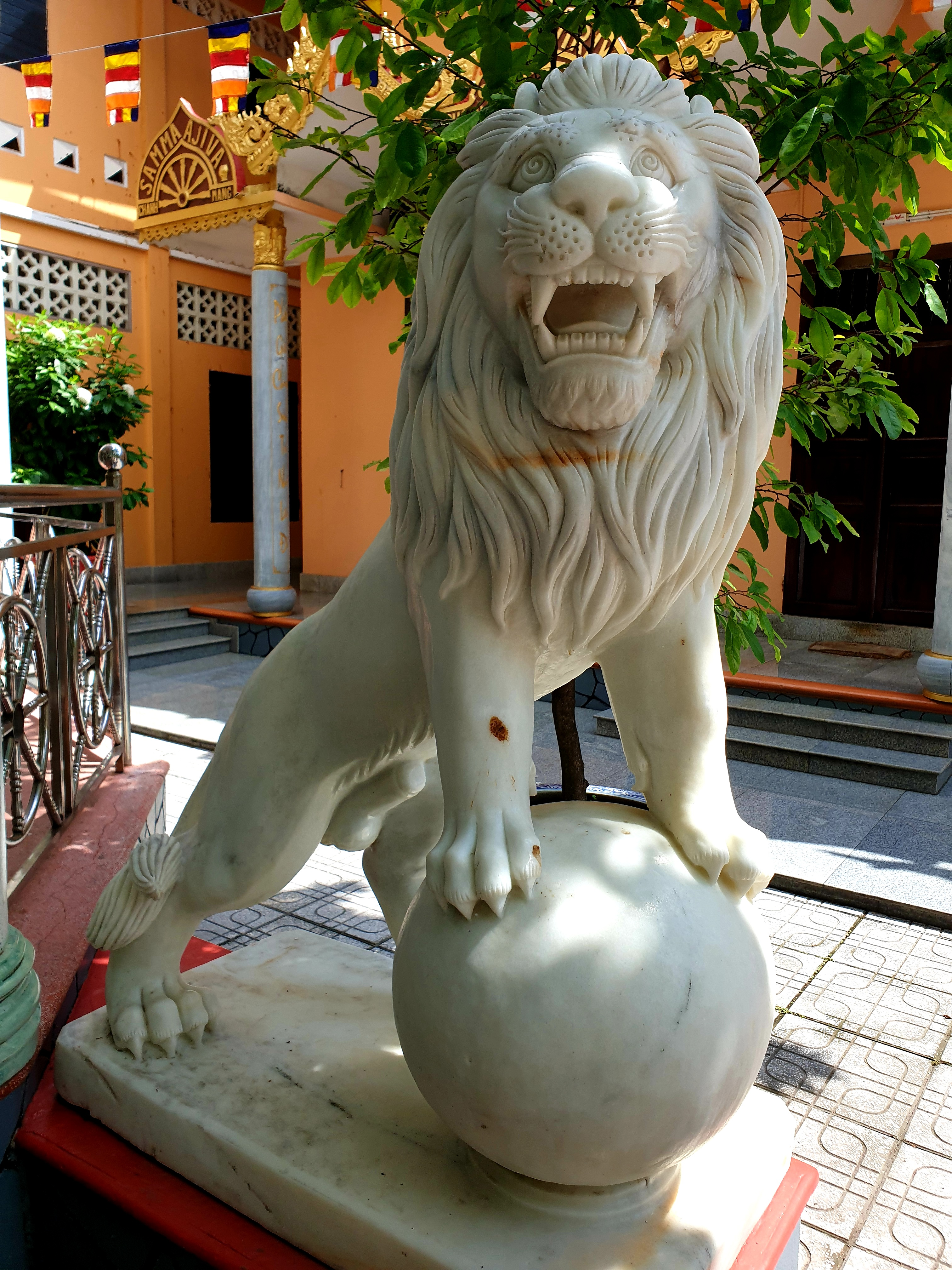
Tượng Sư tử đá tại Chùa Bửu Thắng (motif kiểu phương Tây tả thực, chân giẫm lên quả địa cầu thể hiện tham vọng uy quyền)

Phật giáo ở Tây Tạng còn có biểu tượng Sư tử tuyết trắng nêu biểu cho sự hợp nhất vô nhị của sức mạnh, phẩm cách, tự tính thanh tịnh vô nhiễm và sự nhạy bén chính xác. Thân và tâm của loài sư tử tuyết trắng nêu biểu cho năng lượng vi tế của thiện hạnh và hỷ lạc. Sư tử tuyết trắng quý hiếm như chính sự xuất hiện của Đức Phật nơi cõi Sa bà. Đây là loài linh vật năm mặt bởi vì mỗi bộ bốn chân và mặt đều có sức mạnh ngang nhau. Sư tử tuyết được mô tả tự do đi lại trên những ngọn núi tuyết cao mà không có bất kỳ nỗi sợ hãi nào, biểu trưng cho trí tuệ, vô uý và năng lực siêu phàm của những hành giả thực hành pháp.
Bảo tòa của Đức Phật được Sư tử tuyết trắng bảo hộ, tượng trưng cho tám vị đệ tử Bồ Tát đầu tiên của Đức Phật. Sự hiện diện của Sư tử tuyết trắng khi an vị ở phương đông trên cờ Lungta nêu biểu cho việc viên mãn mọi tâm nguyện người sở hữu mà không gặp bất cứ chướng ngại gì hết. Sư tử tuyết bảo hộ chúng sinh trong khu vực lân cận khỏi những ảnh hưởng của năng lượng tiêu cực từ phương đông. Sư tử được sử dụng làm hình tượng thể hiện Phật pháp ngay từ khi Phật giáo xuất hiện vào thế kỷ thứ VI trước công nguyên ở Ấn Độ thời trước đây và sau đã lan tỏa đến Đông Nam Á.
Ở châu Phi cận Sahara, quan điểm văn hóa của sư tử thay đổi theo vùng. Trong một số nền văn hóa, sư tử tượng trưng cho quyền lực và hoàng tộc, và một số nhà cai trị có biệt danh là "sư tử" như Marijata của Đế quốc Mali được đặt tên là "Sư tử của Mali". Người sáng lập vương quốc Waalo là Njaay được cho là đã được sư tử nuôi nấng và trở về với người của mình một phần sư tử để đoàn kết chúng bằng cách sử dụng kiến thức học được từ những con sư tử. Ở các vùng của Tây Phi, được so sánh với một con sư tử được coi là một lời khen ngợi tuyệt luân. Sư tử được coi là đẳng cấp hàng đầu trong hệ thống phân cấp xã hội của các nền văn hóa này.
Trong tiếng Swahili, sư tử được gọi là simba cũng có nghĩa là "hung dữ", "vị vua" và "mạnh mẽ". Ở các vùng của Tây và Đông Phi, sư tử có liên quan đến sự chữa lành và được coi là mối liên kết giữa người và siêu nhiên. Trong các truyền thống Đông Phi khác, sư tử là biểu tượng của sự lười biếng. Một sự tôn trọng đặc biệt đối với sư tử cũng được bộ lạc Masai thể hiện qua những nghi lễ của bộ tộc này, nhiệm vụ của mỗi người đàn ông Masai thực sự là giết một con sư tử ít nhất một lần trong đời bằng cách đi trên nó bằng một ngọn giáo, dù rằng điều này ngày nay không làm hài lòng các nhà bảo tồn.
Con mèo lớn này đã được người La Mã sử dụng trong các cuộc chiến đấu hoặc để hành hình những người theo đạo Cơ đốc bất hạnh vào thế kỷ I và thế kỷ II sau Công nguyên, người La Mã thường được giải trí khi ném những Cơ đốc nhân đầu tiên bị những kẻ săn mồi này xé nát thành từng mảnh. Trong cuốn kinh Phi-e-rơ 5: 8: có viết: "Hãy tỉnh táo, xem, bởi vì kẻ thù của bạn quỷ dữ bước đi như một con sư tử gầm thét, tìm kiếm một ai đó để nuốt chửng." Mặt khác, chính Chúa Kitô được gọi là sư tử con thuộc bộ lạc Judah, biểu thị bản chất hoàng gia của mình là bá đạo. Kẻ săn mồi này cũng được đề cập trong số bốn con vật của Ngày tận thế, sau này được xác định là có bốn nhà truyền giáo, sư tử đã trở thành một biểu tượng của Thánh Mark.
Ở châu Âu thời Trung cổ, loài động vật ăn thịt này thường được sử dụng trong huy hiệu như một biểu tượng của sự cao quý, vĩ đại, sức mạnh và lòng can đảm. Con thú thường được vẽ trên cánh tay và cờ, và vua Anh Richard I tự hào mang biệt danh Lionheart (Tim Sư tử hay Sư tử tâm). Hình ảnh sư tử là một thành phần chủ yếu trong thiết kế các huy hiệu ở châu Âu. Bức tượng đồng cổ về con sư tử có cánh là biểu tượng của thành phố Venice, một con sư tử tráng lệ nửa thức nửa ngủ canh giữ bức tượng nhà điêu khắc Canova trong nhà thờ Santa Maria Gloriosa dei Frari, danh sách hình tượng sư tử trong nghệ thuật có cảm giác như là vô hạn ở phương Tây.
Sư tử thống lĩnh hệ động vật của Cận Đông cổ đại trong cả tự nhiên lẫn nghệ thuật từ cuối thiên niên kỷ thứ tư trước Công nguyên trở đi, trong nghệ thuật, cách thể hiện về sức mạnh của sư tử là các điêu khắc gia thể hiện sự hùng dũng và trang nghiêm của sư tử, chúng trông đĩnh đạc giống như những con mèo được phóng đại. Trong khoảng thời gian giữa Tân Vương quốc ở Ai Cập và thời kỳ văn minh Hy Lạp, sư tử được thể hiện trong nghệ thuật cổ đại dưới một hình thái khác, dưới triều đại Assyria và Đế chế Achaemenid, ý nghĩa biểu tượng của sư tử đã thay đổi và các nghệ sỹ trong thời kỳ này tìm cách khắc họa sự hung hăng và dữ dội của sư tử, chúng được mô tả đang gầm thét, gầm ghè với hàm răng nhe ra, dó là hình ảnh đáng sợ của sư tử với chiếc bờm và lớp da dày, bộ chân và móng vuốt mạnh mẽ và vẻ ngoài giận dữ như đang gầm thét, là sự thể hiện sư tử hung dữ là một cách thể hiện hoàn toàn khác về sức mạnh sư tử.

### Con hổ

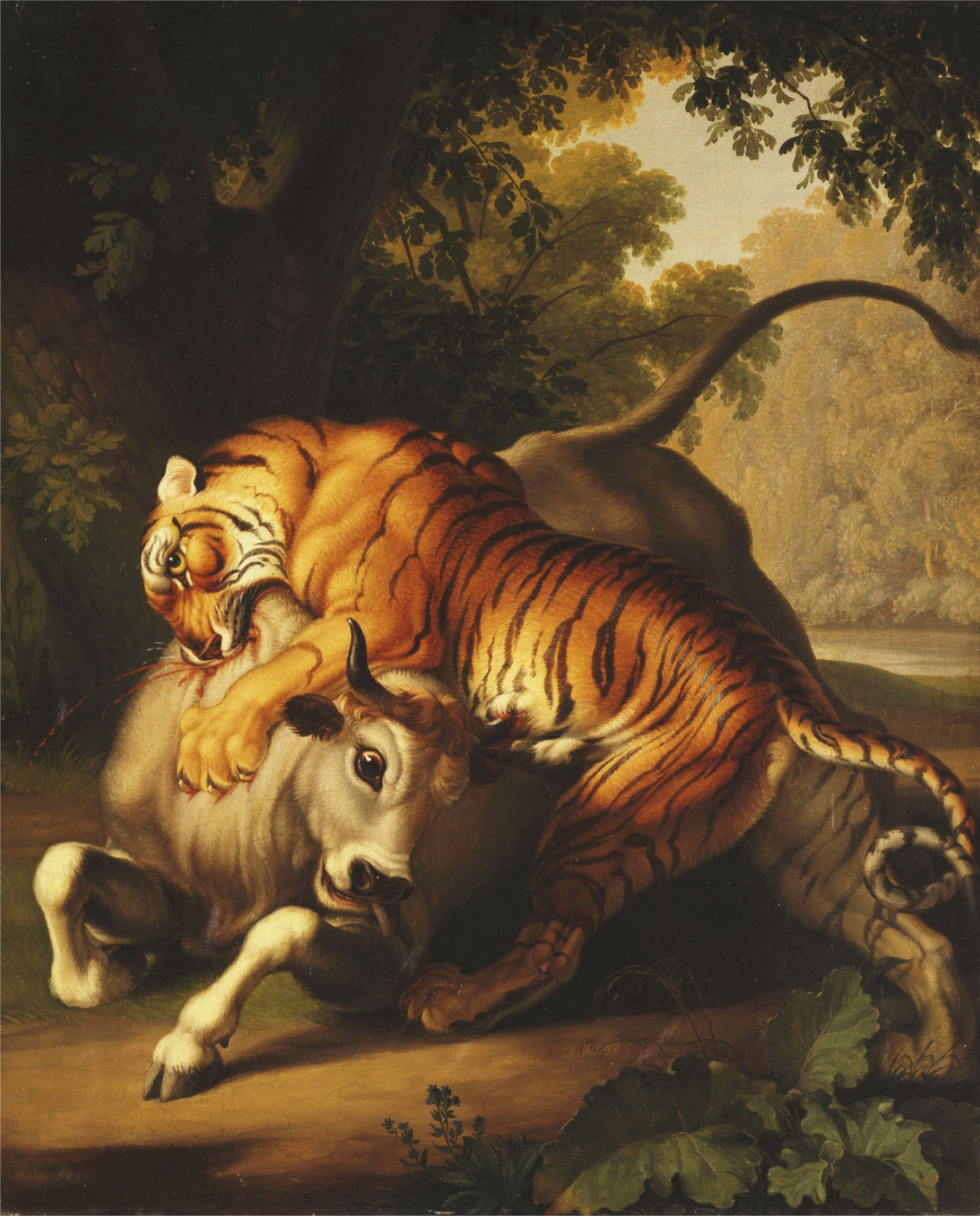
Họa phẩm của Johann Wenzel Peter về một con hổ đang tấn công con bò trắng

Hổ được cư dân ở một số vùng ở châu Á xem là chúa sơn lâm hay chúa tể của muôn thú nơi rừng rậm, là biểu tượng của quyền lực và sự hung dữ uy nguy đáng kính sợ. Hình tượng Bạch Hổ là Thần Thú trong Tứ Linh hoặc Ngũ Đại Thần Thú nếu tính luôn Kỳ Lân. Trong Tứ Linh hay Ngũ Đại Thần Thú thì Bạch Hổ là đại diện cho hành Kim làm chủ phương Tây. Đạo thờ Thần Ngũ Hổ này có lẽ là bắt nguồn từ Ngũ Đại Thần Thú biến tướng ra vì có nguyên lý Ngũ Hành Tương ứng như tục thờ Ngũ Đại Thần Thú của Đạo giáo Trung Hoa. Ngoài ra hổ còn là linh vật xếp vị trí thứ 3 trong 12 con giáp.  Hổ còn là đề tài trung tâm của nhiều truyện cổ tích, ngụ ngôn, huyền thoại, giai thoại; là nguồn cảm hứng cho nhiều nhà văn, nhà thơ, họa sĩ để họ viết, vẽ những tác phẩm nghệ thuật.
Hổ biểu trưng cho quyền uy và sức mạnh giống như Sư tử. Trong môi trường tự nhiên, hổ thuộc nhóm loài động vật hung hãn, dũng mãnh, can trường, hiên ngang. Nhờ những đặc chất ấy mà hổ trở thành biểu tượng của sự hùng cường, có sức mạnh vô song. Hổ có nhiều tên gọi khác nhau, mỗi tên gọi có ý nghĩa nhất định về mặt văn hóa, tâm linh, chữ hổ (唬) bao gồm bộ khẩu đứng trước chữ hổ có nghĩa dọa, hù, làm cho sợ, trong rừng muông thú chỉ cần nghe thấy tiếng gầm của hổ đã hồn bay phách lạc, nháo nhác tìm nơi trú ẩn, những phường thợ săn có niềm tin rằng, chúng dường như là loài có linh khí khiến muông thú cảm nhận.
Trong võ thuật, hình ảnh con hổ thể hiện khả năng chiến đấu, võ công, sự hung hãn, tinh ranh, xảo quyệt liều lĩnh cũng như bản năng tự vệ và chiến đấu cao, oai phong lẫm liệt, uyển chuyển không chịu khuất phục, các loại hình chiến đấu mô phỏng động tác và thần ý của con hổ được nhiều nơi vận dụng như môn võ hổ hình quyền, Silat Harimau, Karate, Thái Cực Đạo. Hổ trong phong thủy là biểu tượng cho quyền lực, công danh, sự thăng tiến trong kinh doanh. Trong các loài thú dữ, hổ là loài thú được con người sợ hãi, thờ cúng, kỵ húy nhiều nhất. Ở Việt Nam, loài Hổ được coi là chúa sơn lâm nên, Hổ đã được linh hóa, biểu trưng cho quyền uy và sức mạnh giống như Sư tử, là loài vật biểu tượng thay thế cho sư tử về mặt tâm linh.
Ở trong bốn loài thánh thú có Bạch Hổ, là thánh thú chưởng quản phương Tây. Bạch Hổ có hình tượng con hổ (虎), có màu trắng (bạch/白) là màu của hành Kim ở phương Tây, tương ứng với mùa thu. Bạch Hổ là Chiến Thần, cũng là thần sát phạt, thánh thú thuộc tính Kim, có thần lực trừ tà, giải trừ tai họa, cầu sung túc, trừ ác, phát tài làm giàu, hỉ kết lương duyên. Bảy chòm sao đại biểu cho Bạch Hổ nằm ở phía tây. Màu trắng trong ngũ hành đại biểu cho thuộc tính Kim nên Bạch Hổ là gọi từ trong ngũ hành không phải bởi vì nó là màu trắng. Từ hình tượng thứ thánh thú, trong Phong thủy người ta thường chọn rồng và hổ để làm hình tượng xem xét địa thế, địa hình. Thông thường chỉ về địa thế thường chú trọng chi tiết “Tả thanh long, hữu bạch hổ” và những vùng đất có thế “Rồng cuộn hổ ngồi” (Long bàn hổ cứ) khi hội tụ được là những mảnh đất có phong thủy.
Theo cổ nhân, hổ là loài động vật vừa đáng sợ lại vừa đáng kính, nó đáng sợ vì nó có thể sẽ bắt súc vật, hại con người, còn nó đáng kính chính là nó uy mãnh, có thể trừ tà. Theo Phong Tục Thông Nghĩa-Tự Điển của Ứng Thiệu thời Đông Hán: “Vẽ hổ ở cửa, quỷ không dám vào” hay Con hổ, vật chí Dương, đứng đầu muôn thú, có năng lực bắt giữ áp chế nhuệ khí, cắn ăn quỷ mị. Người thời nay đột nhiên gặp xấu, đun da hổ uống, chạm vuốt nó, cũng có thể trừ ác. “Kim Nghê” là con “thích nuốt lửa, nhả khói, là con vật để cưỡi”, nguyên mẫu của Kim nghê ở Trung Quốc là hình Hổ trên nắp đồ đồng Thương Chu, “Kim” chính là kim loại, chỉ loại hình Nghê trên các vật dụng kim loại (đồng, sắt). Hổ có nghĩa là hỏa, là ngọn lửa nên hình tượng này gắn với hương khói, đồ đựng vật nóng. Tới nay Kim nghê trên lư hương đã chuyển thành dạng hình Sư tử, nhưng vẫn giữ vị trí là tay cầm của nắp vật nóng.
Trong tín ngưỡng dân gian của người Việt, hổ là loài vật linh thiêng, được tôn thờ, sùng bái và gọi một cách trân trọng là ông, ngài, cậu, chúa. Thần hổ uy linh và đầy huyền bí đã đi vào đời sống tâm linh của người Việt, trở thành nhân vật được thờ cúng ở nhiều điện, đền, phủ, miếu. Hổ thường được đặt trấn giữ ở cổng các công trình kiến trúc cổ. Trong điện thờ đạo Mẫu Việt Nam, thần hổ được thờ cúng với tư cách là một sơn thần, có ban thờ riêng với một số nghi thức, nghi lễ đặc trưng (ban thờ Ngũ Hổ, với năm màu vàng, xanh, trắng, đỏ, đen, tượng trưng cho Ngũ Hành, trấn giữ năm phương). Trong các đền, đình, miếu thì để thờ Thần Ngũ Hổ thì họ sẽ thờ bức tranh màu có hình năm con hổ uy nguy hung dữ theo năm màu Ngũ Hành tương ứng với các hành Kim, Mộc, Thổ, Thủy, Hoả và mỗi vị Thần Hổ tương ứng với một màu sắc theo một hành tương ứng trong Ngũ Hành và làm chủ một phương. Trong đó Bạch hổ được thờ nhiều nhất tại điện của các thầy pháp, bên trong thờ ngũ dinh Ngũ hổ bên ngoài trấn Bạch hổ.

### Con sói

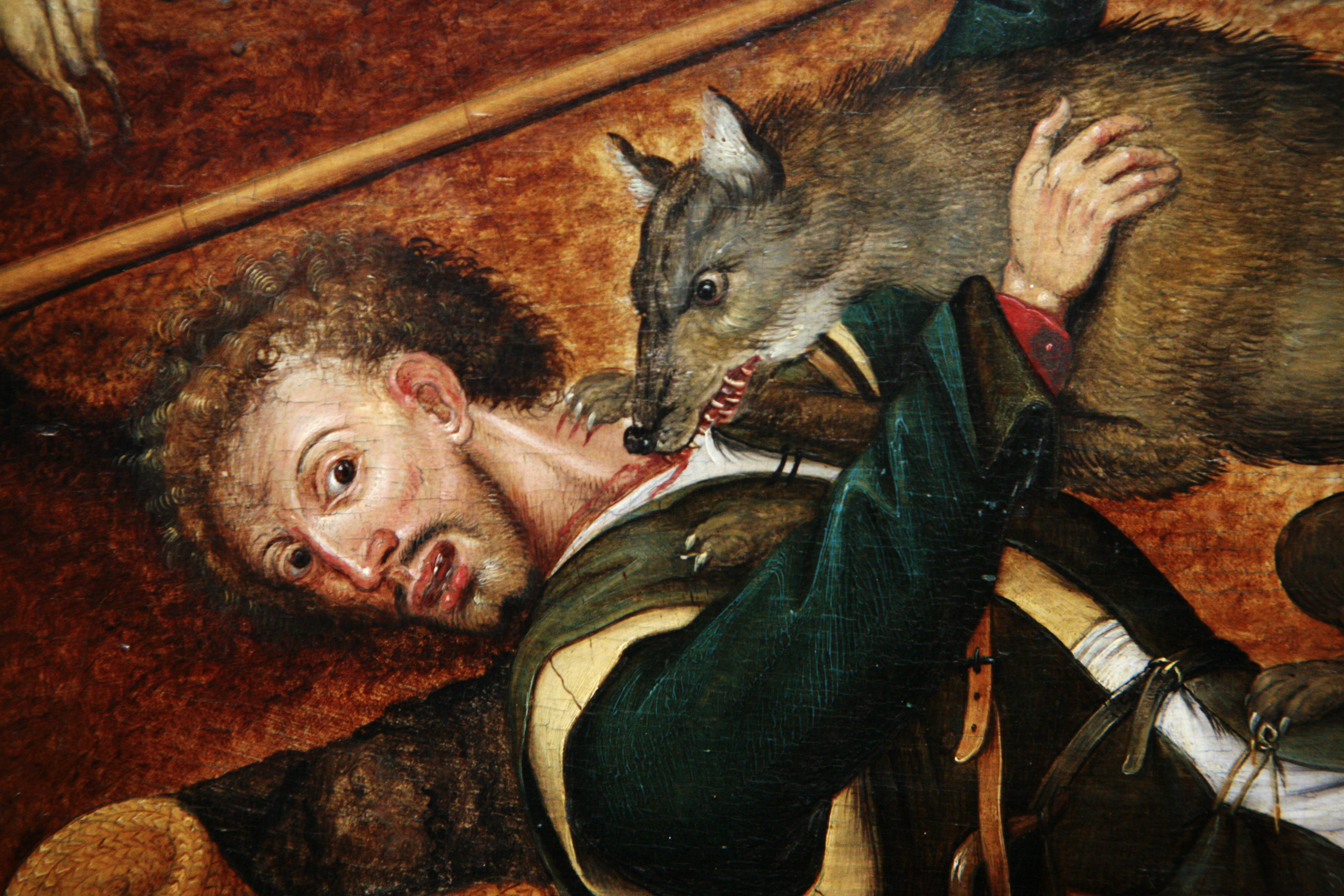
Họa phẩm chó sói tấn công

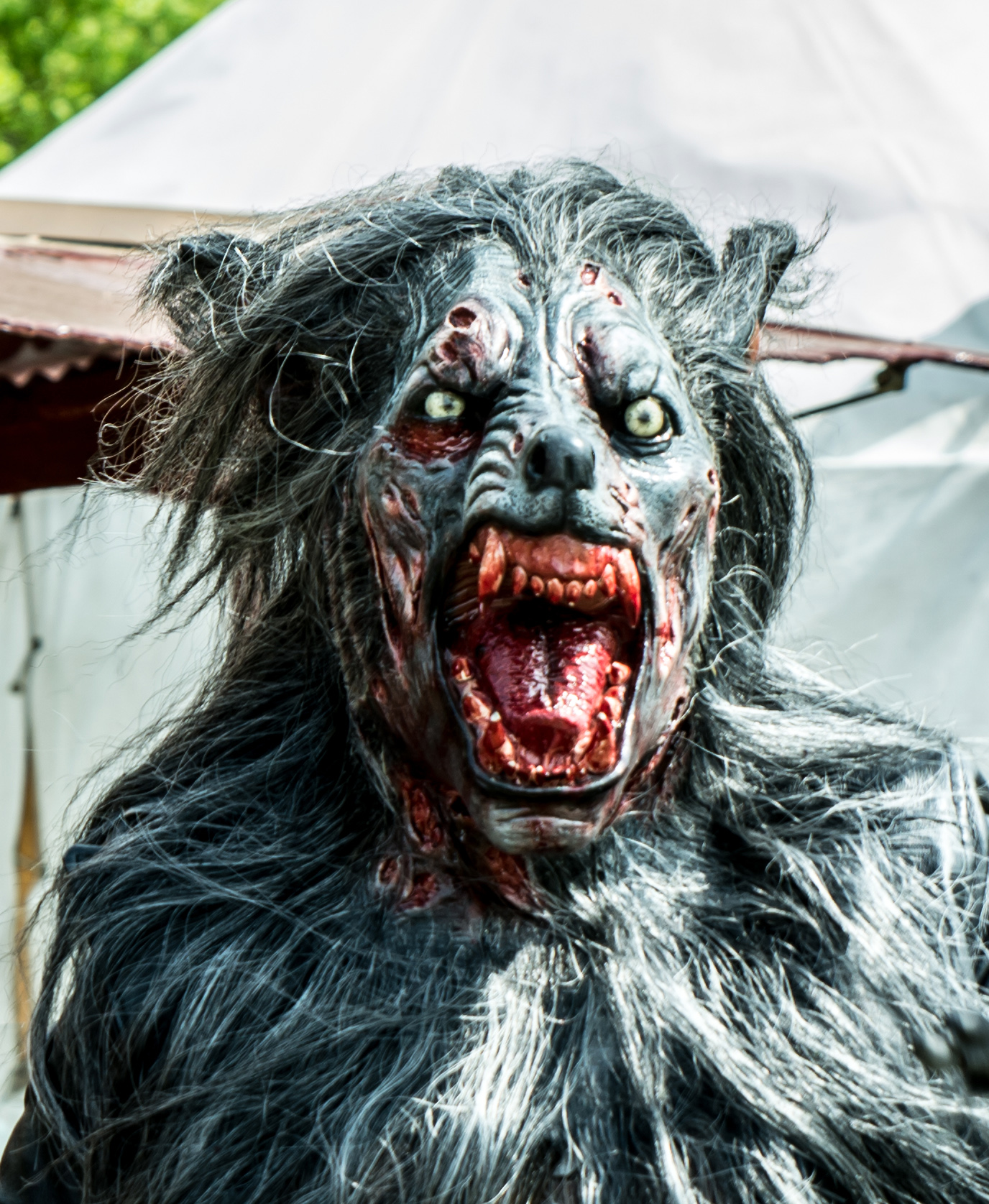
Hóa trang thành một người sói khát máu

Hình tượng con sói trong các giai đoạn lịch sử khác nhau là biểu tượng của cả thiện và ác, ngày nay, biểu tượng của sói khá phổ biến. Mỗi quốc gia có một biểu tượng sói phụ thuộc vào các yếu tố bên ngoài, những vùng đất màu mỡ hơn, nơi những con sói dễ dàng kiếm thức ăn hơn mà không tấn công người, những kẻ săn mồi này được đối xử tôn trọng và ngưỡng mộ. Nhưng ở những quốc gia nơi chúng thiếu thức ăn và ăn thịt người thì chúng bị coi là hiện thân của cái ác. Trong thần thoại Scandinavia, những con sói biểu thị sự hỗn loạn và xấu xa, con sói khổng lồ Fenvir nuốt mặt trời. Trong Kito giáo thì sói bị xem là "loài vật ô uế" và là đầy tớ của Satan, trong nhiều truyện ngụ ngôn, con sói có liên quan đến ma quỷ, kẻ nuôi dã tâm mơ thôn tính con người (cừu).
Truyện Cô bé Quàng khăn đỏ của Grimm phản ảnh nỗi ám ảnh truyền kiếp của con người đối với sói vì sói đại diện cho loài thú dữ mà nó còn là hiện thân cho cái ác. Con sói dữ không chỉ nhằm ăn thịt cô bé, vì nó đã có thể vồ ngay mà không cần phải chơi trò Hỏi-đáp. Con sói trong câu chuyện như không phải là một loài thú dữ, mà chỉ là hình ảnh ẩn dụ “Khi cô bé cởi bỏ y phục và đến nằm cùng sói trên giường và khi con thú dữ nói với cô bé rằng nó có đôi tay to là để ôm cô dễ hơn” và bản chất trái ngược nhau của nam giới như là những xu hướng ích kỷ và bạo lực thông qua hình tượng Sói và xu hướng vị tha và có suy nghĩ qua hình ảnh ‘bác thợ săn’, một bên là sói, đại diện cho những nguy hiểm và bên kia là bác thợ săn trong vai trò người bảo vệ và cứu nguy, là hình tượng của người cha.
Đối với người Slav thì sói là biểu tượng của ánh sáng thế giới khác, người ta tin rằng trong vỏ bọc của con thú này, người chết có thể trở lại thế giới của người sống, chó sói còn là biểu tượng của một vụ mùa bội thu vì ăn thịt và kiểm soát quần thể hươu, thỏ rừng và các động vật yếu hơn khác nên lúa mì và các loại cây khác trên các cánh đồng cạnh rừng không bị thú ăn cỏ giẫm đạp hoặc ăn sạch. Về mặt tâm linh, loài sói có mối liên hệ mật thiết với bóng đêm và mặt trăng, tính biểu tượng của tiếng hú khiến tiếng chó sói hú lên mặt trăng là một thông điệp tinh thần chứa đựng một ý nghĩa sâu sắc. Trong văn hóa La Mã, biểu tượng của sói thường xuyên có mặt, nữ giới được coi là một trong những biểu tượng của người La Mã về sự hấp dẫn tình dục, phụ nữ bán thân đôi khi được gọi là sói.
Trong thế giới giả tưởng của các tác phẩm văn học, cổ tích, phim và video game có tồn những chủng tộc thần bí, được tạo nên từ trí tưởng tượng của con người, người sói là một phần không thể thiếu của văn hóa đại chúng. Khả năng hồi phục nhanh và sức chịu đựng nổi tiếng của sinh vật này trong tiểu thuyết hư cấu có mắt xích gắn liền với phép ẩn dụ về bản năng thú vật và dã man ẩn chứa trong con người, thế nên nguồn gốc của Người sói (Werewolf) là ý tưởng được thắt chặt với nỗi sợ lẫn tôn kính sự dã man, mọi rợ. Với những hành động man rợ được gán cho người sói, cùng với hình phạt cực kỳ độc ác dành cho những ai bị kết tội.
Chủng tộc này đã có bước tiến hóa từ các chuyện dân gian Châu Âu, bao gồm cả những câu chuyện cổ về những bà vợ và truyền thống về cả đàn ông lẫn đàn bà, tất cả đều vì một lí do nào đó, theo hướng này hay hướng khác, có khả năng hóa thân thành các con sói. Nhưng cũng giống như phần đa tín ngưỡng, phong tục tập quán của người bản xứ Châu Âu khác, ý tưởng về người sói đã được tích hợp vào Thiên Chúa Giáo khi nó lan tỏa ra khắp đại lục. Quan điểm “Werewolf” là sinh vật bị nguyền rủa vì một hành vi man rợ có tương quan với cách Thiên Chúa Giáo dung nhập các câu chuyện Châu Âu cổ, vốn có gốc tích khá khác biệt.
Người sói hay Ma sói (Werewolf) là một từ tiếng Anh Cổ là “man-wolf” (người-sói), nhưng lại có từ khác là “Lycanthropy”, một từ tiếng Hy Lạp có nghĩa là “wolf-man” (sói-người), nhưng ở thời Hy Lạp nó không hề được sử dụng để nói tới sinh vật mà ta biết là Ma sói, thay vào đó, “Lycanthropy” chỉ được sử dụng để chỉ một dạng bệnh lý, khi chuẩn đoán một bệnh nhân có tính chất của một con sói. Tuy nhiên phần lớn những trường hợp đó, “Lycanthropy” được cho là một hình phạt của chúa trời dành cho người có tội. Những người nam giới sẽ bị hành hình bởi vì là người sói, các tòa án kết tội người sói bắt đầu diễn ra ở thế kỷ XV tại Thụy Sĩ, dần dần lan ra khắp đại lục trước khi chính thức kết thúc khoảng 300 năm sau đó. Vụ án kết tội người sói nổi tiếng nhất có thể là của Peter Stumpp, người đã nhận thực hiện giao kèo với quỷ dữ để nhận lấy một chiếc thắt lưng ma thuật cho phép anh ta hóa thành sói sau khi bị ăn đòn tra tấn dã man và cũng nhận tội giết người hàng loạt và cả ăn thịt người trước khi bị xử tử.

### Con báo

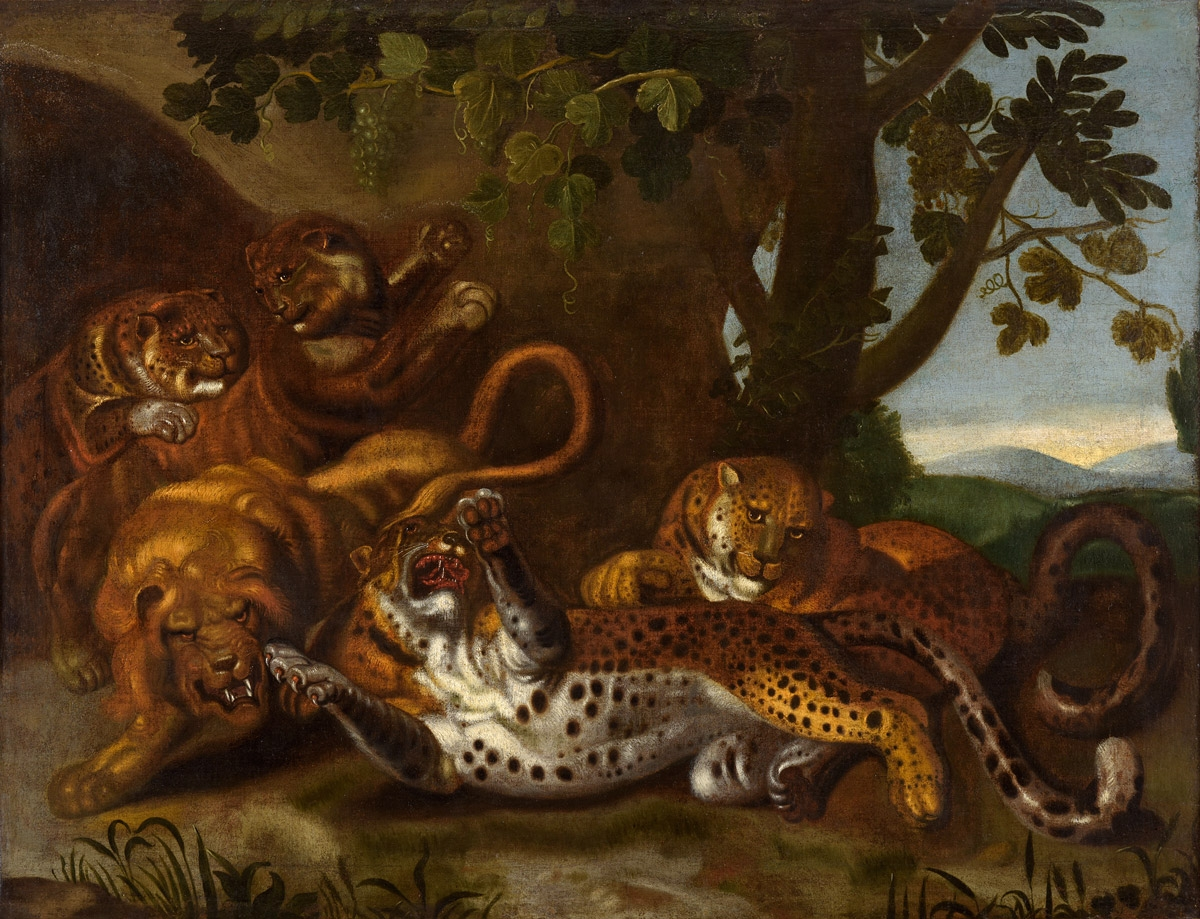
Họa phẩm châu Âu về báo hoa mai và sư tử

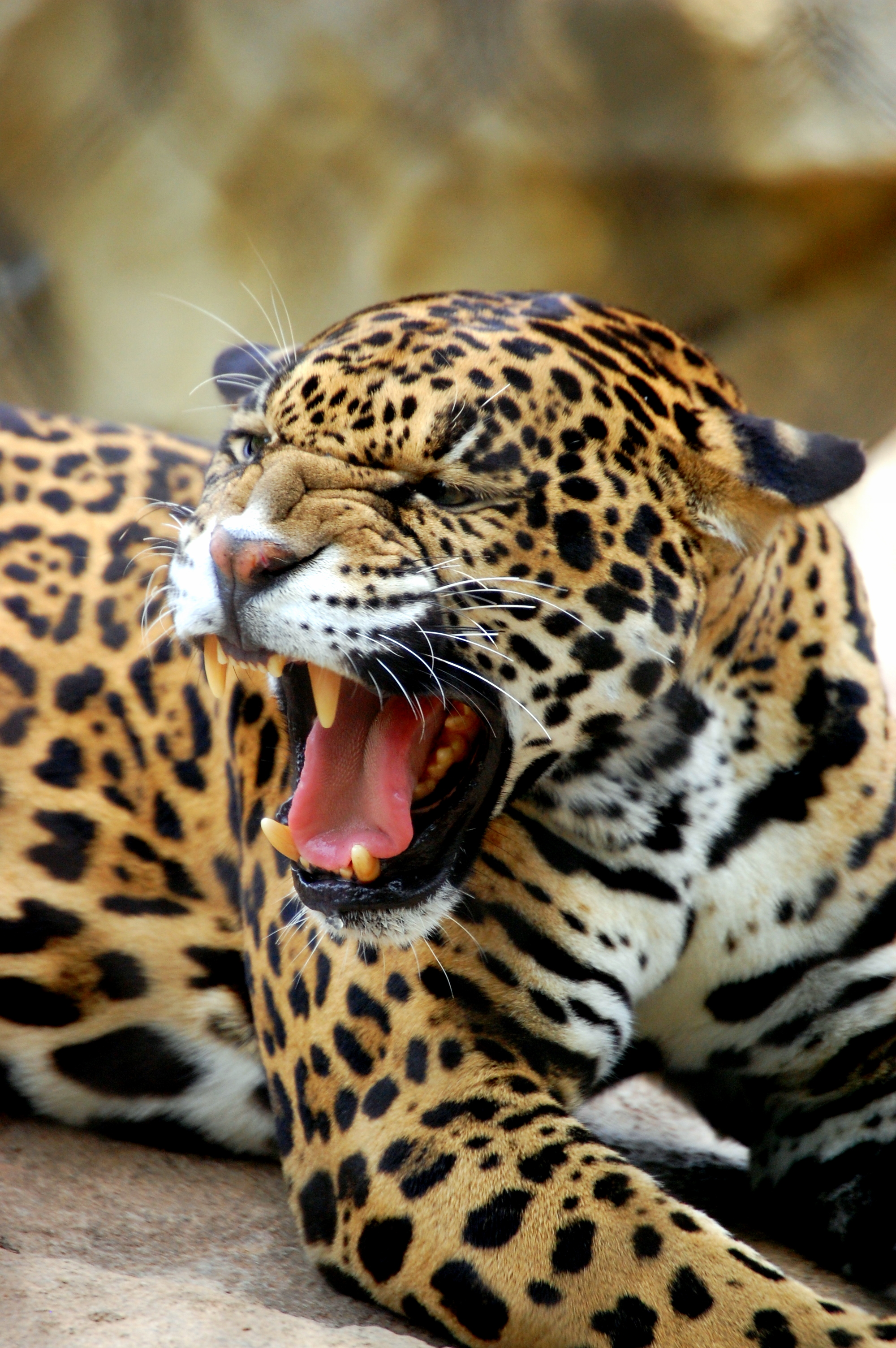
Báo đốm châu Mỹ (Panthera onca) là biểu tượng của sức mạnh, ma thuật, thực tế, chúng có lực cắn mạnh nhất trong số các loài mèo lớn

Con báo là loài vật mang ý nghĩa tiềm ẩn và kiên nhẫn, ngụ ý cho những người đang ủ mưu để làm việc lớn, nó là loại động vật săn mồi giống như hổ và sư tử, báo là một loại mạnh thú chốn sơn lâm, hổ cũng thường đi đôi với báo thành cách gọi chung là "hổ báo" (cọp beo/hùm beo), với các văn hóa trên thân báo giống nhau nên được chia thành nhiều loại báo. So với hổ và sư tử thì báo cũng thuộc những kể dẫn đầu trong các loại dã thú chốn rừng sâu, thân hình của báo thon nhỏ, mềm dẻo, tốc độ, rất dữ dằn nên chúng được coi là loại động vật rất nguy hiểm, thậm chí còn dữ hơn cả hổ.
Với khẳ năng nhanh nhẹn, dứt khoát nên những con mồi một khi đã bị báo nhắm chúng thường khó thoát thân, nó còn có khả năng hạ gục những con mồi có kích thước lớn hơn bản thân mình. Trong văn hóa đại chúng, các loài báo được biết đến qua văn hóa phương Đông, văn hóa phương Tây văn hóa châu Phi, châu Mỹ của người da đỏ. Với sự đa dạng của các loài báo mà văn hóa mô tả chúng khá đa dạng. Cũng giống như hổ, báo thuộc về biểu tượng cho dã thú, đặc biệt là biểu hiện tính dẻo dai, gọn gàng, giỏi leo trèo, ẩn náu, trong đó báo săn là biểu tượng về tốc độ, báo đốm là biểu tượng cho chiến binh. Báo đốm là Vị thần tối cao trong những nền văn minh ở Trung Mỹ. Loài vật thuôc họ mèo này lại được tôn sùng như một vị thần tối cao.
Xuyên suốt trong lịch sử, cư dân vùng Mesoamerica (vùng Trung Mỹ cổ đại), bao gồm Mexico và Trung Mỹ (hiện nay), đều tôn thờ loài báo đốm như một vị thần tối cao. Với cư dân Trung Mỹ cổ đại, báo đốm được thần thánh hóa lên nhiều lần và được tôn sùng như một vị thần tối cao. Người Olmec thường đưa hình tượng báo đốm vào nghệ thuật và tôn giáo, có rất nhiều những tác phẩm điêu khắc mô tả loài mèo như một vị thần nửa người, nửa báo, hay là "Người báo". Trong những khu rừng rậm Nam Mỹ có niềm mê tín ở địa phương gọi những con báo trắng là El gato fantasma nghĩa là một con mèo ma hay một con quỷ trắng, nó là bóng ma trong rừng chuyên săn đàn ông, đàn bà, trẻ em và ăn thịt họ.
Người Maya ưa liên hệ những khả năng đặc biệt của báo đốm với các hiện tượng tự nhiên chưa giải thích được. Họ cho rằng việc di chuyển giữa dương thế và cõi âm là khả thi nhờ vào khả năng nhìn thấu màn đêm của báo đốm. Loài vật này cũng xuất hiện nhiều trong nghệ thuật điêu khắc của người Maya, tiêu biểu là Kim tự tháp Chichén Itzá. Trong nền văn hóa Mesoamerica, loài vật này được điêu khắc ở nhiều công trình lớn như đền thờ, cung điện. Sự kết hợp giữa sáng và tối theo cả nghĩa đen lẫn nghĩa bóng trong báo đốm tạo nên nguồn năng lượng kỳ diệu, biến loài vật này trở thành vị chúa tể tối cao.
Báo đốm là biểu tượng đặc trưng cho quyền lực và sức mạnh của đội quân thời cổ đại. Báo đốm cũng là sự tượng trưng cho sự dũng cảm của chiến binh và thợ săn, tầng lớp được kính trọng hàng đầu trong xã hội bấy giờ. Các vị vua, thầy tu dùng tên hiệu có từ "Jaguar" (báo đốm) như một cách để đánh bóng tên tuổi và thể hiện quyền lực. Người Maya quy định, chỉ có vua mới có thể khoác lên mình quần áo được làm từ da báo đốm. Jaguar cũng là tước hiệu của hoàng tử hay công chúa hay của vua đang cai trị của người Maya chẳng hạn như của bộ tộc Lenca. Những chiến binh da đỏ có đẳng cấp cao và mạnh nhất trong số các chiến binh là những Chiến binh báo đốm và được khoác lên mình bộ da của con báo đốm này.
Cư dân châu Mỹ thường cho rằng báo đốm là đại diện cho những vì sao và cả trái đất, ảnh sáng và bóng tối giữ một vị trí quan trọng trong thần thoại của người Aztec và Mexica. Nhiều người dân ở Trung Mỹ vẫn tin rằng, sự bí ẩn của loài vật này tượng trưng cho trí tuệ và những tri thức vượt khỏi tầm hiểu biết của con người. Việc báo đốm thường ở trong hang ảnh hưởng đến suy nghĩ của cư dân cổ đại về đất và sự sinh sôi: Móng vuốt của loài vật này là biểu tượng của Tlaltecuhtli (thần Đất), nguồn gốc từ họ loài mèo là biểu tượng cho tính tuần hoàn trong tự nhiên. Người Mexico có truyền thuyết giải thích về bộ lông của loài báo đốm qua truyền thuyết khi Đấng tối cao tạo ra Mặt Trời và Mặt Trăng, báo đốm bị ném vào một ngọn lửa lớn, vì vậy cho đến ngày nay loài vật này có bộ lông màu vàng với nhiều đốm đen, dấu vết từ vụ cháy năm xưa. Một ngôi làng ở Mexico vẫn tổ chức các lễ hội mà trong đó, người dân sẽ giả làm báo đốm và tổ chức những trận đấu mang tính hình thức.

### Linh cẩu

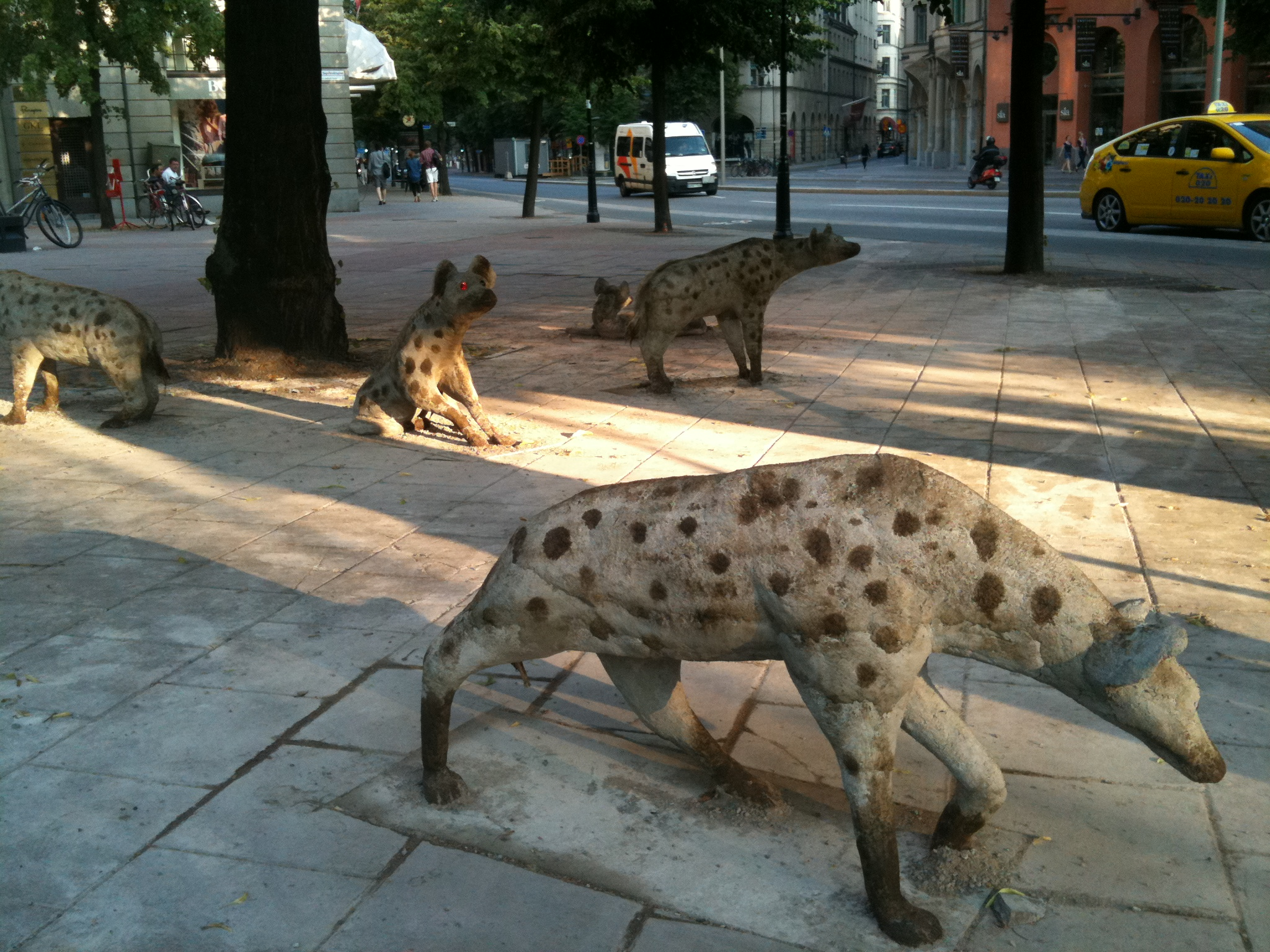
Tượng bầy linh cẩu giữa phố

Từ trước đến nay loài linh cẩu là những kẻ ăn xác thối luôn là một trong những loài động vật đáng ghét nhất tuy nhiên chúng cũng bị oan uổng nhiều nhất. Linh cẩu bị mang tiếng đáng khinh suốt hàng ngàn năm qua do tập tính ăn xác thối và rình mò, tranh cướp thức ăn các loài động vật khác của chúng. Mặc dù khả năng săn mồi điêu luyện, nhưng chúng lại thích thú với việc cướp con mồi từ các loài vật khác. Chính vì thế, chúng được coi là loài vật ăn thịt tham lam nhất hành tinh, khi vừa ăn tạp, ăn khỏe, lại có thói quen cướp mồi. Loài linh cẩu đốm có tiếng kêu không khác gì tiếng người cười đáng sợ vì thế, chúng còn được gọi là linh cẩu cười hay chồn cười và ai đến vùng đất quanh Sahara, đều dựng tóc gáy khi giữa đêm khuya thanh vắng, từ trong không gian yên tĩnh, bỗng có tiếng cười cuồng loạn rất chói tai và kỳ dị.
Nhưng với người bản địa, thì họ đã quá quen thuộc với tiếng kêu ma quái đó. Là loài thú hoang dã, song chúng thích sống gần môi trường sống của con người. Chúng là loài cực kỳ hung dữ, nên không sợ con người mà con người còn phải kiêng nể loài thú hoang này. Linh cẩu còn bị gán cho nhiều huyền thoại, truyền thuyết vô cùng đáng sợ xung quanh kẻ ăn xác linh cẩu chỉ bởi tiếng xấu của mình. Những câu chuyện huyền thoại xung quanh loài linh cẩu có rất nhiều ví dụ nhưng vào thời trung cổ, loài linh cẩu chuyên đi đào mộ và ăn xác của những người đã khuất. Đối với nhiều người, linh cẩu là một trong những loài động vật phù thủy cuối cùng, có sức mạnh ma của ma quỷ, của các thế lực bóng tối. Thậm chí, một số nền văn hóa châu Phi tin rằng phù thủy có thể biến thành những con linh cẩu.
Một truyền thuyết dân khác lại cho rằng tất cả những con linh cẩu đều thuộc về những thế lực phù thủy đang ẩn nấp xung quanh, không một con linh cẩu nào sống tự do. Chúng thường mò đi săn đêm và được gọi là "phù thủy bóng đêm" và sẽ rất xui xẻo cho bất cứ người nào săn giết linh cẩu vì khi các phù thủy phát hiện ra, các thợ săn sẽ bị truy lùng ráo riết. Theo nhìn nhận của Phật giáo thì linh cẩu tượng trưng cho bản tính tham lam, xấu xa, thích cướp bóc và thuộc hạng người bất chấp làm càn, có thể xem là hạng người gọi là "vô sở bất chí", nghĩa là không có chuyện gì mà không làm được, ngoài ra, linh cẩu còn là một trong 10 loài thú mà các tín đồ Phật giáo không được phép ăn vì người ta tin rằng ai ăn thịt những loài thú rừng nguy hiểm này sẽ toát ra một mùi đặc biệt có thể khiến cho các con vật đồng loại tấn công người đó để trả thù. 

### Gấu kiến

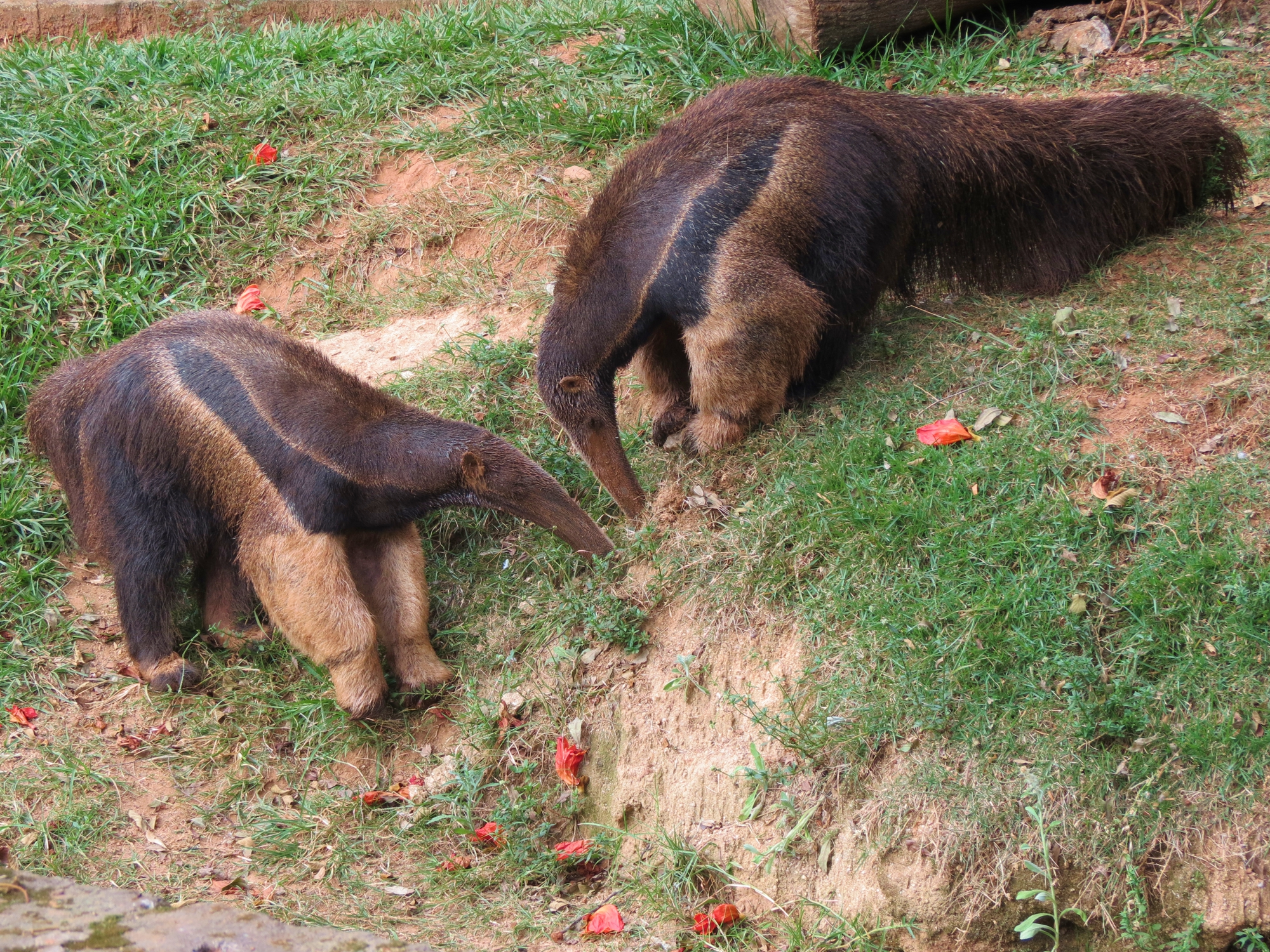
Gấu kiến gần như là những sinh vật vô hại nhưng vẫn bị làm hại vì thói mê tín của dân địa phương

Đối với một số loài thú ở Nam Mỹ thì sự kém may mắn và bất hạnh của chúng vì những niềm mê tín của con người lại phát sinh từ sự hiểu lầm căn bản về những thói quen, tập tính sống của chúng, như loài thú ăn kiến khổng lồ (Myrmecophaga tridactyla) hay còn gọi là gấu kiến, những con thú ăn kiến khổng lồ săn lùng côn trùng trên các vùng có địa hình giống như đồng cỏ savanna nhưng môi trường sống này đang bị con người xâm lấn và ở giữa khu vực tây Brazil và tình trạng muông thú bị chết do xe cộ đi lại trên đường là mối đe dọa đối với những con thú ăn kiến khổng lồ mà các vụ tai nạn đó không phải lúc nào cũng là do vô tình, mà là do chủ ý của con người.
Gấu kiến hay thú ăn kiến hay được gọi là "Loài thú ăn kiến khổng lồ lạ thường" (The Incredible Giant Anteater) trông bề ngoài như một con thú khổng lồ, lông xù với móng vuốt dữ tợn, mõm dài ngoằng và cái lưỡi dài thườn thượt tới 2 bộ (60 cm), săn mồi vào ban đêm và có màu đáng sợ tạo ra mường tượng về một con thú lớn màu xám với sọc đen trên mình và bộ đuôi lông xù, thứ mà nó dùng để vun bắt kiến, mối, mỗi con thú ăn kiến xơi tới 30 ngàn con côn trùng một ngày, thực tế thì vội vã bỏ chạy mỗi khi cảm thấy có hiểm nguy thay vì là đứng lại đối đầu. Con người từ lâu đã bị mê hoặc bởi những con vật bí ẩn này, trong truyền thuyết của người dân bản địa, những con thú ăn kiến khổng lồ là lũ lừa đảo.
Khi các con thú ăn kiến khổng lồ đầu tiên được đưa tới châu Âu, những quan niệm sai lầm về cách thức giao phối của chúng đã làm thổi bùng lên những thuyết kỳ quặc nói tất cả các cá thể thuộc loài này đều là con cái, và chúng giao phối với nhau bằng mũi và những quan niệm sai lầm này đã truyền cảm hứng cho nhiều nghệ sĩ, trong đó có hoạ sỹ siêu thực người Tây Ban Nha Salvador Dali. Sự nhầm lẫn và những bí ẩn xung quanh các loài vẫn tồn tại cho đến ngày nay, bên cạnh một niềm tin mê tín rằng sẽ gặp xui xẻo nếu bị một con thú ăn kiến khổng lồ chạy ngang qua, nhưng dù vậy, sau này thì những người trẻ tỏ ra ít tin tưởng vào các niềm tin mê tín liên quan tới sự xui xẻo mà loài thú ăn kiến khổng lồ mang lại.

### Cá heo

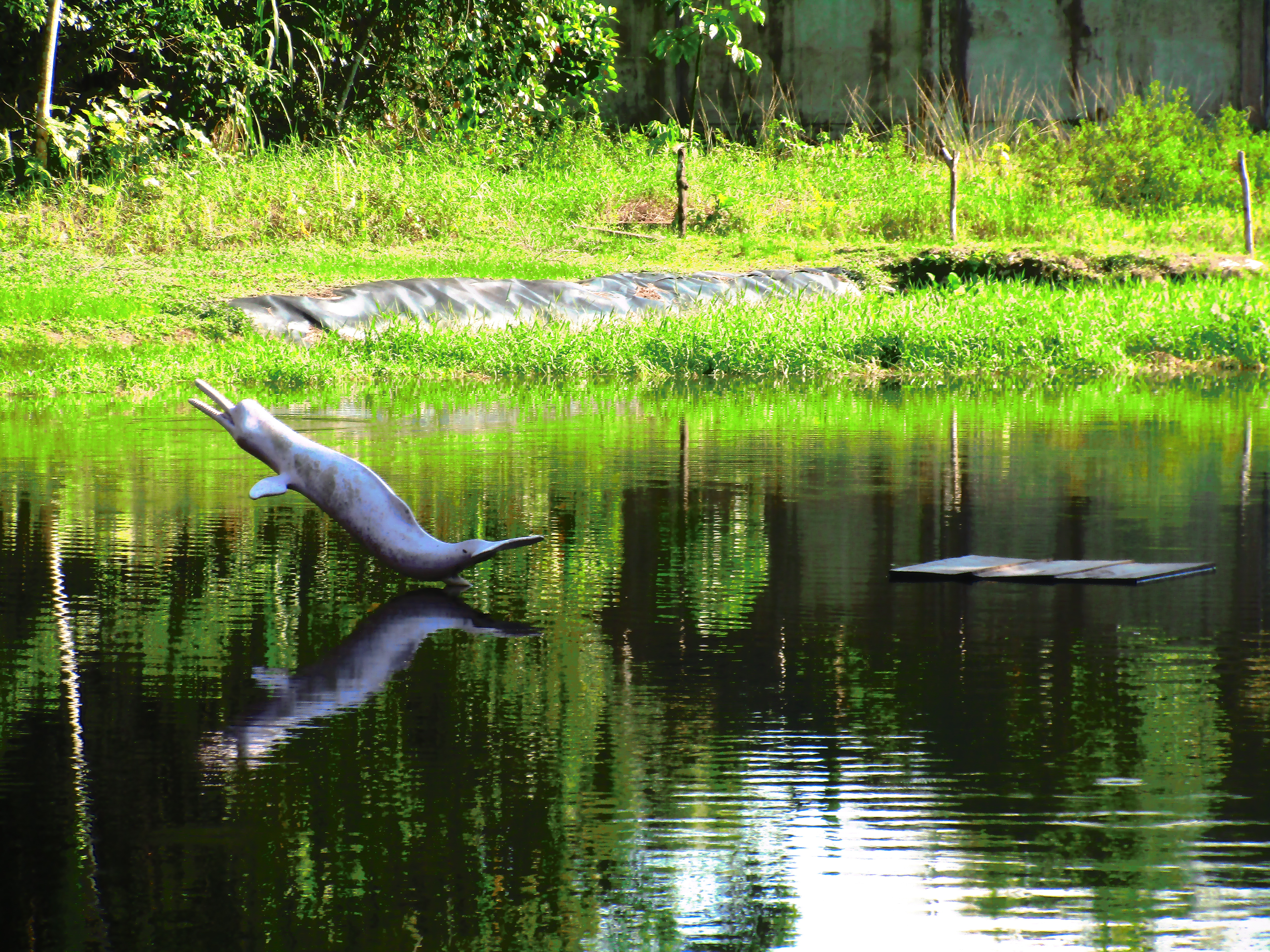
Tượng cá heo hồng Bufeo colorado

Không chỉ thực vật mà những loài động vật cư trú ở trong rừng Amazon cũng mang nhiều truyền thuyết kỳ bí, hấp dẫn. Một trong số đó là loài cá heo hồng là một động vật có vú, trong thổ ngữ Amazon, cá heo hồng được gọi là Bufeo Colorado là cá heo hồng biết biến hình đi hãm hại các cô gái và chung quanh Bufeo Colorado có rất nhiều câu chuyện kỳ quái, Bufeo Colorado thường xuyên hóa thành những ngư dân đẹp trai, quyến rũ các cô gái. Các cô gái trẻ, đẹp là mục tiêu của các Bufeo Colorado khi hóa thành người. Con cá heo này sử dụng vẻ ngoài đó để dụ dỗ các cô gái nhà lành và quan hệ tình dục với những cô gái ngây thơ dễ dụ đó.
Những nạn nhân ngây thơ này sau đó một thời gian không lâu sẽ mang thai và đẻ ra một con cá heo màu hồng. Theo truyền thuyết bản địa thì cái cách duy nhất để bóc trần chân tướng của cá heo hồng Bufeo Colorado đó là lừa và đẩy anh chàng ngã từ trên cao xuống đất, và trong tình huống khi đó, cá heo hồng Bufeo Colorad sẽ hiện nguyên hình là một con cá heo hồng và không thể làm hại các cô gái nữa. Những truyền thuyết này nói chung là để biện minh cho việc mang thai ngoài hôn nhân của cư dân địa phương. Từ truyền thuyết này bắt nguồn từ phong tục nói rằng, khi một người phụ nữ có một đứa con với một người cha bất minh hay chửa hoang thì gọi là "đứa con của boto".
Một truyền thuyết khác về Encantado (còn có tên khác là Mohana) thực chất là một con cá heo, nhưng có quyền lực của quỷ dữ, có thể biến hóa thành con người. Trong tiếng Bồ Đào Nha nó có nghĩa là một kẻ quyến rũ. Encantado rất tò mò về con người và đặc biệt bị hấp dẫn bởi những lễ hội lớn, đông đúc và ồn ào và khi ở đó, chúng có thể tham gia như là các nhạc sĩ và sống chung với con người trong vài năm. Để nhận ra Encantado, hãy nhìn dưới mũ của chúng vì trên đầu Encantado luôn có những vết như bị hói đầu song hóa ra, đó là những lỗ phun nước trên mình cá heo trá hình. Thường thì Encantado rất thân thiện, tuy nhiên, đôi khi chúng cũng thôi miên và bắt cóc những phụ nữ trẻ và đem họ về thành phố ngầm Encante của chúng. Những phụ nữ trẻ này nếu trốn thoát được và quay trở lại thì cũng mang thai một em bé Encantado. Truyền thuyết này thực chất là để kể cho trẻ em để cảnh cáo chúng tránh xa khỏi những vùng nước nguy hiểm và để cảnh báo cho những phụ nữ trẻ hãy tránh xa những nhạc sĩ có cái đầu hói.
Truyền thuyết bắt nguồn từ những câu chuyện loài cá nược hiểu được tiếng người, ngư dân đi đánh cá gặp nạn được cứu sống hay giúp những ngư dân thu hoạch tôm cá. Từ đó những tên gọi loài “cá thiêng” đã hình thành. Trước đây, loài cá nược thường bơi lội trên sông Tiền và sông Hậu và trên sông Vàm Nao, cá nược khá to, lưng màu nâu đen, bụng màu nhạt hơn, toàn thân trơn nhớt. Những người đi sông, đi biển thường thấy cá nược đực rất to so với cá nược cái. Con cá cái có hai vú lớn mọc dưới vây trước y như vú đàn bà, tức không nằm xuôi theo lườn. Con đực có bộ phận sinh dục giống của đàn ông, ló ra khoảng 5 cm, cá nược thường sống hòa đồng với các loài sinh vật khác và rất hiền, chẳng những không bao giờ làm hại ai mà còn tỏ ra rất thân thiện với người. 

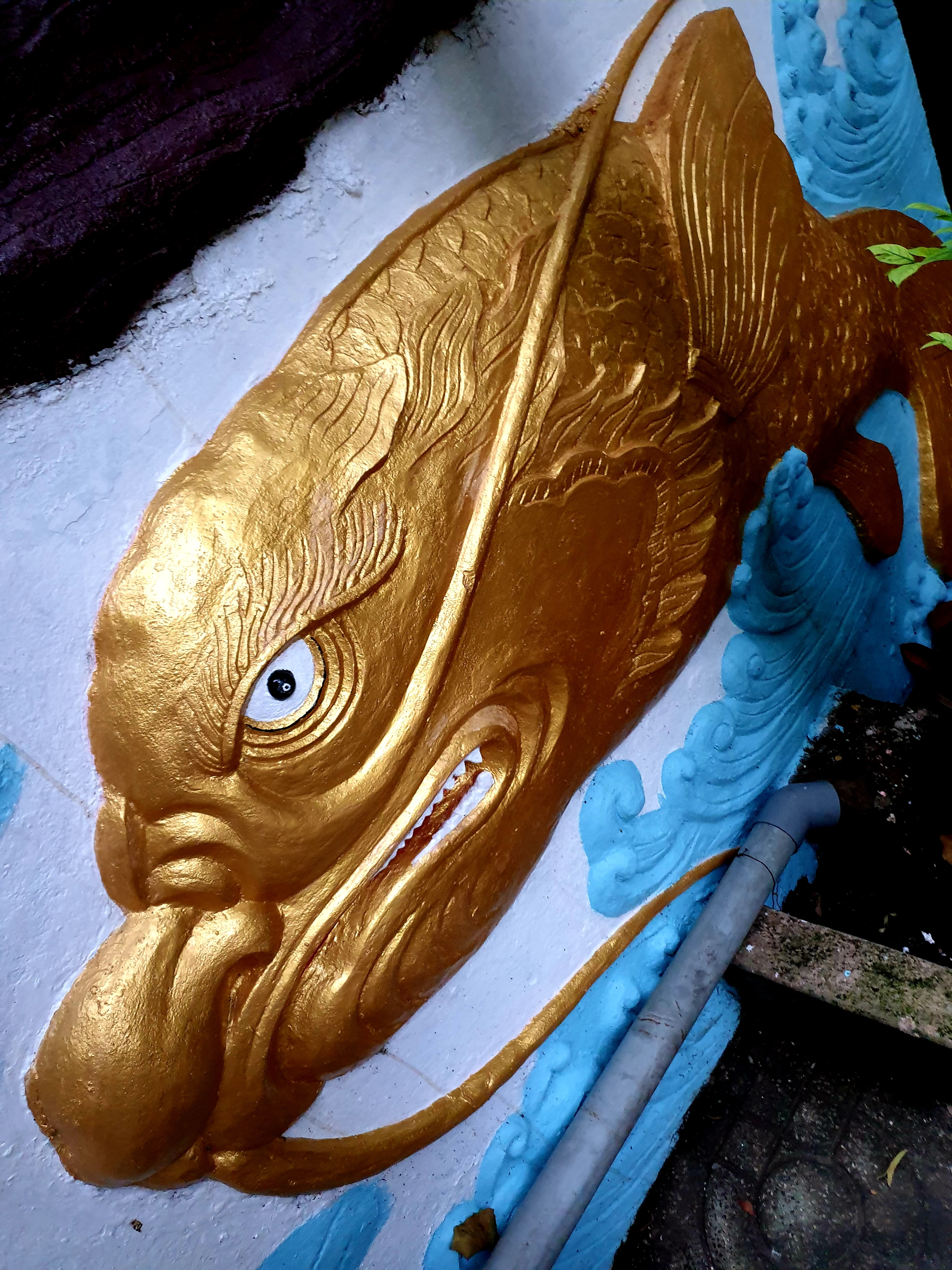
Bức bích họa cá voi ở chùa Pháp Vân, trong quan niệm người Việt, cá voi được tôn thờ và được gọi là Nhân ngư hay Đức ngư

Câu chuyện về cá ông, cá bà là câu câu chuyện về những con cá heo đực, cá heo cái (cá heo Irrawaddy hay còn gọi là cá nược) mà người dân hay gặp khi họ hành nghề đánh cá trên sông Mê Kong. Nguời miền Tây thường gọi cá heo Irrawaddy là “ông” nược.  Những người sống nghề “Bà Cậu” (đánh bắt thủy sản) thường thầm vái “Ông Nược” độ để đánh bắt được thật nhiều cá. Từ loài cá “dễ thương” mà ngư dân lại tôn thờ vì sống ở sông, loài “cá thiêng” này thuộc dòng cá voi hay cá ông. Nhiều ngư dân vẫn tin rằng loài cá này có “cốt người”, chúng sống rất hiền hòa, và hiểu được tiếng người.
Nhiều người Việt mến kính nên cả cá cái hay cá đực đều gọi chung nhất là “Ông Nược””, ngư dân trong vùng sông Hậu luôn xem loài cá này là “cá thiêng” hơn cả con chó, con mèo trong nhà của mình. Với ngư dân người Việt trước đây, cá nược được xem là ân nhân, nên họ không chỉ xem nó như loài cá quý mà ở nhiều nơi miền biển người ta còn hiểu là “nhân ngư”, tôn xưng là “thần”, lập đền thờ để thờ, gọi Đền Nam Hải tướng quân. Ý thức bảo vệ và đối xử tử tế với “Nhân ngư; Đức Ngư” không chỉ tôn trọng pháp luật, mà còn thể hiện tinh thần đạo lý đối với loài cá có tánh từ thiện này là nét đẹp trong văn hóa đánh bắt của bà con ngư dân, cũng là một tín ngưỡng dân gian Nam Bộ.
Sách Gia Định thành thông chí chép: “Thần là con cá nhân ngư, không có vảy, đầu tròn trơn láng, đỉnh trán có lỗ phun nước ra như mưa, môi voi, đuôi tôm, dài đến 2,3 trượng, ưa nhảy bơi trên mặt biển. Ngư phủ giăng lưới dính cá, thường hô là thần mà cầu khấn, thì nhân ngư đuổi bầy cá chạy cả vào lưới. Ngư phủ rất cảm ơn, có khi nhân ngư lầm vào trong lưới, thì ngư phủ mở một mặt lưới kêu mà dẫn ra, nhân ngư ắt theo cửa lưới ấy mà ra! Lại những ghe thuyền trong biển gặp lúc gió sóng nguy hiểm, thường thấy nhân ngư dìu đỡ thân ghe bảo vệ vào bờ yên ổn. Còn hoặc ghe bị chìm úp thì cũng trong cơn sóng gió rầm rộ ấy nhân ngư cũng đưa người lên bờ, sự hỗ trợ hiển nhiên rõ rệt. Nhưng chỉ có trong Nam từ Linh Giang đến Hà Tiên có sự linh ứng cứu vớt mau chóng mà thôi, còn các biển khác không có. Có lẽ vì núi biển phương Nam hun đúc thiêng liêng được âm phù mặc trợ để bảo hộ sinh dân của ta vậy chăng? Triều đình đã phong tặng làm “Nam Hải Tướng quân Ngọc lân tôn thần”, kê vào tự điển. Cá ấy rủi ro mà bị ác ngư khác đánh chết nổi trên mặt bể thì dân miền biển góp tiền mua hàng, vải đồ liệm rồi lựa một người đàn anh trong ngư hộ đứng làm chủ tang, đào đất chôn cất cẩn thận, và dựng đền ở ngay bên mộ. Những chỗ có chôn cá ấy thì dân chỗ ấy được nhiều lợi may mắn, còn chỗ tuy không chôn cũng đều lập đền thờ, dọc theo miền biển đều như thế cả”.

## Văn hóa đại chúng
Vì gần gũi với con người loài thú là nguyên mẫu cho những hình tượng hư cấu trong văn hóa đại chúng, cũng như trong cuộc sống thường nhật. Một số loài thú đã được lựa chọn để nhân hóa, tạo nên những hình tượng phổ biến trong văn hóa và truyền thông. Trong văn hóa phương Tây ngày nay, một bộ phận có tham gia diễn trò nhập vai thú (Animal roleplay) với ít nhất một người tham gia đóng vai thú và có thể được nhìn thấy trong bối cảnh BDSM, nơi một cá nhân có thể tham gia vào mối quan hệ thống trị/phục tùng bằng cách được đối xử như một con thú, thường được gọi là petplay, các thiết bị có thể được sử dụng trong trò chơi nhập vai thú gồm dây xích, miếng bịt miệng, vòng cổ, dây nịt trói, bộ đồ lót, quần tất, dây buộc mông, rọ mõm, ủng ba lê.
Vở kịch Equus năm 1973 của Peter Shaffer kể về câu chuyện của một người đàn ông trẻ tuổi có niềm đam mê tôn giáo bệnh hoạn với con ngựa, nhưng điều này có vẻ gần giống với bệnh zoophilia hơn là trò chơi thú cưng, một số trường hợp có thể được coi là một kiểu tưởng tượng biến đổi thành thú (thú hóa). Chứng tự sướng là chứng kích thích tình dục phụ thuộc vào việc hành động hoặc tưởng tượng mình là thú vật và bệnh tự sướng sẽ biểu hiện cho một dạng tự luyến thú (zoophilia) được thực hiện bằng cách mặc trang phục thú, chẳng hạn như mặt nạ cao su, trang phục thú vật hoặc bộ đồ nỉ.
Mỗi kiểu chơi có thể tập trung vào một “thế mạnh” nhất định của nhân vật vào vai loài vật. Một số người tin rằng họ có một số bản năng động vật nhất định và thông qua việc nhập vai động vật có thể khiến họ bộc phát. Trong cảnh BDSM, mọi người tham gia đóng vai thú vật để xây dựng các kết nối cảm xúc mạnh mẽ hơn, phát triển mối quan hệ tình cảm sâu sắc với vật nuôi của họ. Ngoài ra còn có chứng Plushophilia tức là mắc căn bệnh chứng bị hấp dẫn tình dục với thú nhồi bông, là sư ham muốn tình dục chỉ có khi được ở bên cạnh thú nhồi bông, nhiều người chơi khoét một lỗ trên thú nhồi bông của họ gợi nhớ đến những lỗ hổng trên đồ chơi tình dục (búp bê tình dục) để cho họ làm tình với nó.

### Sừng quỷ

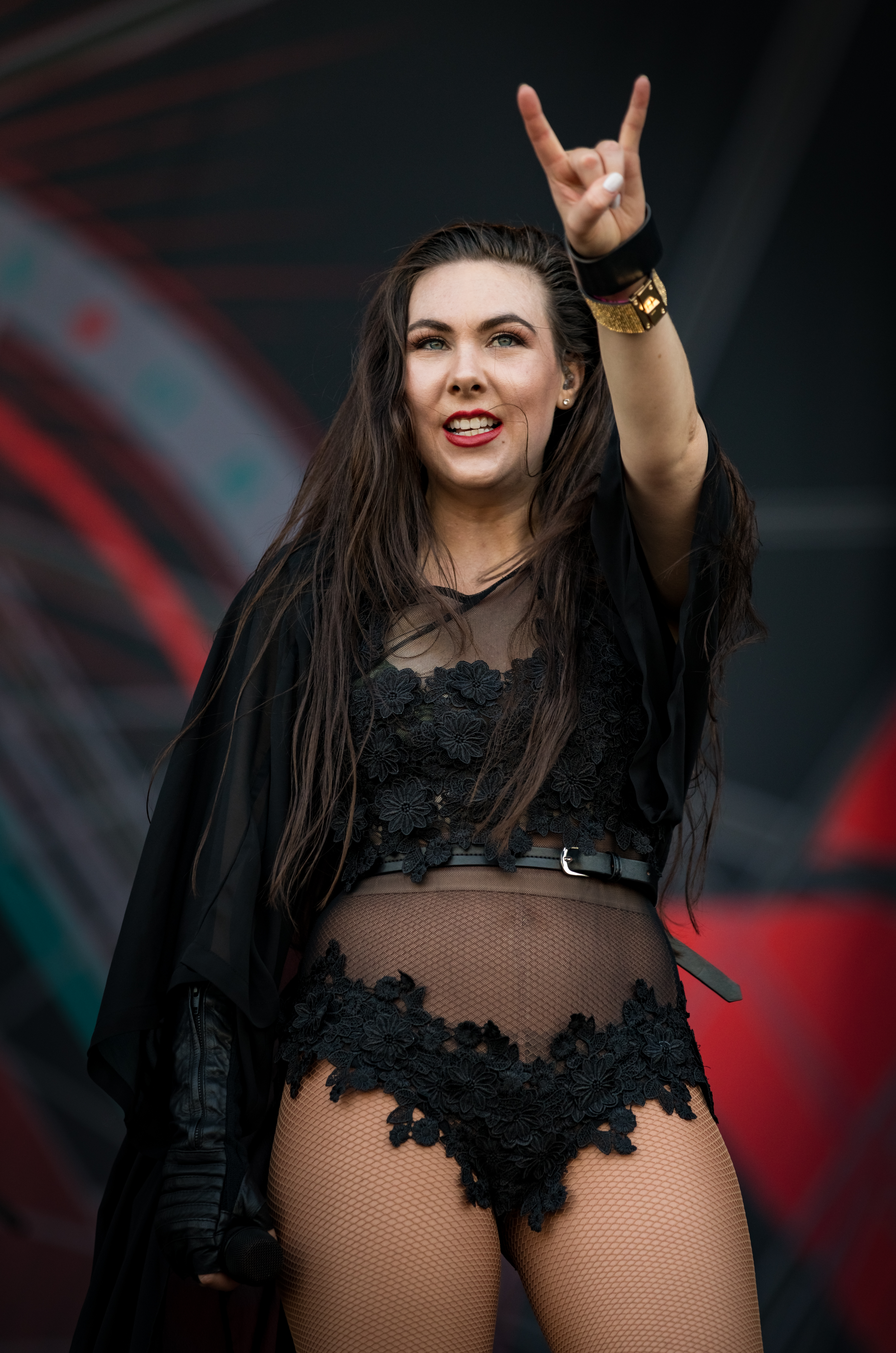
Chỉ dấu bằng tay chỉ về Dấu hiệu sừng quỷ của một nghệ sĩ trong một buổi trình diễn trước đám đông

Quỷ Satan vốn một con quỷ có sừng thú (sừng bò hay sừng dê) đại diện cho mọi điều tội lỗi của thế giới là một hình tượng khá quen thuộc trong văn hóa hiện đại, Satan còn có một phiên bản khác là Baphomet một vị thần dê có sừng, một vị thần cổ xưa và ngày nay Baphomet là một hình tượng phổ biến trên phim ảnh, âm nhạc (đặc biệt là nhạc rock) với ý nghĩa của sự phản kháng về tinh thần. Quỷ Satan được gọi là “kẻ chống đối lại Thiên Chúa” và sừng trong Kinh Thánh mô tả đến việc chống đối. Dấu hiệu “Sừng của Satan” biểu thị cho các luật lệ của Satan. Bí ẩn của sự gian ác được nói đến trong Kinh thánh là ám chỉ đến một nhóm người quyền thế sẽ truyền cảm hứng của ma quỷ bằng ký hiệu dấu tên sừng quỷ.
Trong văn hóa đại chúng ngày nay, “Sừng của Satan” hay còn gọi là “Dấu hiệu sừng quỷ” là một dấu hiệu tay phổ biến của các chính trị gia, của giới Hollywood và cả những tù nhân phạm trọng tội. Người làm ký hiệu tay này chính là để bày tỏ sự trung thành của họ đối với quyền lực của Satan và cũng là lời chào Satan. Đã có nhiều chính trị gia cao cấp trên thế giới làm dấu tay quỷ Satan như một sự công nhận về lòng trung thành của những thành viên theo “chủ nghĩa Satan”, và cam kết mang lại một Trật tự Thế giới Mới.
Hellen Keller, một triết học gia về thần linh, người đã sáng lập nên hội triết học thần linh năm 1875 từng phát biểu rằng: "Chỉ có một mình Satan là chúa tể hành tinh chúng ta, chỉ duy nhất một mình Satan là chúa tể" và bà này được cho là đã sáng tạo ra cử chỉ này. Bằng sự lan truyền mạnh mẽ, ngày nay biểu tượng của quỷ Satan đã xuất hiện ở khắp mọi nơi và được nhiều người sử dụng nhưng không hề biết nguồn gốc nguy hiểm của nó, những khán giả lại giơ bàn tay được tạo hình với hai ngón giữa co lại và ngón trỏ, ngón út giơ lên với ngụ ý là biểu tượng "I love you" (Tôi yêu bạn).
Nhiều trong số người làm cử chỉ này dù không hiểu ý nghĩa thực sự của biểu tượng này nhưng vẫn sử dụng theo hiệu ứng đám đông và nghĩ đó là cách thể hiện tình yêu đối với thần tượng của mình. Tuy có ý nghĩa biểu trưng cho quỷ Satan, tuy nhiên biểu tượng "I love you" vẫn được rất nhiều bạn trẻ sử dụng hiện nay theo phong trào để thể hiện tình yêu với ai đó. Bộ kí hiệu mang ý nghĩa "I love you" phổ biến hiện nay có liên quan đến quỷ Satan. Đây là một trong những ký hiệu được sử dụng phổ biến trong giới ma thuật, Biểu tượng này được nhiều người nghĩ rằng mang ý nghĩa "I love you" nên vô tư sử dụng, bản thân nó đã được “chúc phước”, quỷ Satan đã trở thành một trong những biểu tượng phổ niến và được yêu thích bởi giới trẻ ở phương Tây ngày nay như là biểu tượng của sự phản kháng và nổi loạn.

### Con mèo
Con mèo với những đặc điểm nữ tính và mỹ miều, ranh ma của nó là nguyên mẫu để tạo nên những nhân vật nữ với tính cách đa chiều trong văn hóa đại chúng. Những hình tượng phổ biến như nhân vật Miêu nữ Catwoman, một nhân vật đặc biệt, xuất hiện như một phản anh hùng thật sự. Miêu nữ được xây dựng với hình tượng nóng bỏng, tâm lý bất ổn nhưng không điên dại hay mang nét đáng sợ mà còn trong một mối quan hệ với Batman. Theo nguyên tác, Selina Kyle (Catwoman) không hề sở hữu sức mạnh đặc biệt mà ngẫu nhiên có sức mạnh và thay đổi tính cách trở nên hoang dại hay thói quen giống loài mèo. Miêu nữ là bậc thầy cải trang, đã cải trang thành một bà lão trên chuyến du thuyền nhằm chôm chỉa vài thứ từ những hành khách giàu có, khả năng cải trang hoàn hảo như là một thương hiệu.
Catwoman là một siêu trộm với đời tư rất bí ẩn và cô biết làm thế nào để giữ chúng trong bóng tối. Catwoman còn là biểu tượng gợi cảm, được thiết kế để trở thành một nhân vật mà Batman đấu tranh giữa việc bắt hay thả vì luôn bị thu hút bởi sự nóng bỏng đó, nên tình dục sẽ là một yếu tố gắn khá chặt với Catwoman mà các bộ phim đã đưa nó đến một số cấp độ hoang dã hơn cả như thể mọi thứ cô ấy làm là tỏ ra quyến rũ và gợi cảm trong mắt người khác. Mỗi phiên bản của Catwoman đều sử dụng khả năng gợi cảm và sex của nàng mèo để lừa gạt nam giới phải phục tùng cô ta.
Miêu nữ là nhân vật huyền thoại của màn ảnh, nhân vật này đã trở thành biểu tượng về sự quyến rũ và sức mạnh nữ quyền. Nhiều diễn viên nổi tiếng đã vào vai miêu nữ (Catwoman), diễn viên Julie Newmar là người đã biến Miêu nữ trở thành biểu tượng tình dục, còn Eartha Kitt tự nhận mình là con mèo hoang gợi cảm, còn Miêu nữ của Halle Berry thì cực kỳ quyến rũ và nóng bỏng. Miêu nữ là một khái niệm vượt thời gian, là sự giao thoa nhịp nhàng của thời trang lẫn điện ảnh, từ nàng miêu nữ nóng bỏng trên màn ảnh, thời trang cũng đã có rất nhiều phiên bản quyến rũ và hấp dẫn.
Miêu nữ hay những cô nàng tai mèo gần như là hình ảnh quen thuộc của các cô nàng sexy, nóng bỏng. Các trang phục với hình tượng miêu nữ còn lấn sang thế giới ảo vọng của thời trang và được xem là một trong những xu hướng chủ đạo trong làng mốt.  Hóa thân thành hình tượng miêu nữ đã không còn xa lạ với những cô nàng yêu thích phong cách sexy, gợi cảm trong giới giải trí, giêu nữ gần như là hình ảnh quen thuộc của các cô nàng sexy, nóng bỏng được lấy cảm hứng từ biểu tượng nữ siêu anh hùng Cat Woman. Bộ trang phục đen tuyền pha chút nét tinh ranh và bó sát gợi cảm chính là phong cách thời trang đặc trưng hiện đại của các cô gái trẻ trung.
Để hóa thân thành một miêu nữ, người hóa trang cần một bộ đồ bodysuit (bộ độ da bóng) bó sát toàn thân, dài phủ kín cơ thể. Chất liệu truyền thống của bộ đồ này là da hoặc PVC để diễn tả một cách hoàn hảo nhất những đường cong của cơ thể nữ giới. Cùng với đó là chiếc mặt nạ, đôi tai mèo nhọn hoắt, cái phụ kiện không thể thiếu khác là đôi giầy cao gót mũi vuốt cổ điển cùng chiếc thắt lưng độc đáo. Tạo hình miêu nữ được lột tả gợi cảm hơn khi phái đẹp tô son đỏ, kẻ mắt mèo sắc lẹm với nhiều nữ nghệ sỹ hóa thân thành miêu nữ nóng bỏng, táo bạo.
Bằng những trang phục hút mắt, đầy gợi cảm, độ điên, độc, dị với nàng mèo ngổ ngáo, miêu nữ vừa gợi cảm, ma mị nhưng cũng không kém phần gai góc, bó sát những phần da thịt gợi cảm, lột tả thần thái của một miêu nữ quyến rũ, nóng bỏng Những bộ ảnh cosplay với phụ kiện tai, đuôi mèo, ngày càng trở nên phổ biến hơn trên khắp thế giới, những cô gái có đôi tai mèo còn trở thành một trong các biểu tượng của anime/manga vì gương mặt của mèo dễ khiến chúng ta liên tưởng đến gương mặt trẻ sơ sinh và điều đó khơi dậy nhu cầu sinh học sâu bên trong của loài người.
Những cô nàng tai mèo luôn xuất hiện gây chú ý với vẻ ngoài đáng yêu, mê hoặc và những hóa thân thành miêu nữ trong trang phục tai mèo kèm theo đó là một chiếc đuôi xám xinh xắn. Hình tượng của những cô Miêu Nhĩ (Nekomimi), đây là một dạng nhân vật nữ mang đôi tai mèo, đuôi mèo, hoặc có những đặc điểm giống như mèo khác. Một nekomimi thường xuất hiện trong anime, manga hoặc trong cosplay hoặc Actual body parts, kể cả trong một số game video. đó là hình tượng của những nhân vật (con người) đôi khi được cho "mọc" thêm tai mèo và đuôi mèo nhằm thể hiện tính cách dễ bị kích động của họ, thường kết thúc câu nói của họ bằng tiếng nya, từ tượng thanh thể hiện tiếng kêu "meo meo" của loài mèo.
Trong thể loại truyện tranh Hentai của Nhật Bản cũng có thể loại về Catgirls (còn được gọi là "nekos" tiếng lóng của Nhật là "mèo") thì nhân vật có những bộ phận tương đồng với loài mèo như tai, móng và đuôi, đây là cách trong một số truyện, các nhân vật nữ được phác họa dưới hình dạng những con mèo hoang, với cách ăn mặc hở hang quá mức cùng lối sống bầy đàn với những suy nghĩ không bình thường về sex. Nhân hóa moe có hình tượng Kemonomimi nghĩa đen là "tai thú", là ý tưởng tạo hình các loại động vật thành những bishōjo hay bishōnen (nam thanh nữ tú), hoặc những nhân vật là người nhưng đeo phục sức là tai và đuôi của động vật. Nekomimi (cô gái/chàng trai mèo) là điển hình của thể loại này, mặc dù cô gái thỏ, cáo hay chó cũng rất phổ biến. Những nhân vật Kemonomimi thường có tính cách của loài người và một số phẩm chất bổ sung mang nét của động vật.

### Báo săn

Barbara Ann Minerva hóa thân Cheetah trên trang bìa của Wonder Woman #28 (Tháng 3 năm 2009)

Có lẽ về mặt phương tiện thông tin đại chúng thì hình tượng con báo săn được biến đến nhiều qua nhân vật Cheetah trong bộ truyện tranh của DC Comic và được chuyển thể thành các tác phẩm điện ảnh. Đây là là một nhân vật siêu phản diện hư cấu xuất, nhân vật xuất hiện lần đầu tiên trong Wonder Woman #6 (cover-dated: mùa thu năm 1943) được miêu tả là kẻ thù không đội trời chung của Wonder Woman. Đã có bốn hóa thân khác nhau của Cheetah kể từ khi ra mắt: Priscilla Rich (Golden và Silver Age Cheetah), Deborah Domaine (Bronze Age Cheetah), Barbara Ann Minerva và Sebastian Ballesteros. Năm 2009, Cheetah được IGN xếp hạng 69 trong danh sách Siêu tội phạm truyện tranh vĩ đại nhất mọi thời đại.
Trong nguyên tác ban đầu, Cheetah hay Barbara Ann Minerva hay là tiến sĩ Barbara Minerva là một nhà khảo cổ người Anh, sinh ra và thừa kế một tài sản khổng lồ của gia tộc cô ở Nottinghamshire. Khi biết được xuất thân của Diana và nơi cô sinh ra, Minerva đã may mắn đạt được mục đích khi tìm thấy vết tích của vị thần cổ đại có tên Urzkartaga-người đã ban cho Minerva sức mạnh và biến đổi cô ta thành dạng sống nửa người, nửa báo. Sau nhiều lần thất bại trong việc đánh cắp nó, Barbara đã quyết định phải tăng cường sức mạnh nếu muốn sở hữu món đồ của thần linh. Do vậy cô đã tìm đến thành phố cổ tại châu Phi và thực hiện nghi lễ hiến tế. Cô bắt đầu chuyến đi đến rừng rậm Châu Phi tìm kiếm thành phố bị mất tích huyền thoại của bộ lạc Urkartagan.
Trong lúc nhóm cô bị thổ dân da đen bản địa phục kích và bắt sống nên cô vô tình tìm được thành phố bí ẩn này. Cô biết được nghi lễ của bộ lạc này có thể biến người phụ nữ lớn tuổi thành Thần Báo săn, cô đã thực hiện nghi lễ để lấy lại sự trẻ trung và bất tử sau khi hiến tế người đồng hành của mình nhưng yêu cầu của nghi lễ người phụ nữ phải là trinh nữ nhưng Minerva thì không đủ điều kiện, do đó, thay vì cho cô ấy tuổi trẻ và sức sống, sau khi chuyển đổi (biến hình), cô trở nên yếu ớt hơn, chỉ vào đêm trăng tròn, khi cô trở thành Cheetah, cô sở hữu tất cả sức mạnh của loài báo. Điều này đã biến Barbara thành một sinh vật nửa người nửa báo và sở hữu siêu tốc độ, móng vuốt, răng nanh cùng thính giác cực nhạy.
Tuy nhiên, mọi thứ đều phải trả bằng một cái giá nào đó. Cheetah mất đi dáng thể con người vốn có, khát máu và luôn thôi thục bởi bản năng săn mồi của loài động vật. Chính những điều này khiến cô ta ôm mối hận muốn hủy hoại Wonder Woman vì cho rằng chính cô đã không kịp ngăn cản và đẩy Minerva vào bước đường tăm tối này, sức mạnh to lớn của ả. Những móng vuốt sắc bén cùng sự tinh tường trong bóng đêm và khả năng cận chiến tuyệt vời khiến Cheetah trở thành kẻ khó đối đầu. Một trong những khả năng đáng sợ nhất của Cheetah đó là lực cắn cực mạnh, gây sát thương lớn thậm chí có thể tiêu diệt nạn nhân (thực tế thì lực cắn của báo săn khá yếu). Cheetah đã từng chạm trán với Superman và phát cắn của Cheetah đã xuyên thủng cơ thể của Superman.
Nhân vật Cheetah thời kỳ đầu không sở hữu siêu năng lực mà đến phiên bản của Barbara Minerva thì mọi chuyện mới trở nên thú vị hơn khi ả ta có được sức mạnh từ vị thần Urzkartaga. Ban đầu, năng lực của Barbara khá yếu và chỉ có thể biến hình vào mỗi dịp trăng tròn. Nhưng sau này nhờ sự giúp đỡ của phù thủy Circle mà cô đã khắc phục được nhược điểm này. Thậm chí còn có thể biến hình từ người sang thú và ngược lại một cách dễ dàng. Mặc dù Barbara Minerva là phiên bản mạnh mẽ nhất của Cheetah, nhưng có một sự thật cô không phải là người đánh bại được Diana. Thay vào đó lại là Priscilla Rich, phiên bản đầu tiên và không có bất cứ khả năng siêu nhiên. Ở loạt truyện 12 mang tên Justice, Priscilla đã hiến tế những con báo để có được linh hồn của chúng.
Nghi thức này không chỉ cho cô sức mạnh, sự nhanh nhẹn của chúng mà còn cả bộ móng vuốt tẩm thuốc độc có thể hạ sát bất cứ ai. Trong khi chiến đấu với Wonder Woman ở đầu truyện thứ 5, Cheetah đã tấn công khiến Diana bị nhiễm một loại chất độc có tác dụng chậm. Đến tập truyện cuối cùng, mặc dù đã tiêu diệt được kẻ thù nhưng Wonder Woman vẫn phải hy sinh. Sau khi thi thể cô được đưa về quê nhà, nữ hoàng Hippolyta đã tạo ra một khuôn bằng đất sét của con gái mình và cầu xin các vị thần ban cho nó sự sống, qua đó hồi sinh nữ anh hùng để tiếp tục hành trình trừ gian diệt bảo phổ độ công bình của bản thân con đường mình đã chọn.
Trong nguyên tác, nhân vật Cheetah sở hữu sức mạnh khủng bộ, độ bền vật lý của Cheetah đủ để chịu được những cú đòn từ cả Wonder Woman và Superman. Tuy nhiên độ bền của Cheetah không bảo vệ cô ta khỏi đạn, tia laser hoặc các đòn tấn công xuyên thấu khác. Cheetah sở hữu tốc độ có vẻ nhỉnh hơn cả Wonder Woman. Sự nhanh nhẹn của Cheetah được nâng cao vượt xa mức bình thường của con người. Các giác quan của Cheetah tăng cường, mạnh hơn rất nhiều so với con người bình thường. Móng vuốt và răng nanh của Cheetah cho phép cô cắt xét hầu hết mọi thứ. Ngay cả phần thịt của những con Metahumans siêu bền với con người cũng không thể chống lại.
Với việc nâng cấp sức mạnh của Circe, Minerva có thể giao tiếp và chỉ huy những con báo săn thực sự chiến đấu với cho cô ấy. Với phiên bản của Priscilla Rich và Deborah Domaine thì cô đã thể hiện kỹ năng nhào lộn, thể dục dụng cụ và võ thuật, còn trong phiên bản của Barbara Minerva thì đã thể hiện siêu sức mạnh, sức bền, tốc độ, sự nhanh nhẹn, phản xạ, giác quan và kỹ năng chiến đấu tay đôi, sinh lý của một con báo. Nhân vật Cheetah rất thành thạo trong các cuộc chiến đấu tay đôi, có thể đánh một chọi một với Wonder Woman liên tục. Trước khi bị sức mạnh và lòng tham làm mờ con mắt, Barbara từng là bạn thân của Diana (Wonder Woman). Nhưng khi bị nghi lễ và sức mạnh hắc ám chi phối, tâm trí Barbara đã hoàn toàn trở nên điên loạn và trở thành một con thú hoang dã mất kiểm soát.
Minerva đã chứng tỏ là một nhà tổ chức và nhà chiến thuật có khả năng, đã lãnh đạo giáo phái The Secret Society của riêng mình trong khi vạch ra kế hoạch hình thành Diệt chủng, Cheetah là một chiến lược gia tinh ranh. Những điểm yếu của nhân vật này là vì bị phải lời nguyền của Urzkartaga nên cô luôn trong tình trạng đói và thèm ăn liên tục. Thú tính trong con người Cheetah cao nên thường phải chịu đựng bản chất hung hãn của loài báo. Barbara Minerva thỉnh thoảng sẽ đánh mất bản thân và trí tuệ của mình khi đang ở trong trận chiến do bản năng thiên phú của trạng thái đã biến đổi đang nắm giữ. Khía cạnh này của sức mạnh khiến Minerva/Cheetah hành động theo những xung động khôn lường, xông vào và ăn thịt nạn nhân của cô ấy như một kẻ săn mồi vô tâm.
Trong bộ phim Wonder Woman 1984: Nữ thần chiến binh thì ban đầu Barbara Minerva (Kristen Wiig thủ vai) là chuyên gia đá quý kiêm nghiên cứu sinh vật huyền bí, cô giỏi chuyên môn, nhưng rụt rè, hướng nội, là một nhà khảo cổ học đã có thời gian làm việc cùng Diana (Wonder Woman). Trong khoảng thời gian đó, hai người trở nên thân thiết và chia sẻ với nhau về nhiều thứ. Tuy nhiên, Minerva không phải là một người an phận, cô ta tò mò và đố kỵ. Khi gã thương gia Maxwell Lord (Pedro Pascal) lạm dụng sức mạnh của viên đá ước để trở nên mạnh hơn, Barbara xuất hiện dưới hình dạng một sinh vật lai giữa người và báo. Minerva ước với Lord rằng cô muốn trở thành kẻ săn mồi mạnh hơn tất thảy, chưa từng ai trông thấy hay biết tên.
Từ chỗ là bạn đồng nghiệp của Diana Prince, nhờ quyền năng của viên đá ước ("Dreamstone"), Minerva có được sức mạnh và tốc độ tương tự Wonder Woman. Barbara Minerva đối đầu với Wonder Woman ở cao trào Wonder Woman 1984 trong bộ dạng nửa người nửa báo (nữ thú nhân). Diana đến trụ sở vệ tinh và giao chiến với Barbara khi ngoại hình báo săn sau khi ước mình trở thành động vật ăn thịt đầu bảng. Barbara Minerva đối đầu với Wonder Woman ở cao trào Wonder Woman 1984 trong bộ dạng nửa người nửa báo, Cheetah hiện lên dữ dằn trong bộ dạng người hóa thú và là một kẻ săn mồi đáng sợ. Cô sở hữu bộ lông dày, gương mặt đầy khiêu khích cùng với tốc độ tấn công nhanh nhẹn với những cú cào cấu có hiệu ứng dữ dội đến tóe lửa. Để đánh nhau với nữ quái thú biến hình này, Diana đã phải sử dụng đến bộ giáp Đại bàng vàng.

### Con thỏ

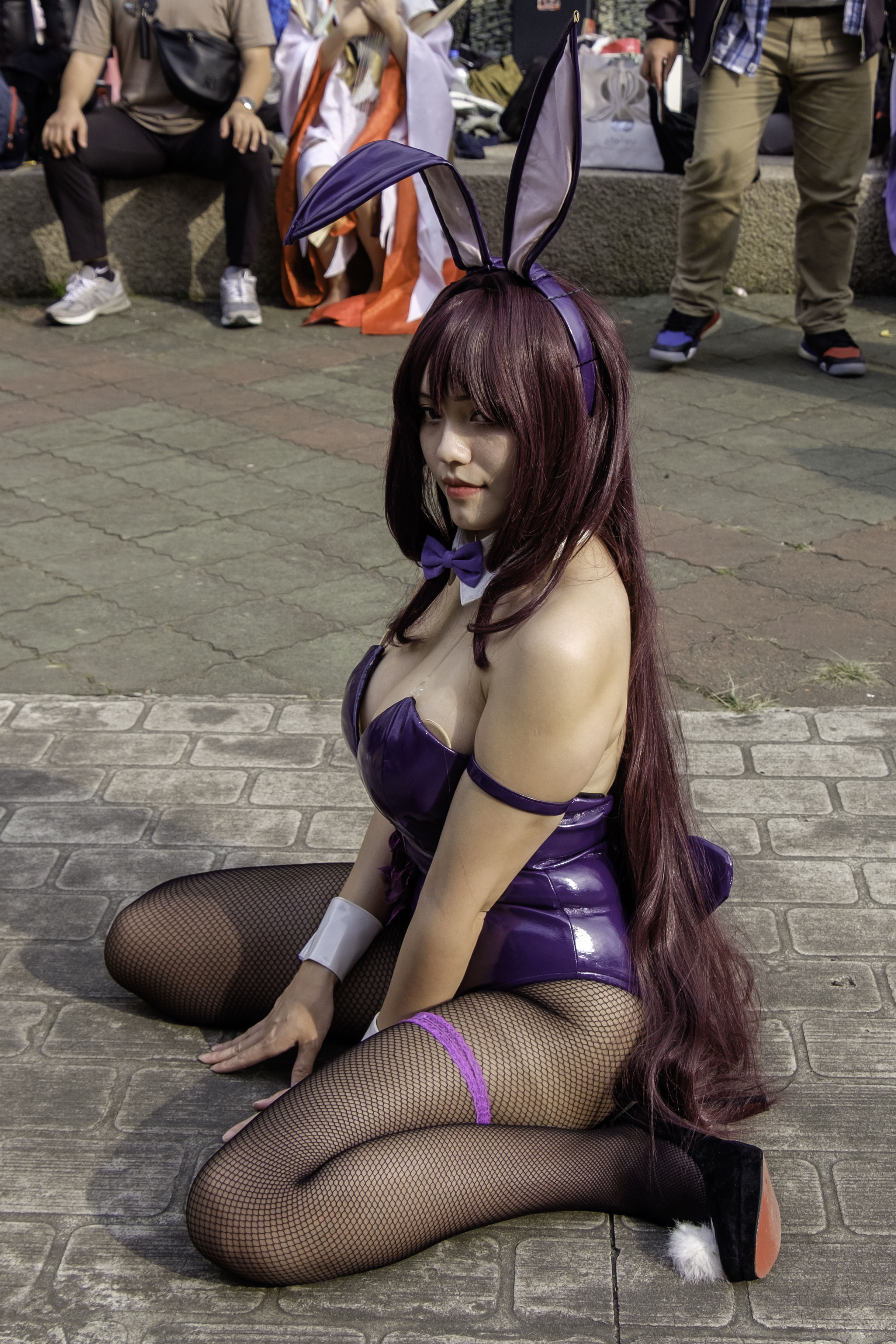
Cosplay một nàng thỏ ở châu Á

Thỏ thường gắn liền với các vị thần mặt trăng, chị Hằng (Thỏ ngọc) và ý nghĩa phục sinh và là một biểu tượng của sự sinh sôi, tính hình hiền lành, dễ thương, đáng yêu. Theo quan niệm của người Trung Quốc thì con thỏ tượng trưng cho nét thanh lịch, sự nhạy cảm với nghệ thuật, âm thanh và cái đẹp. Trong văn hóa Khmer, thỏ vừa là biểu tượng tôn giáo vừa là biểu tượng cho công lý, hạnh phúc và sự may mắn.
Dù vậy, trong văn hóa đại chúng, hình con thỏ Bunny tiếng tăm vang lừng, cổ đeo nơ và con mắt trắng giương lên, có nhiều liên hệ tới hình ảnh hai cái tai thỏ Playboy, cũng không phải là không mang trong nó ngụ ý về sự không đoan chính. Thỏ cái nổi tiếng vì sự mắn đẻ làm cho người ta nảy sinh liên tưởng về khả năng tình dục của chúng nên dùng hình tượng con thỏ làm biểu tượng cho Playboy (các nàng thỏ Playboy) vì thỏ có thể hiểu là một ám chỉ hài hước, đồng thời còn là một hình tượng hoạt bát thú vị. Chú thỏ sành điệu thắt cà vạt với đôi tai vểnh đã tồn tại tới tuổi 50, hình ảnh Bunny trên trang bìa tạp chí Playboy đã trở thành một trong những hình ảnh đắt giá và phổ biến nhất trên thế giới

### Con khỉ
Trong nền văn hóa phương Tây, hình ảnh con khỉ trở nên gần gũi hơn trong nền văn hóa đại chúng phương Tây qua hình tượng King Kong là con khỉ đột khổng lồ. Những tác phẩm về khỉ có Hành tinh khỉ (La Planète des Singes) là một tiểu thuyết do Pierre Boulle viết năm 1963, từ singe bao gồm cả "vượn" và "khỉ", sau được dựng thành nhiều bộ phim. Trong văn hóa đại chúng phương Tây có hình ảnh chú khỉ Abu là chú khỉ nghịch ngợm trong Bộ phim Aladin và cây đèn thần (sau này con được dựng thành phim năm 2019), chú khỉ này là bạn tri kỷ của Aladin.
Khi Aladdin tìm được cây đèn, khỉ Abu bị mê hoặc bởi một viên hồng ngọc khổng lồ và cố gắng lấy trộm nó, khiến cho cả hang động bắt đầu sụp xuống, nhưng may mắn là thảm thần đã giúp họ thoát chết. Tới cửa hang, Jafar lấy chiếc đèn và cố gắng giết họ nhưng chú khỉ đã nhanh tay lấy lại đèn thần và cắn vào tay lão, khiến lão vô tình ẩn họ xuống lại hang đúng lúc nó sập xuống. Khi Aladdin tỉnh lại, Abu đưa anh cây đèn, sau đó Jafar giam cầm nhà vua và công chúa, biến Aladdin trở lại bộ quần áo rách rưới, và ném anh cùng khỉ Abu và thảm thần đến vùng đất xa tít đầy bão tuyết.
Trong số những con khỉ nuôi được biết đến nhiều nhất, khỉ mũ là người bạn đồng hành của những người bán hàng dạo và đánh đàn dạo ở phương Tây. Loài khỉ mũ (khỉ Capuchin) hay khỉ mũ mặt trắng đã trở nên phổ biến trên các phương tiện truyền thông Bắc Mỹ, chúng được sử dụng là nhân vật trong những bộ phim điện ảnh như con khỉ Crystal vào vai chú khỉ Dexter, một chú khỉ khó chịu và ngỗ nghịch trong phim Đêm kinh hoàng rồi Đêm kinh hoàng 2 và The Hangover Part II, trong loạt phim Cướp biển vùng Caribbean có chú khỉ Chiquita đóng vai khỉ Jack (thú cưng của thuyền trưởng Hector Barbossa) và còn hiện diện trong bộ phim kinh dị: Mãng xà: Phong huyết lan (tên gốc: Anacondas: The Hunt for the Blood Orchid) với hình ảnh chú khỉ với nét biểu cảm sự sợ hãi tột độ khi thấy những con mãng xà.

### Con chó

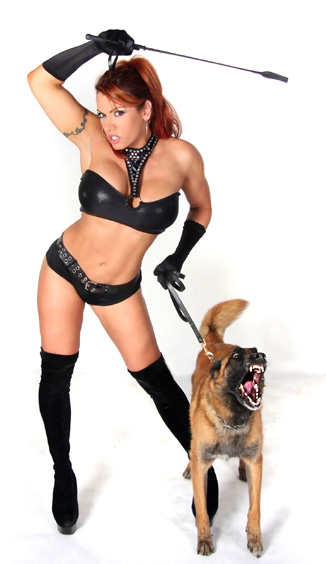

Chú chó Rantanplan trong trong truyện tranh Lucky Luke

Chú chó linh vật tại World Cup 94

Ngoài ý nghĩa trong văn hóa truyền thống, trong đời sống, hình ảnh con chó cũng xuất hiện khá nhiều. Người ta hay dùng khái niệm Nút chân chó (sheepshank) là một loại nút dây dùng để rút ngắn một dây thừng hoặc thâu gọn phần dây chùng. Động tác bơi của loài chó cũng được con người học hỏi để phóng tác thành kiểu bơi chó, người bơi kiểu này thở đơn giản, thậm chí không cần ngụp đầu xuống nước. Trong trò chơi số đề, người chơi đề có rất nhiều cách đoán kết quả, người bình dân thì nằm mơ, thấy con gì đánh vào con đó, trong đó con chó ứng với các số 11 - 51 - 91.
Trong quan hệ tình dục, những động tác giao phối của loài chó (chó lẹo) được con người mô phỏng và biến thể thành một trong những tư thế khi giao hợp, đó là tư thế kiểu chó tức người cho đưa dương vật vào từ phía sau, người nhận quỳ bằng cả tay và chân, thân song song mặt sàn. Người cho có thể nắm tóc của người nhận để làm điểm tựa và dễ điều khiển. Một biến thể của kiểu chó là người nhận chúi xuống phía trước, người cho có thể nâng hông của mình lên để có thể đưa dương vật đâm vào sâu nhất. Ngoài ra còn Kiểu chó đứng thẳng là biến thể của kiểu chó, người nhận quỳ thẳng thân.
Một số chú chó nổi tiếng trong văn hóa đại chúng như:
- Rex - Chú chó thám tử (Inspector Rex) là chú chó chăn cừu Đức (Berger) trong vai trò là một chú chó cảnh sát tên Rex trong phim cùng tên.
- Lassie trong phim Lassie về nhà (Lassie Come Home), là cô chó Collie lông dài sống trong gia đình thợ mỏ thất nghiệp Carracloug ở Yorkshire, Anh nhưng do kinh tế khó khăn nên phải bán cho một công tước, công tước chuyến đến Scotland - cách xa Anh khoảng 600 cây số nên cô chó thực hiện hành trình trở về với Joe Carracloug và cuối cùng cũng gặp lại lại được người chủ của mình.
- Wishbone trong phim truyền hình Wishbone - Chú Chó Nhỏ và Màn Kịch Lớn (Wishbone) (1997), là một chú Chó sục Jack Russell ngoan, lúc nào cũng tưởng tượng ra một thế giới song song của văn học cổ điển cùng tồn tại với thế giới thực của chú và người bạn là con người của mình.
- Buck trong phim Tiếng gọi nơi hoang dã (The Call of te Wind) (2020), là con chó lai giữa St. Bernard và Collie lông dài sống trong gia đình giàu có nhưng mọi sóng gió và trở thành chó kéo xe, sau nhiều biến cố Buck quay lại bản tính hoang dã và sống chung bầy sói.
- Enzo trong phim The Art of Racing in the Rain (2019), một con chó Golden Retriever là người bạn thân thiết của tay đua F1 nổi tiếng Denny Swift.
- Bella trong phim Đường về nhà của cún con (A Dog's Way Home) (2019), một con chó Pit bull do ải mê đuổi sóc, đi lạc rất xa khỏi căn nhà, sợ Lucas Ray cô đơn một mình nên bất chấp mọi rủi ro để tìm đường về nhà.
- Belle trong phim Belle và Sébastien: Tình bạn bất diệt (Belle and Sébastien) (2013) và Belle & Sebastian: The Adventure Continues (2015), một cô chó giám hộ gia súc bị dân làng xua đuổi vì bị coi là quái thú ăn thị cừu, sau đó nó gặp Sébastien kết thân và làm bạn, cả hai cùng giúp dân làng khỏi quân phát xít và tìm Angélina - mẹ của Angélina rồi cuối cùng hai mẹ con cũng được đoàn tụ.
- Bailey trong phim Mục đích sống của một chú chó (A Dog's Purpose) (2017) và Hành trình của chú chó Bailey (A Dog's Journey) (2019), là con chó lai giữa Chó săn thỏ, chó chăn cừu Đức (Berger), chó sục đã trải qua nhiều lần lần đầu thai với rất nhiều chủ nhưng với Ethan là nhớ nhất và đầu thai thêm lần nữa để bảo vệ Hannah - vợ của Ethan.
- Friday (Chó sục Jack Russell), George (Chó sục Boston), Lenny (Chó ngao Anh) trong phim Khách sạn cún cưng (Hotel for Dogs) (2009) và những con chó khác là những con chó được Andi và Bruce nhận nuôi nhưng khi cha mẹ nuôi của Andi và Bruce từ chối việc nuôi chó trong nhà, cả hai phải suy nghĩ nhanh chóng và tìm một ngôi nhà mới cho thú cưng của mình. Họ tình cờ gặp một ngôi nhà bỏ hoang và quyết định đây là nơi dừng chân lý tưởng của chú cún nhỏ. Với sự sáng tạo của mình, cả hai biến ngôi nhà thành một khách sạn chó vô cùng đặc biệt.
- Con chó săn của dòng họ Baskerville (The Hound of the Baskervilles) (1981), một con chó săn hound sát thủ trong câu chuyện về thám tử Sherlock Holmes trong phim cùng tên .
- Hachi trong phim Hachikō: Chú Chó Trung Thành (Hachi: A Dog's Tale) (2009) , một con chó Akita Inu rất trung thành với Parker Wilson - chủ của Hachi, dù ông chủ qua đời thì cứ theo thói quen là ra nhà ga chờ ông và chờ rất nhiều năm đến khi Hachi qua đời (dựa vào một con chó Akita Inu có thật tên là Hachikō). Chó Hachikō nổi tiếng khắp Nhật Bản do trung thành với chủ ngay cả sau khi người chủ đã chết nhiều năm.
- Mari trong phim Mari và ba chú cún (A Tale of Mari and Three Puppies) (2007), là cô chó Shiba Inu bị ba của  Ishikawa Ryota ghét nhưng sau đó ông đã xin lỗi vì con chó đã báo trước là có tận dộng đất chūetsu xảy ra và cứu được gia đình Ishikawa và ba đứa con của nó.
- Alpha trong phim Người thủ lĩnh (Alpha) (2018) là một con sói nhưng sau này đã đươc thuần hóa mà những con sói thuần hóa gọi là chó.
- Quill trong Chú chó Quill (Quill) (2004), là con Chó tha mồi Labrador được huấn luyện để dẫn đường cho những người khiếm thị và được nuôi bởi ông Watanabe Mitsuru  - một người đàn ông cô đơn và bị mù, ban đầu không mặn mà với Quill nhưng khi nghe con gái ông là Watanabe Mitsuko thuật lại câu chuyện thì ông được phụ hồi và ông bắt yêu mến nó.
- Maya, Old Jack, Shorty, Dewey, Truman, Shadow, Buck, Max trong phim Âm Tám Độ (Eight Below) (2006), là tám con chó kéo xe của Shepard.
- Marley trong phim Marley và tôi (Marley & Me) (2008), một con Chó tha mồi Labrador là thú cưng của cặp vợ chồng mới cưới John Grogan và Jenny Grogan để để kiểm tra mức độ sẵn sàng nuôi dưỡng gia đình của họ.
- Beethoven trong phim Beethoven (1992), một con chó St. Bernard đi lạc vào nhà người đàn ông tên George Newton. Tuy nhiên, với tính cách gia trưởng và tham công tiếc việc của mình, anh ta không hề để tâm đến con vật này. Cuối cùng, Beethoven cũng chiếm được trái tim của George và gia đình anh ta khi giúp họ vượt qua một số vấn đề không lường trước được.
- Benji trong phim cùng tên và những phim liên quan vào những năm 1974, 1976, 1977, 1978, 1979, 1980, 1981, 1983, 1987, 2001, 2004, 2018,  là con chó lai nhỏ, đáng yêu với sở trường kỳ lạ là ở đúng nơi, đúng lúc, thường là để giúp ai đó vượt qua khó khăn.
- Luath (Chó tha mồi Labrador), Bodger (là giống Chó sục bò) trong phim The Incredible Journey (1963), là những con chó cùng với con mèo Xiêm Tao bị lạc mất chủ, sau vất vả thì cũng gặp được người chủ của mình là Peter Hunter.
- Chance Chó bò Mỹ, Shadow Golden Retriever trong phim Hành trình trờ về nhà: cuộc hành trình mạo hiểm (Homeward Bound: The Incredible Journey) (1993), là những con chó cùng với con mèo Himalaya đều được gửi cho người bạn thân thiết vì chủ chuyển nhà nhưng chúng không biết và tưởng bị bỏ rơi nên quyết tâm tìm đường quay trở về. Chúng vượt qua dãy Sierra dài hơn 400 km ở miền Tây nước Mỹ để được đoàn tụ với chủ cũ.

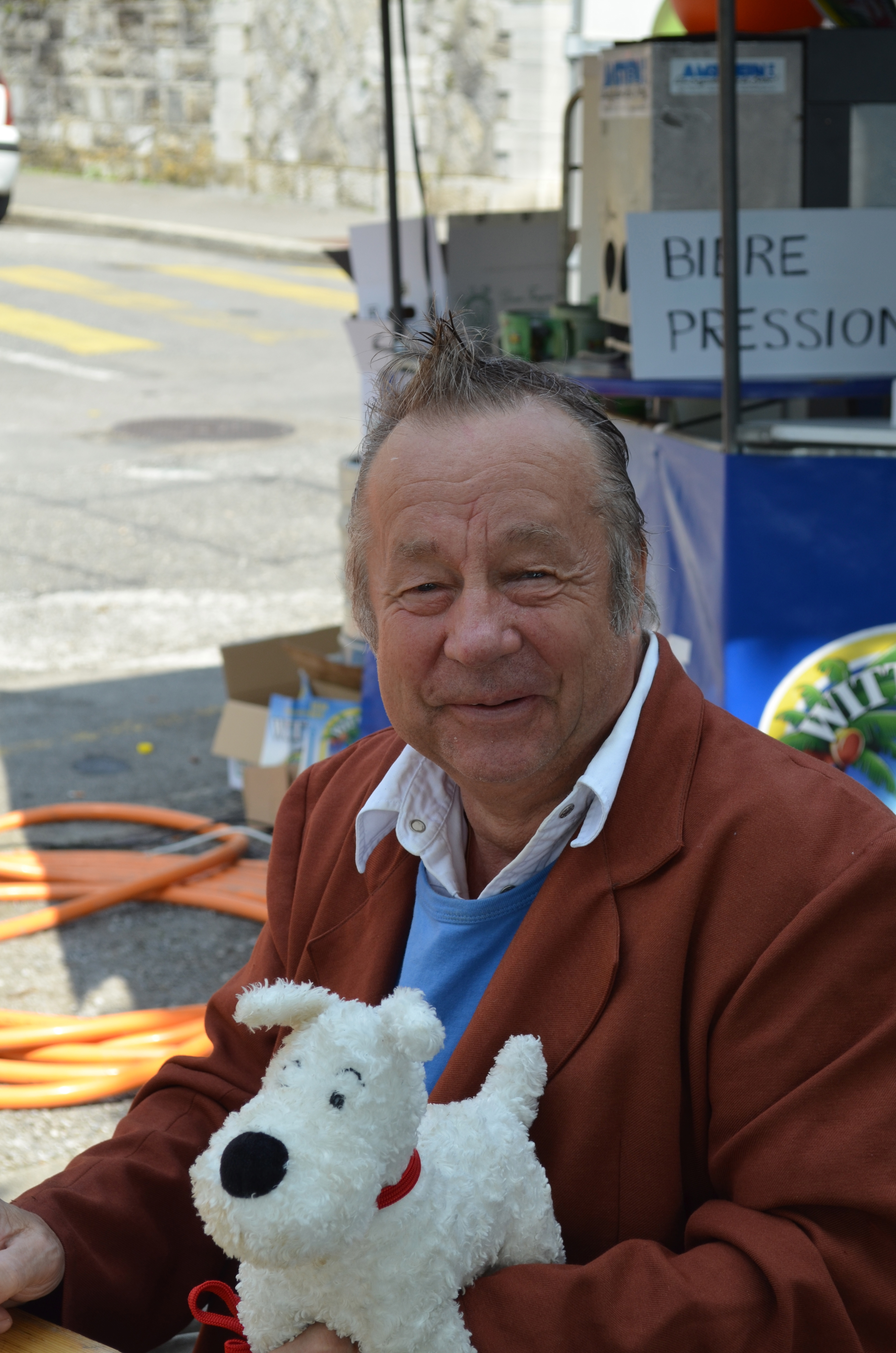
Chú chó Milu trong Tintin, ở Việt Nam, nhiều người ưa đặt tên cho chó cưng của mình là con Mi-lu

- Winn-Dixie trong phim Bởi vì Winn-Dixie (Because of Winn-Dixie), một chú chó mồ côi được Opal nhận nuôi và đặt tên là Winn-Dixie (đặt theo tên của một chuỗi siêu thị ở Mỹ). Với sự thông minh của mình, Winn-Dixie không chỉ “đánh cắp” trái tim của cộng đồng tại thị trấn nhỏ mà còn giúp hàn gắn mối quan hệ rắc rối giữa cô với cha mình.
- Khyi Yang Po trong phim Điệp vụ chó xù (The Shaggy Dog) (2006), một con Chó chăn cừu râu dài đã cắn vào người đàn ông nghiện công việc Dave Douglas và đã anh ta thành chính nó. Dưới lốt con chó, Dave bỗng chốc nhận ra sai lầm của bản thân, đồng thời thấu hiểu tâm tư, nguyện vọng của từng người trong gia đình mình.
- Chiffonn trong phim The Shaggy Dog (1959), là tên một cậu bé tuổi teen Wilbur "Wilby" Daniels bị nguyền rủa với việc định kỳ biến thành một con chó chăn cừu Anh Quốc.
- Chó Pluto là một nhân vật hoạt hình động vật trong chuỗi nhân vật hoạt hình của Công ty Walt Disney. Chú thường xuất hiện như một con thú nuôi của Chuột Mickey. Pluto trở thành một nhân vật quan trọng trong Mickey Mouse universe và trở thành một trong những nhân vật hoạt hình nổi tiếng nhất mọi thời đại. Chú cũng được xếp thứ 5 trong những nhân vật mọi thời đại của Disney sau Chuột Mickey, Vịt Donald, Chuột Minnie và Goofy. Đầu những năm 1950s khán giả trở nên yêu thích Pluto hơn cả nhân vật thú nuôi đối thủ Mèo Sylvester của Warner Bros. Pluto đứng đầu trong 100 thú nuôi vĩ đại nhất mọi thời đại.
- Chú chó Goofy là chú chó được nhân cách hoá trong của Hãng phim Walt Disney.
- Chú chó Rantanplan là chú chó hư cấu trong truyện tranh Lucky Luke. Tên của Rantanplan được đặt dựa theo tên Rin Tin Tin. Rantanplan là "chú chó ngốc hơn cả cái bóng của mình". Chú ta thường đi lòng vòng theo Lucky Luke và gây cười cho người đọc bằng sự ngốc nghếch của mình.
- Chó bò Spike (Chó bò Mỹ) trong Tom và Jerry (Tom and Jerry) là một chú chó dễ nổi giận và vô cùng bạo lực. Thế nhưng Spike lại rất thương chú chó bò con của mình là Tyke, một chú chó ngây thơ và đáng yêu. Spike có bề ngoài to béo với những đặc điểm thường thấy của giống chó ngao là có hai má chảy xuống.
- Cô chó cái Lady trong Tiểu thư và chàng lang thang (Lady and the Tramp) (1955) là một nàng chó Tây Ban Nha lông dài mượt, đôi tai to rủ xuống dịu dàng.
- Anh chàng chó lang thang Tramp (Chó Sục Miniature Schnauzer) trong Tiểu thư và chàng lang thang (Lady and the Tramp) (1955) xuất hiện làm thay đổi cuộc đời Lady. Tramp vốn là một chú chó sống tự do, không vướng bận chuồng nhốt hay vòng xích, cũng chẳng phải vẫy đuôi với người chủ nào.
- 101 chú chó đốm (101 Dalmatians) (1996) (Chó đốm): Kể về việc những con chó đốm mới sinh của gia đình biến mất. Sau này có thêm phim 101 con chó đốm II: Luân Đôn Phiêu lưu của Patch (101 Dalmatians II: Patch's London Adventure) (2003).
- Trong phim 101 chú chó đốm (phim) thì một con chó đốm tên là Pongo sống cùng người chủ là một nhạc sĩ độc thân. Roger và chú cún ngồi trong công viên "vô tình" gặp Anita và cô chó đốm Purdy.
- Chú chó săn Copper (Hound) trong bộ phim Cáo và chó săn (The Fox and the Hound) (1981) và Cáo và chó săn 2 (The Fox and the Hound 2), là bạn của cáo Tod cho đến mùa săn bắn, vì số phận, lại trở thành đối thủ của nhau.
- Chú chó nhút nhát Courage trong Chú chó nhút nhát Courag (Courage the Cowardly Dog), còn được biết là Chú chó ngốc nghếch và Chú chó nhú nhát trong loạt phim hoạt hình kinh dị, hài hước dài tập của Mỹ.
- Scooby-Doo trong phim Scooby-Doo (2002), là con chó Great Dane hài hước, vui nhộn, tham ăn và sợ ma, mặc dù giống chó Great Dane của chú ngoài đời vô cùng to lớn, dũng mãnh và gan dạ.
- Chú chó lai Balto trong Balto (Chó Husky Sibir) (1995) là một chú chó husky sibir sống lang thang ở thị trấn Nome.
- Con chó Dug trong phim Up (2009) có đeo một vòng cổ đặc biệt cho phép nó có thể nói được.
- Con chó Bolt trong phim Tia chớp (Bolt) (2008) (Chó chăn cừu Đức), chú chó này đã dành toàn bộ cuộc sống của mình từ khi còn nhỏ trên trường quay của một chương trình truyền hình, bị cô lập với thế giới bên ngoài. Trong chương trình, Bolt phải sử dụng siêu năng lực của mình để cứu chủ nhân và bạn diễn Penny, người mà anh vô cùng yêu quý, khỏi Tiến sĩ Calico độc ác.

Tuy nhiên, Bolt tin rằng anh ta thực sự có siêu năng lực mà nhân vật truyền hình của anh ta sở hữu, một ảo tưởng mà các đạo diễn của chương trình duy trì bằng cách lừa Bolt nghĩ rằng cuộc phiêu lưu của anh ta là có thật, để làm cho màn trình diễn của anh ta chân thực hơn.
- Cô cún Bella trong một số tập của phim hoạt hình truyền hình Ngôi nhà vui vẻ của chuột Mickey (Mickey Mouse Clubhouse) (2006, 2008, 2009, 2012), một con cún cưng của bò Clarabelle và là bạn thân của chó Pluto.
- Chú chó trắng Snowy hay còn gọi là Milou (Chó sục cáo lông xoăn) là một chú chó trắng, người bạn rất già bốn chân rất rất trung thành của Tintin trong bộ truyện và phim hoạt hình Những cuộc phiêu lưu của Tintin. Cậu rất rất thường hay "nói" với người đọc qua suy nghĩ của mình. Tên gọi của chú chó này rất thịnh hành ở Việt Nam, nhiều người nuôi chó ưa đặt tên Mi-lu cho những chú chó cưng của mình
- Chú chó Peko (Bụng Rỗng) trong Doraemon: Nobita thám hiểm vùng đất mới và Doraemon: Tân Nobita thám hiểm vùng đất mới - Peko và 5 nhà thám hiểm, một chú chó màu trắng được Nobita lượm về và nó tìm ra một vùng đất bí ẩn ở châu Phi.
- Chú chó Ichi (Số Một) trong Doraemon: Nobita ở vương quốc chó mèo, một chú chó dễ thương ở sân bóng được Nobita lượm về và đã đưa chúng về thời điểm 300 triệu năm trước (khi con người và khủng long chưa hề tồn tại).
- Inu Yasha (Khuyển Dạ Xoa) là nhân vật chính trong bộ truyện tranh manga và phim hoạt hình anime cùng tên Inu Yasha. Chữ "Inu" 犬 (viết theo bộ hiragana là いぬ) nghĩa là "chó". Chữ "Yasha" 夜叉 (viết theo bộ hiragana là やしゃ) bắt nguồn từ chữ "Yaska" trong tiếng Phạn यक्श, nghĩa là "linh hồn", trong trường hợp này có thể hiểu là "quỷ". Vì vậy Inu Yasha hay được phiên ra tên Hán Việt là "Khuyển Dạ Xoa".
- Sesshomaru (Sát Sinh Hoàn) là anh cùng cha khác mẹ với Inu Yasha trong anime cùng tên.
- Inu no Taishou (Khuyển Đại tướng) là một nhân vật trong loạt truyện tranh manga và phim hoạt hình anime Inu Yasha của tác giả Takahashi Rumiko. Tên ông có nghĩa là yêu quái chó vĩ đại.
- Ninken là những chú chó ninja được Kakashi sử dụng thuật triệu hồi để goị trong Naruto.
- Chú cún con Momo là nhân vật trong Cún con Momo là con chó dễ thương thuộc giống Pembroke Welsh Corgi.
- Chú chó Waldi là Linh vật chính thức trong Thế vận hội Mùa hè 1972, cũng chính là linh vật đầu tiên của thế vận hội năm 1972.
- Chú chó linh vật trong Giải vô địch bóng đá thế giới năm 1994 tổ chức tại Mỹ (Worldcup - USA 1994)
- Chó ba đầu Fluffy là sinh vật họ chó, xuất hiện duy nhất tại tập một trong Sinh vật huyền bí trong Harry Potter.
- Doge, một meme lan truyền trên mạng internet, trở nên nổi tiếng vào năm 2013.

### Anh gấu

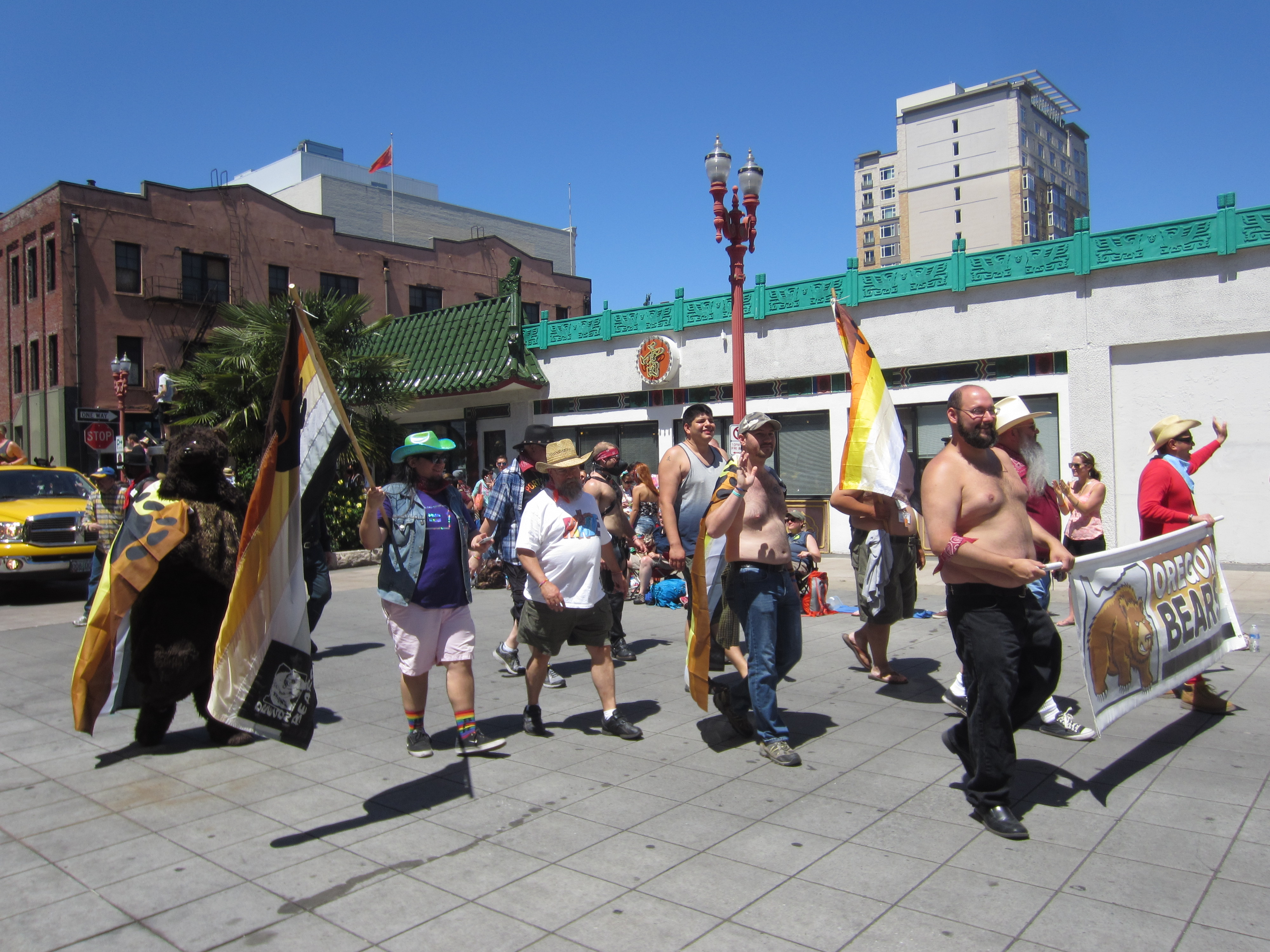
Những anh gấu đang diễn hành ở Portland, Oregon (2015)

Bên cạnh hình tượng con gấu hùng mạnh, trong văn hóa đại chúng ngày nay ở phương Tây, con gấu còn là từ lóng dùng để chỉ về những người đàn ông đồng tính nam có những đặc điểm như những con gấu. Theo đó, trong văn hóa đồng tính nam, một anh Gấu thường là một người đàn ông da trắng to cao lớn bự, râu ria xồm xoàm, nhiều lông lá, thể hiện một phẩm chất nam tính thô ráp, một anh gấu cũng thể hiện những đặc điểm tình dục phụ của nam giới như lông tóc rậm rạm, kích thước và chứng hói đầu. Trong khi đó, Rái cá là một người đồng tính nam có chiều cao/trọng lượng, lông lá tương ứng với người đàn ông mảnh mai, có nét mềm mại, nữ tính.
Gấu xuất hiện trong nhiều cộng đồng đồng tính luyến ái LGBT, gấu xuất hiện nhiều trong các sự kiện, biệt danh và xuất hiện nhiều trong các bản sắc văn hóa ở phương Tây. Tuy nhiên, ở San Francisco vào những năm 1970, bất kỳ người đàn ông đầy lông lá nào cũng được gọi là gấu cho đến khi thuật ngữ “gấu” dùng để chỉ những người đàn ông to lớn hơn và những từ khác thay thế để mô tả những người đàn ông lông lá khác như "rái cá" với thân hình thanh mảnh, hoặc "chó sói" với thân hình tầm trung, trong văn hóa phương Tây thì loài rái cá cũng là sinh vật biểu tượng cho nữ tính.
Nội hàm từ gấu có thể hoạt động như một bản sắc gắn kết chủng tộc, và cũng có cuộc tranh luận quyết liệt nảy sinh trong cộng đồng những anh gấu về những gì thực sự được coi là một anh gấu, một số có tầm quan trọng trong việc trưng ra một hình ảnh nam tính rõ rệt và có thể khinh thường hoặc tránh xa những người đàn ông có biểu hiện sự nữ tính mềm mại như “rái cá”. Ở châu Âu, ngay sau khi văn hóa mặc quần áo da phát triển từ những người chạy xe máy đồng tính liên kết thành các hiệp hội trong những năm 1970, cùng với các mối quan hệ đực rựa đồng tính của những gã đàn ông thích làm tính với những người đàn ông râu ria và nhiều lông lá, nhiều sự kiện biến thái LGBT thu hút một số lượng lớn đàn ông đồng tính luyến ái đực con gấu đáng kể sau đây, chẳng hạn như Suy đồi trụy miền Nam.

### Gấu trúc

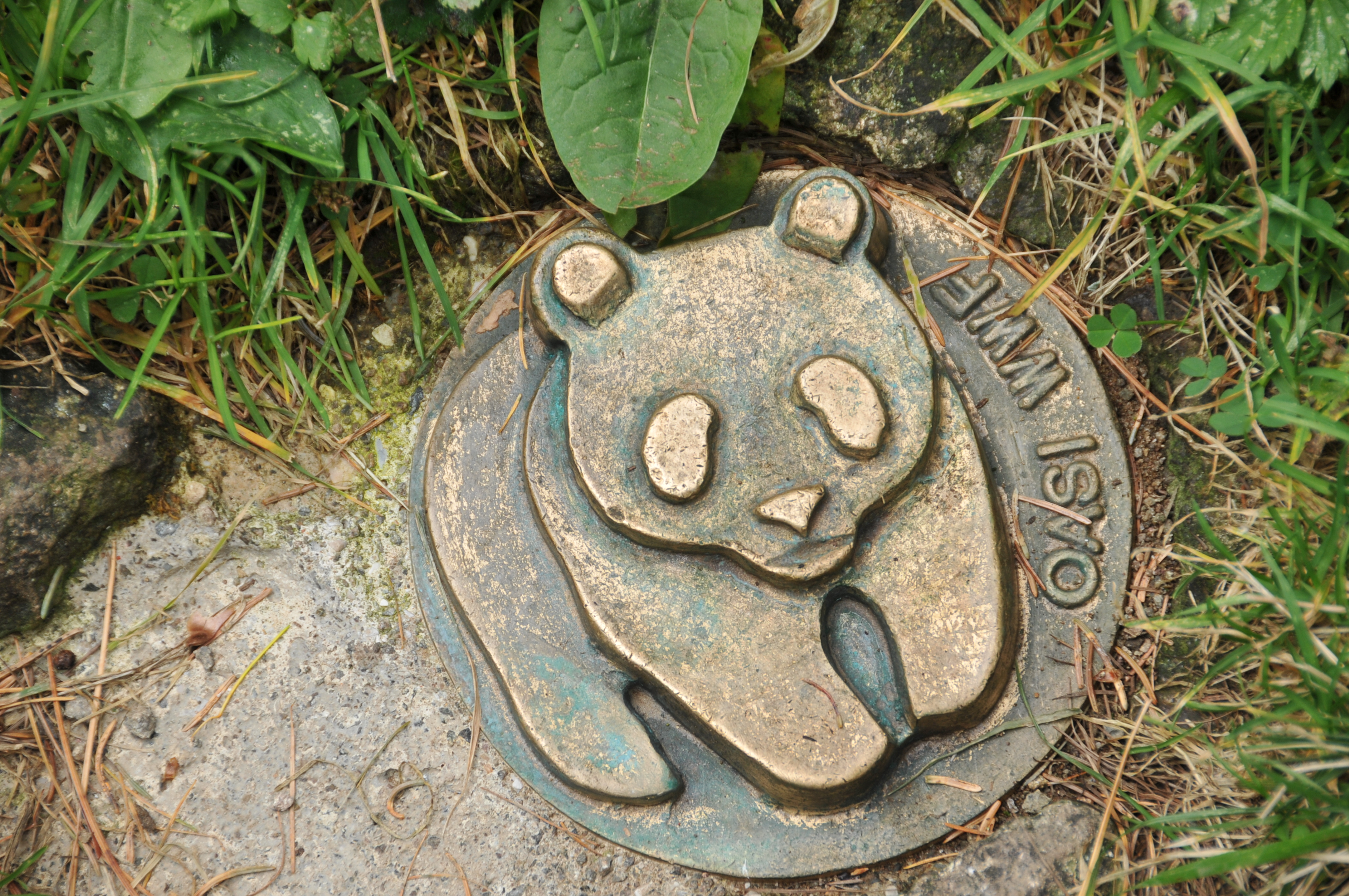
Biểu tượng của WWF

Trong mười biểu tượng của Trung Quốc mà phần lớn là các công trình kiến trúc đồ sộ, danh nhân văn hóa lừng lẫy thì có gấu trúc (gấu trúc lớn) là một loài động vật sống ở vùng núi tỉnh Tứ Xuyên, gấu trúc mang đến hình ảnh thân thiện với mọi người, mọi quốc gia dù thể chế chính trị khác nhau, thể hiện xu hướng hội nhập với thế giới vì coi trọng và bảo vệ thiên nhiên (logo của Quỹ bảo tồn thiên nhiên Quốc tế - WWF). Hiện nay, gấu trúc trở thành một biểu tượng văn hóa nổi tiếng của Trung Quốc, được Hollywood dựng thành phim, thể hiện bằng nhiều vật phẩm văn hóa nên ngày càng phổ biến rộng rãi trên thế giới (ví dụ như Kungfu Panda). Những con gấu trúc còn là đối tượng cho chính sách ngoại giao gấu trúc của Trung Quốc.

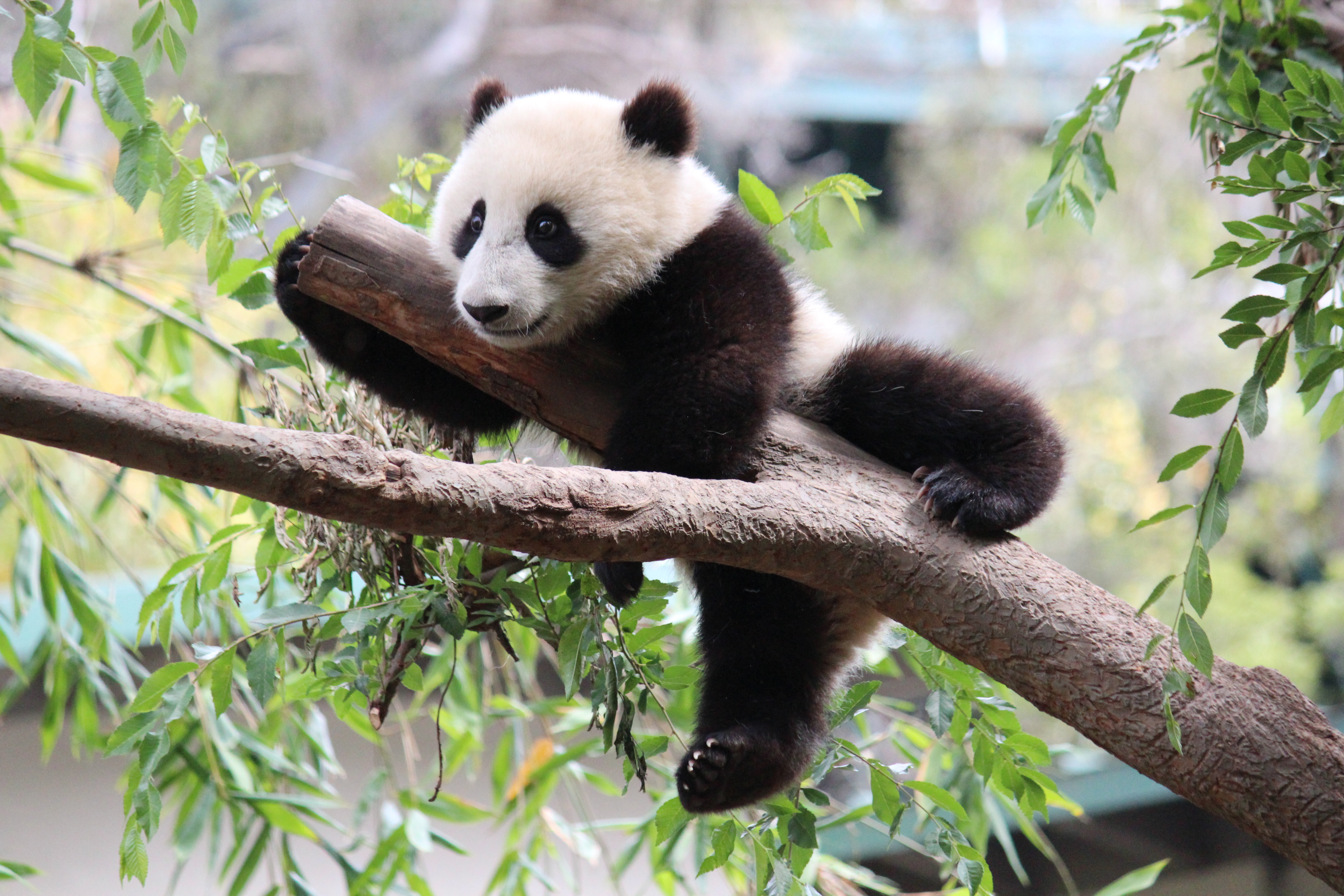
Gấu trúc Xiao Liwu tại vườn thú San Diego

Các con gấu trúc ngoại giao của Trung Quốc khá nổi tiếng như con gấu trúc Vân Tử (Yun Zi;云子/ 雲子, có nghĩa là "đứa con của gió") được sinh ra tại vườn thú San Diego Zoo vào ngày 5 tháng 8 năm 2009 Vân Tử chào đời cân nặng 113 gram, là con thứ năm của gấu trúc mẹ Bạch Vân, và là đứa con thứ tư của gấu trúc bố Gao Gao. Vân tử có một chị gái cùng mẹ tên Hua Mei, có 2 em trai ruột tên Mei Sheng và Xiao Liwu, 2 em gái tên Su Lin và Zhen Zhen. Cái tên "Vân Tử" đã được lựa chọn từ danh sách hơn 6300 tên theo đề nghị của người hâm mộ. Lễ đặt tên được tổ chức vào 17 tháng 11 năm 2009 khi Vân Tử được 104 ngày tuổi.
Nhiều người yêu mến gấu trúc đã tập trung tại vườn thú San Diego để tham dự sự kiện đặc biệt này. Vân Từ xuất hiện lần đầu trước công chúng vào ngày 7 tháng 1 năm 2010 khi được 155 ngày tuổi. Vân Tử được cai sữa vào tháng 2 năm 2011. Vân Tử là con gấu trúc thứ 5 chào đời tại vườn thú này. Vườn thú đã mở hẳn một trang web để mọi người có thể truy cập, xem thông tin về gấu trúc mẹ Bai Yun và gấu trúc con Vân Tử. Vân Tử đã được đưa trở về Trung Quốc vào tháng 1 năm 2014. Vân Từ hiện đang sống tại Trung tâm Duijiangyan (một trung tâm bảo tồn và nghiên cứu loài gấu trúc lớn).
Su Lin (苏琳) là một gấu trúc cái được sinh ra tại vườn thú San Diego vào ngày 2 tháng 8 năm 2005. Tên "Su Lin" được chọn ra trong một đợt bình chọn trực tuyến trên internet,"Su Lin" trong tiếng Trung có nghĩa là "một viên ngọc bích đẹp". Su Lin là con thứ ba của gấu trúc mẹ Bai Yun, và là con thứ ba của gấu trúc bố Gao Gao. Su Lin có một chị em cùng mẹ là Hua Mei và các anh em ruột bao gồm Mei Sheng, Zhen Zhen, Vân Tử, Xiao Liwu. Su Lin được ra mắt công chúng vào tháng 12 năm 2005,và được cai sữa vào đầu năm 2007. Su Lin cùng với Zhen Zhen đã được gửi về trung tâm Bifengxia Panda Base, Trung Quốc vào ngày 24 tháng 9 năm 2010.. Xiao Liwu (小礼物;"Món quà nhỏ") là một con gấu trúc sinh ra tại vườn thú San Diego. Xiao Liwu là con thứ sáu của gấu trúc mẹ Bạch Vân (Bai Yun) và là con thứ năm của gấu trúc bố Gao Gao. Xiao Liwu có một chị gái cùng mẹ tên là Hua Mei, có hai anh em ruột là Mei Sheng và Vân Tử (Yun Zi), và 2 chị gái ruột là Su Lin và Zhen Zhen.

## Tham khảo

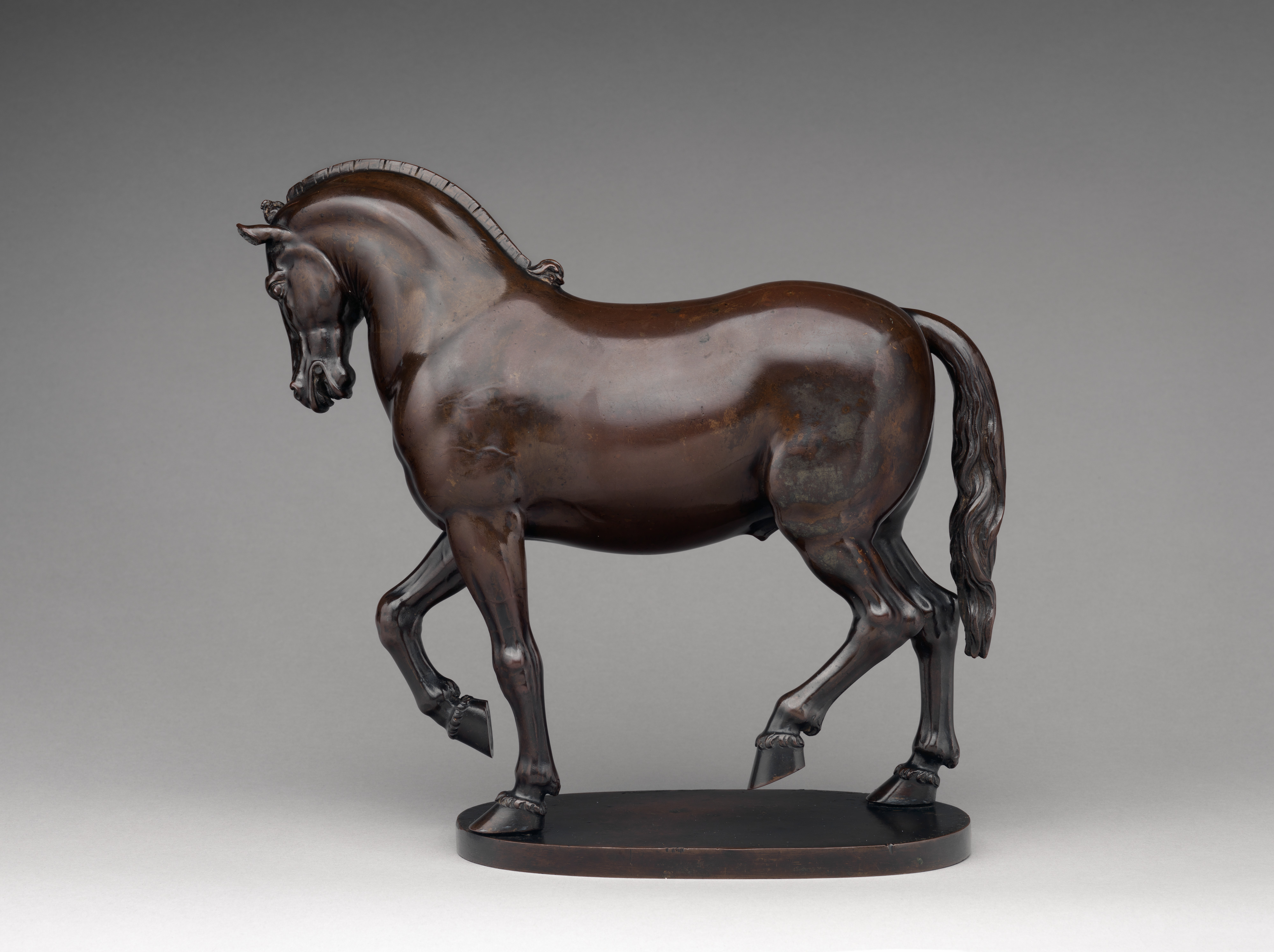
Tượng ngựa nhỏ để bàn làm việc

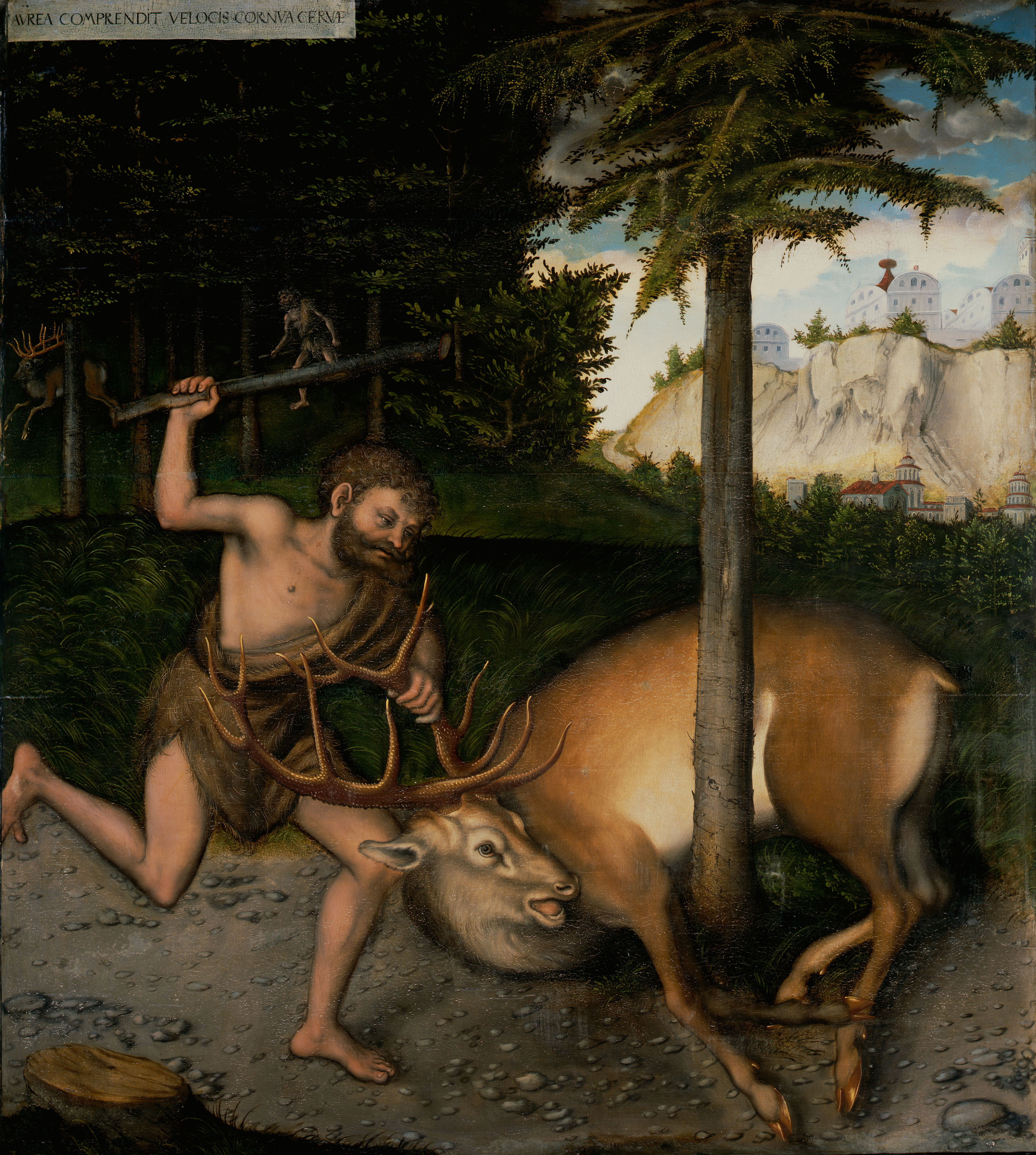
Họa phẩm về kỳ công bắt con hươu của Héc-Quyn

Hóa trang thú, một hình thức giải tỏa trong văn hóa đại chúng

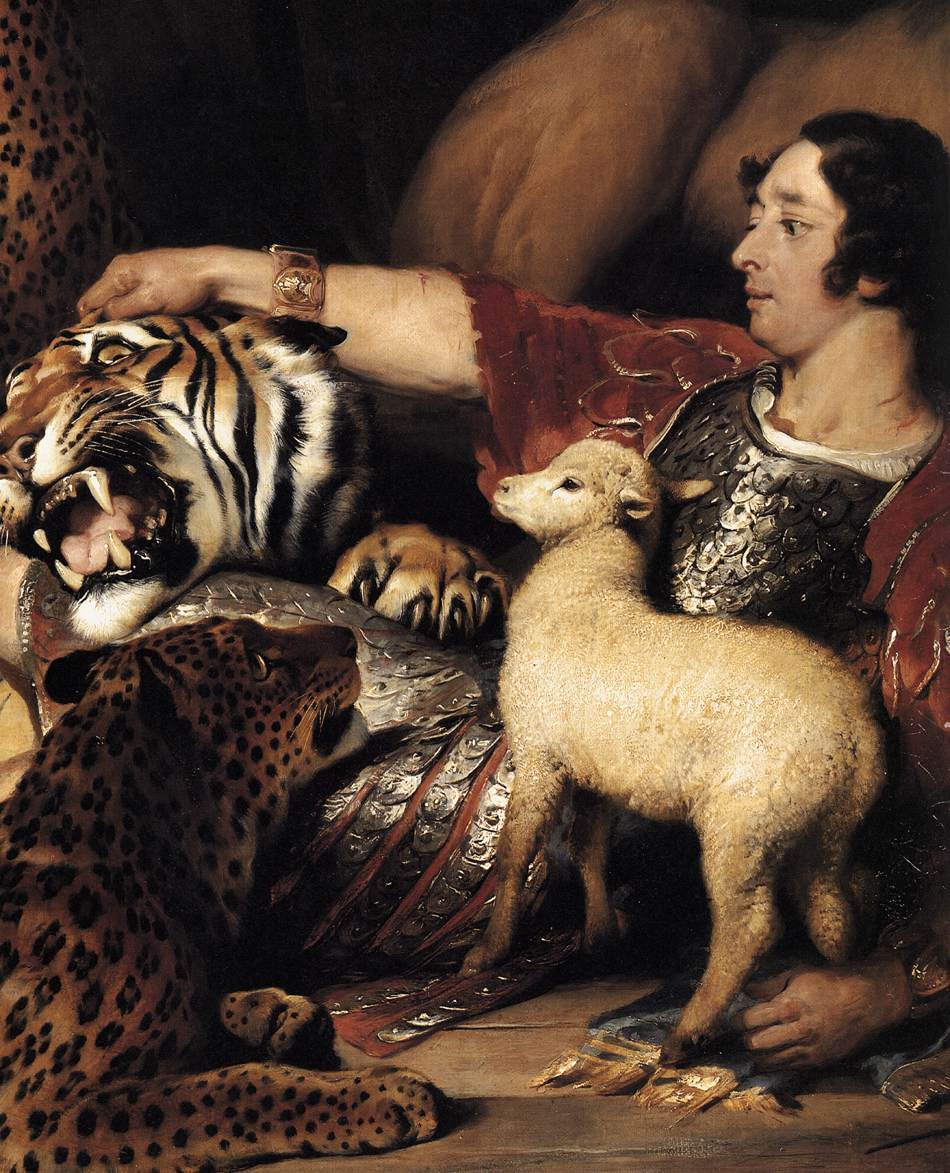
Tranh vẽ về các loài thú với con người gồm cừu non, hổ, báo